# Královská indická obrana
Královská indická obrana nebo královská indická hra případně jen královská indická (ECO E60-E99) je hypermoderní šachové zahájení ze skupiny indických her charakterizované tahy
1. d4 Jf6 2. c4 g6 (bez 3... d5)
Černý dále fianchetuje svého královského střelce na g7, dámského pěšce posune o jedno pole d7-d6. Kdyby černý hrál dámským pěšcem o dvě pole na d5 místo na d6, vzniklo by samostatné zahájení Grünfeldova indická obrana. Královská indická obrana občas vzniká i po jiných úvodních tazích.
Od poloviny dvacátého století, kdy se stala široce populární mezi nejlepšími šachisty, patří k nejčastěji hraným zavřeným zahájením.

## Historie
První známý doklad o královské indické je z partie John Cochrane - Moheschunder Bonnerjee, hrané v Kalkatě roku 1851, kde bylo sehráno více než 25 partií s tímto zahájením. Později v roce 1889 se tak hrálo v zápase Adolf Schwarz - Louis Paulsen v Lipsku a stejní hráči ho zopakovali i na mezinárodním turnaji ve Wiesbadenu roku 1890, kde se objevila poprvé na mezinárodním turnaji.
Královskou indickou začali zkoušet hypermodernisté ve 20. a 30. letech 20. století, nebyla však dlouho považována za příliš výhodné zahájení. To se změnilo od 40. let, kdy královské indické zjednali respekt svými analýzami tři ukrajinští velmistři Alexandr Konstantinopolskij, Izák Boleslavskij a David Bronštejn. Brzy ji začali používat i mistři světa Tigran Petrosjan a Michail Tal a velmistři Svetozar Gligorič a Jefim Geller, v 50. letech byla ve špičce velmi oblíbená. V 60. letech ji hrával i mistr světa Bobby Fischer. V 70. a 80. letech se ve špičce začala objevovat vzácněji, novou vlnu popularity ji ale přinesl v 90. letech mistr světa Garri Kasparov, který ji hrával často a použil ji i v zápase proti Karpovovi. Od poloviny 90. let její popularita mezi špičkovými hráči poklesla díky úspěchům Vladimira Kramnika bílými figurami, dnes se ale opět běžně objevuje v partiích světové špičky. Z předních velmistrů ji hrávali Alexandr Morozevič a Veselin Topalov, často ji používají Tejmur Radžabov  a Anish Giri.

### Strategie
Černý v královské indické obraně zprvu přenechává bílému střed a nejprve se vyvíjí, poté napadá bílé centrum tahem e7-e5. Na to po odpovědi bílého d4-d5 dochází často k zablokování centra a další strategický plán hry černého spočívá nejčastěji v útoku na královském křídle, zatímco bílý obvykle prosazuje svou převahu na křídle dámském. Někdy černý místo e7-e5 napadá centrum bílého tahem c7-c5, po čemž může hra přejít i do zahájení Benoni.

## Nejhranější varianty
|   | a | b | c | d | e | f | g | h |   |
| 8 | a8 černý věž · b8 černý jezdec · c8 černý střelec · d8 černý dáma · f8 černý věž · g8 černý král · a7 černý pěšec · b7 černý pěšec · c7 černý pěšec · e7 černý pěšec · f7 černý pěšec · g7 černý střelec · h7 černý pěšec · d6 černý pěšec · f6 černý jezdec · g6 černý pěšec · c4 bílý pěšec · d4 bílý pěšec · c3 bílý jezdec · f3 bílý jezdec · g3 bílý pěšec · a2 bílý pěšec · b2 bílý pěšec · e2 bílý pěšec · f2 bílý pěšec · g2 bílý střelec · h2 bílý pěšec · a1 bílý věž · c1 bílý střelec · d1 bílý dáma · e1 bílý král · h1 bílý věž | a8 černý věž · b8 černý jezdec · c8 černý střelec · d8 černý dáma · f8 černý věž · g8 černý král · a7 černý pěšec · b7 černý pěšec · c7 černý pěšec · e7 černý pěšec · f7 černý pěšec · g7 černý střelec · h7 černý pěšec · d6 černý pěšec · f6 černý jezdec · g6 černý pěšec · c4 bílý pěšec · d4 bílý pěšec · c3 bílý jezdec · f3 bílý jezdec · g3 bílý pěšec · a2 bílý pěšec · b2 bílý pěšec · e2 bílý pěšec · f2 bílý pěšec · g2 bílý střelec · h2 bílý pěšec · a1 bílý věž · c1 bílý střelec · d1 bílý dáma · e1 bílý král · h1 bílý věž | a8 černý věž · b8 černý jezdec · c8 černý střelec · d8 černý dáma · f8 černý věž · g8 černý král · a7 černý pěšec · b7 černý pěšec · c7 černý pěšec · e7 černý pěšec · f7 černý pěšec · g7 černý střelec · h7 černý pěšec · d6 černý pěšec · f6 černý jezdec · g6 černý pěšec · c4 bílý pěšec · d4 bílý pěšec · c3 bílý jezdec · f3 bílý jezdec · g3 bílý pěšec · a2 bílý pěšec · b2 bílý pěšec · e2 bílý pěšec · f2 bílý pěšec · g2 bílý střelec · h2 bílý pěšec · a1 bílý věž · c1 bílý střelec · d1 bílý dáma · e1 bílý král · h1 bílý věž | a8 černý věž · b8 černý jezdec · c8 černý střelec · d8 černý dáma · f8 černý věž · g8 černý král · a7 černý pěšec · b7 černý pěšec · c7 černý pěšec · e7 černý pěšec · f7 černý pěšec · g7 černý střelec · h7 černý pěšec · d6 černý pěšec · f6 černý jezdec · g6 černý pěšec · c4 bílý pěšec · d4 bílý pěšec · c3 bílý jezdec · f3 bílý jezdec · g3 bílý pěšec · a2 bílý pěšec · b2 bílý pěšec · e2 bílý pěšec · f2 bílý pěšec · g2 bílý střelec · h2 bílý pěšec · a1 bílý věž · c1 bílý střelec · d1 bílý dáma · e1 bílý král · h1 bílý věž | a8 černý věž · b8 černý jezdec · c8 černý střelec · d8 černý dáma · f8 černý věž · g8 černý král · a7 černý pěšec · b7 černý pěšec · c7 černý pěšec · e7 černý pěšec · f7 černý pěšec · g7 černý střelec · h7 černý pěšec · d6 černý pěšec · f6 černý jezdec · g6 černý pěšec · c4 bílý pěšec · d4 bílý pěšec · c3 bílý jezdec · f3 bílý jezdec · g3 bílý pěšec · a2 bílý pěšec · b2 bílý pěšec · e2 bílý pěšec · f2 bílý pěšec · g2 bílý střelec · h2 bílý pěšec · a1 bílý věž · c1 bílý střelec · d1 bílý dáma · e1 bílý král · h1 bílý věž | a8 černý věž · b8 černý jezdec · c8 černý střelec · d8 černý dáma · f8 černý věž · g8 černý král · a7 černý pěšec · b7 černý pěšec · c7 černý pěšec · e7 černý pěšec · f7 černý pěšec · g7 černý střelec · h7 černý pěšec · d6 černý pěšec · f6 černý jezdec · g6 černý pěšec · c4 bílý pěšec · d4 bílý pěšec · c3 bílý jezdec · f3 bílý jezdec · g3 bílý pěšec · a2 bílý pěšec · b2 bílý pěšec · e2 bílý pěšec · f2 bílý pěšec · g2 bílý střelec · h2 bílý pěšec · a1 bílý věž · c1 bílý střelec · d1 bílý dáma · e1 bílý král · h1 bílý věž | a8 černý věž · b8 černý jezdec · c8 černý střelec · d8 černý dáma · f8 černý věž · g8 černý král · a7 černý pěšec · b7 černý pěšec · c7 černý pěšec · e7 černý pěšec · f7 černý pěšec · g7 černý střelec · h7 černý pěšec · d6 černý pěšec · f6 černý jezdec · g6 černý pěšec · c4 bílý pěšec · d4 bílý pěšec · c3 bílý jezdec · f3 bílý jezdec · g3 bílý pěšec · a2 bílý pěšec · b2 bílý pěšec · e2 bílý pěšec · f2 bílý pěšec · g2 bílý střelec · h2 bílý pěšec · a1 bílý věž · c1 bílý střelec · d1 bílý dáma · e1 bílý král · h1 bílý věž | a8 černý věž · b8 černý jezdec · c8 černý střelec · d8 černý dáma · f8 černý věž · g8 černý král · a7 černý pěšec · b7 černý pěšec · c7 černý pěšec · e7 černý pěšec · f7 černý pěšec · g7 černý střelec · h7 černý pěšec · d6 černý pěšec · f6 černý jezdec · g6 černý pěšec · c4 bílý pěšec · d4 bílý pěšec · c3 bílý jezdec · f3 bílý jezdec · g3 bílý pěšec · a2 bílý pěšec · b2 bílý pěšec · e2 bílý pěšec · f2 bílý pěšec · g2 bílý střelec · h2 bílý pěšec · a1 bílý věž · c1 bílý střelec · d1 bílý dáma · e1 bílý král · h1 bílý věž | 8 |
| 7 | a8 černý věž · b8 černý jezdec · c8 černý střelec · d8 černý dáma · f8 černý věž · g8 černý král · a7 černý pěšec · b7 černý pěšec · c7 černý pěšec · e7 černý pěšec · f7 černý pěšec · g7 černý střelec · h7 černý pěšec · d6 černý pěšec · f6 černý jezdec · g6 černý pěšec · c4 bílý pěšec · d4 bílý pěšec · c3 bílý jezdec · f3 bílý jezdec · g3 bílý pěšec · a2 bílý pěšec · b2 bílý pěšec · e2 bílý pěšec · f2 bílý pěšec · g2 bílý střelec · h2 bílý pěšec · a1 bílý věž · c1 bílý střelec · d1 bílý dáma · e1 bílý král · h1 bílý věž | a8 černý věž · b8 černý jezdec · c8 černý střelec · d8 černý dáma · f8 černý věž · g8 černý král · a7 černý pěšec · b7 černý pěšec · c7 černý pěšec · e7 černý pěšec · f7 černý pěšec · g7 černý střelec · h7 černý pěšec · d6 černý pěšec · f6 černý jezdec · g6 černý pěšec · c4 bílý pěšec · d4 bílý pěšec · c3 bílý jezdec · f3 bílý jezdec · g3 bílý pěšec · a2 bílý pěšec · b2 bílý pěšec · e2 bílý pěšec · f2 bílý pěšec · g2 bílý střelec · h2 bílý pěšec · a1 bílý věž · c1 bílý střelec · d1 bílý dáma · e1 bílý král · h1 bílý věž | a8 černý věž · b8 černý jezdec · c8 černý střelec · d8 černý dáma · f8 černý věž · g8 černý král · a7 černý pěšec · b7 černý pěšec · c7 černý pěšec · e7 černý pěšec · f7 černý pěšec · g7 černý střelec · h7 černý pěšec · d6 černý pěšec · f6 černý jezdec · g6 černý pěšec · c4 bílý pěšec · d4 bílý pěšec · c3 bílý jezdec · f3 bílý jezdec · g3 bílý pěšec · a2 bílý pěšec · b2 bílý pěšec · e2 bílý pěšec · f2 bílý pěšec · g2 bílý střelec · h2 bílý pěšec · a1 bílý věž · c1 bílý střelec · d1 bílý dáma · e1 bílý král · h1 bílý věž | a8 černý věž · b8 černý jezdec · c8 černý střelec · d8 černý dáma · f8 černý věž · g8 černý král · a7 černý pěšec · b7 černý pěšec · c7 černý pěšec · e7 černý pěšec · f7 černý pěšec · g7 černý střelec · h7 černý pěšec · d6 černý pěšec · f6 černý jezdec · g6 černý pěšec · c4 bílý pěšec · d4 bílý pěšec · c3 bílý jezdec · f3 bílý jezdec · g3 bílý pěšec · a2 bílý pěšec · b2 bílý pěšec · e2 bílý pěšec · f2 bílý pěšec · g2 bílý střelec · h2 bílý pěšec · a1 bílý věž · c1 bílý střelec · d1 bílý dáma · e1 bílý král · h1 bílý věž | a8 černý věž · b8 černý jezdec · c8 černý střelec · d8 černý dáma · f8 černý věž · g8 černý král · a7 černý pěšec · b7 černý pěšec · c7 černý pěšec · e7 černý pěšec · f7 černý pěšec · g7 černý střelec · h7 černý pěšec · d6 černý pěšec · f6 černý jezdec · g6 černý pěšec · c4 bílý pěšec · d4 bílý pěšec · c3 bílý jezdec · f3 bílý jezdec · g3 bílý pěšec · a2 bílý pěšec · b2 bílý pěšec · e2 bílý pěšec · f2 bílý pěšec · g2 bílý střelec · h2 bílý pěšec · a1 bílý věž · c1 bílý střelec · d1 bílý dáma · e1 bílý král · h1 bílý věž | a8 černý věž · b8 černý jezdec · c8 černý střelec · d8 černý dáma · f8 černý věž · g8 černý král · a7 černý pěšec · b7 černý pěšec · c7 černý pěšec · e7 černý pěšec · f7 černý pěšec · g7 černý střelec · h7 černý pěšec · d6 černý pěšec · f6 černý jezdec · g6 černý pěšec · c4 bílý pěšec · d4 bílý pěšec · c3 bílý jezdec · f3 bílý jezdec · g3 bílý pěšec · a2 bílý pěšec · b2 bílý pěšec · e2 bílý pěšec · f2 bílý pěšec · g2 bílý střelec · h2 bílý pěšec · a1 bílý věž · c1 bílý střelec · d1 bílý dáma · e1 bílý král · h1 bílý věž | a8 černý věž · b8 černý jezdec · c8 černý střelec · d8 černý dáma · f8 černý věž · g8 černý král · a7 černý pěšec · b7 černý pěšec · c7 černý pěšec · e7 černý pěšec · f7 černý pěšec · g7 černý střelec · h7 černý pěšec · d6 černý pěšec · f6 černý jezdec · g6 černý pěšec · c4 bílý pěšec · d4 bílý pěšec · c3 bílý jezdec · f3 bílý jezdec · g3 bílý pěšec · a2 bílý pěšec · b2 bílý pěšec · e2 bílý pěšec · f2 bílý pěšec · g2 bílý střelec · h2 bílý pěšec · a1 bílý věž · c1 bílý střelec · d1 bílý dáma · e1 bílý král · h1 bílý věž | a8 černý věž · b8 černý jezdec · c8 černý střelec · d8 černý dáma · f8 černý věž · g8 černý král · a7 černý pěšec · b7 černý pěšec · c7 černý pěšec · e7 černý pěšec · f7 černý pěšec · g7 černý střelec · h7 černý pěšec · d6 černý pěšec · f6 černý jezdec · g6 černý pěšec · c4 bílý pěšec · d4 bílý pěšec · c3 bílý jezdec · f3 bílý jezdec · g3 bílý pěšec · a2 bílý pěšec · b2 bílý pěšec · e2 bílý pěšec · f2 bílý pěšec · g2 bílý střelec · h2 bílý pěšec · a1 bílý věž · c1 bílý střelec · d1 bílý dáma · e1 bílý král · h1 bílý věž | 7 |
| 6 | a8 černý věž · b8 černý jezdec · c8 černý střelec · d8 černý dáma · f8 černý věž · g8 černý král · a7 černý pěšec · b7 černý pěšec · c7 černý pěšec · e7 černý pěšec · f7 černý pěšec · g7 černý střelec · h7 černý pěšec · d6 černý pěšec · f6 černý jezdec · g6 černý pěšec · c4 bílý pěšec · d4 bílý pěšec · c3 bílý jezdec · f3 bílý jezdec · g3 bílý pěšec · a2 bílý pěšec · b2 bílý pěšec · e2 bílý pěšec · f2 bílý pěšec · g2 bílý střelec · h2 bílý pěšec · a1 bílý věž · c1 bílý střelec · d1 bílý dáma · e1 bílý král · h1 bílý věž | a8 černý věž · b8 černý jezdec · c8 černý střelec · d8 černý dáma · f8 černý věž · g8 černý král · a7 černý pěšec · b7 černý pěšec · c7 černý pěšec · e7 černý pěšec · f7 černý pěšec · g7 černý střelec · h7 černý pěšec · d6 černý pěšec · f6 černý jezdec · g6 černý pěšec · c4 bílý pěšec · d4 bílý pěšec · c3 bílý jezdec · f3 bílý jezdec · g3 bílý pěšec · a2 bílý pěšec · b2 bílý pěšec · e2 bílý pěšec · f2 bílý pěšec · g2 bílý střelec · h2 bílý pěšec · a1 bílý věž · c1 bílý střelec · d1 bílý dáma · e1 bílý král · h1 bílý věž | a8 černý věž · b8 černý jezdec · c8 černý střelec · d8 černý dáma · f8 černý věž · g8 černý král · a7 černý pěšec · b7 černý pěšec · c7 černý pěšec · e7 černý pěšec · f7 černý pěšec · g7 černý střelec · h7 černý pěšec · d6 černý pěšec · f6 černý jezdec · g6 černý pěšec · c4 bílý pěšec · d4 bílý pěšec · c3 bílý jezdec · f3 bílý jezdec · g3 bílý pěšec · a2 bílý pěšec · b2 bílý pěšec · e2 bílý pěšec · f2 bílý pěšec · g2 bílý střelec · h2 bílý pěšec · a1 bílý věž · c1 bílý střelec · d1 bílý dáma · e1 bílý král · h1 bílý věž | a8 černý věž · b8 černý jezdec · c8 černý střelec · d8 černý dáma · f8 černý věž · g8 černý král · a7 černý pěšec · b7 černý pěšec · c7 černý pěšec · e7 černý pěšec · f7 černý pěšec · g7 černý střelec · h7 černý pěšec · d6 černý pěšec · f6 černý jezdec · g6 černý pěšec · c4 bílý pěšec · d4 bílý pěšec · c3 bílý jezdec · f3 bílý jezdec · g3 bílý pěšec · a2 bílý pěšec · b2 bílý pěšec · e2 bílý pěšec · f2 bílý pěšec · g2 bílý střelec · h2 bílý pěšec · a1 bílý věž · c1 bílý střelec · d1 bílý dáma · e1 bílý král · h1 bílý věž | a8 černý věž · b8 černý jezdec · c8 černý střelec · d8 černý dáma · f8 černý věž · g8 černý král · a7 černý pěšec · b7 černý pěšec · c7 černý pěšec · e7 černý pěšec · f7 černý pěšec · g7 černý střelec · h7 černý pěšec · d6 černý pěšec · f6 černý jezdec · g6 černý pěšec · c4 bílý pěšec · d4 bílý pěšec · c3 bílý jezdec · f3 bílý jezdec · g3 bílý pěšec · a2 bílý pěšec · b2 bílý pěšec · e2 bílý pěšec · f2 bílý pěšec · g2 bílý střelec · h2 bílý pěšec · a1 bílý věž · c1 bílý střelec · d1 bílý dáma · e1 bílý král · h1 bílý věž | a8 černý věž · b8 černý jezdec · c8 černý střelec · d8 černý dáma · f8 černý věž · g8 černý král · a7 černý pěšec · b7 černý pěšec · c7 černý pěšec · e7 černý pěšec · f7 černý pěšec · g7 černý střelec · h7 černý pěšec · d6 černý pěšec · f6 černý jezdec · g6 černý pěšec · c4 bílý pěšec · d4 bílý pěšec · c3 bílý jezdec · f3 bílý jezdec · g3 bílý pěšec · a2 bílý pěšec · b2 bílý pěšec · e2 bílý pěšec · f2 bílý pěšec · g2 bílý střelec · h2 bílý pěšec · a1 bílý věž · c1 bílý střelec · d1 bílý dáma · e1 bílý král · h1 bílý věž | a8 černý věž · b8 černý jezdec · c8 černý střelec · d8 černý dáma · f8 černý věž · g8 černý král · a7 černý pěšec · b7 černý pěšec · c7 černý pěšec · e7 černý pěšec · f7 černý pěšec · g7 černý střelec · h7 černý pěšec · d6 černý pěšec · f6 černý jezdec · g6 černý pěšec · c4 bílý pěšec · d4 bílý pěšec · c3 bílý jezdec · f3 bílý jezdec · g3 bílý pěšec · a2 bílý pěšec · b2 bílý pěšec · e2 bílý pěšec · f2 bílý pěšec · g2 bílý střelec · h2 bílý pěšec · a1 bílý věž · c1 bílý střelec · d1 bílý dáma · e1 bílý král · h1 bílý věž | a8 černý věž · b8 černý jezdec · c8 černý střelec · d8 černý dáma · f8 černý věž · g8 černý král · a7 černý pěšec · b7 černý pěšec · c7 černý pěšec · e7 černý pěšec · f7 černý pěšec · g7 černý střelec · h7 černý pěšec · d6 černý pěšec · f6 černý jezdec · g6 černý pěšec · c4 bílý pěšec · d4 bílý pěšec · c3 bílý jezdec · f3 bílý jezdec · g3 bílý pěšec · a2 bílý pěšec · b2 bílý pěšec · e2 bílý pěšec · f2 bílý pěšec · g2 bílý střelec · h2 bílý pěšec · a1 bílý věž · c1 bílý střelec · d1 bílý dáma · e1 bílý král · h1 bílý věž | 6 |
| 5 | a8 černý věž · b8 černý jezdec · c8 černý střelec · d8 černý dáma · f8 černý věž · g8 černý král · a7 černý pěšec · b7 černý pěšec · c7 černý pěšec · e7 černý pěšec · f7 černý pěšec · g7 černý střelec · h7 černý pěšec · d6 černý pěšec · f6 černý jezdec · g6 černý pěšec · c4 bílý pěšec · d4 bílý pěšec · c3 bílý jezdec · f3 bílý jezdec · g3 bílý pěšec · a2 bílý pěšec · b2 bílý pěšec · e2 bílý pěšec · f2 bílý pěšec · g2 bílý střelec · h2 bílý pěšec · a1 bílý věž · c1 bílý střelec · d1 bílý dáma · e1 bílý král · h1 bílý věž | a8 černý věž · b8 černý jezdec · c8 černý střelec · d8 černý dáma · f8 černý věž · g8 černý král · a7 černý pěšec · b7 černý pěšec · c7 černý pěšec · e7 černý pěšec · f7 černý pěšec · g7 černý střelec · h7 černý pěšec · d6 černý pěšec · f6 černý jezdec · g6 černý pěšec · c4 bílý pěšec · d4 bílý pěšec · c3 bílý jezdec · f3 bílý jezdec · g3 bílý pěšec · a2 bílý pěšec · b2 bílý pěšec · e2 bílý pěšec · f2 bílý pěšec · g2 bílý střelec · h2 bílý pěšec · a1 bílý věž · c1 bílý střelec · d1 bílý dáma · e1 bílý král · h1 bílý věž | a8 černý věž · b8 černý jezdec · c8 černý střelec · d8 černý dáma · f8 černý věž · g8 černý král · a7 černý pěšec · b7 černý pěšec · c7 černý pěšec · e7 černý pěšec · f7 černý pěšec · g7 černý střelec · h7 černý pěšec · d6 černý pěšec · f6 černý jezdec · g6 černý pěšec · c4 bílý pěšec · d4 bílý pěšec · c3 bílý jezdec · f3 bílý jezdec · g3 bílý pěšec · a2 bílý pěšec · b2 bílý pěšec · e2 bílý pěšec · f2 bílý pěšec · g2 bílý střelec · h2 bílý pěšec · a1 bílý věž · c1 bílý střelec · d1 bílý dáma · e1 bílý král · h1 bílý věž | a8 černý věž · b8 černý jezdec · c8 černý střelec · d8 černý dáma · f8 černý věž · g8 černý král · a7 černý pěšec · b7 černý pěšec · c7 černý pěšec · e7 černý pěšec · f7 černý pěšec · g7 černý střelec · h7 černý pěšec · d6 černý pěšec · f6 černý jezdec · g6 černý pěšec · c4 bílý pěšec · d4 bílý pěšec · c3 bílý jezdec · f3 bílý jezdec · g3 bílý pěšec · a2 bílý pěšec · b2 bílý pěšec · e2 bílý pěšec · f2 bílý pěšec · g2 bílý střelec · h2 bílý pěšec · a1 bílý věž · c1 bílý střelec · d1 bílý dáma · e1 bílý král · h1 bílý věž | a8 černý věž · b8 černý jezdec · c8 černý střelec · d8 černý dáma · f8 černý věž · g8 černý král · a7 černý pěšec · b7 černý pěšec · c7 černý pěšec · e7 černý pěšec · f7 černý pěšec · g7 černý střelec · h7 černý pěšec · d6 černý pěšec · f6 černý jezdec · g6 černý pěšec · c4 bílý pěšec · d4 bílý pěšec · c3 bílý jezdec · f3 bílý jezdec · g3 bílý pěšec · a2 bílý pěšec · b2 bílý pěšec · e2 bílý pěšec · f2 bílý pěšec · g2 bílý střelec · h2 bílý pěšec · a1 bílý věž · c1 bílý střelec · d1 bílý dáma · e1 bílý král · h1 bílý věž | a8 černý věž · b8 černý jezdec · c8 černý střelec · d8 černý dáma · f8 černý věž · g8 černý král · a7 černý pěšec · b7 černý pěšec · c7 černý pěšec · e7 černý pěšec · f7 černý pěšec · g7 černý střelec · h7 černý pěšec · d6 černý pěšec · f6 černý jezdec · g6 černý pěšec · c4 bílý pěšec · d4 bílý pěšec · c3 bílý jezdec · f3 bílý jezdec · g3 bílý pěšec · a2 bílý pěšec · b2 bílý pěšec · e2 bílý pěšec · f2 bílý pěšec · g2 bílý střelec · h2 bílý pěšec · a1 bílý věž · c1 bílý střelec · d1 bílý dáma · e1 bílý král · h1 bílý věž | a8 černý věž · b8 černý jezdec · c8 černý střelec · d8 černý dáma · f8 černý věž · g8 černý král · a7 černý pěšec · b7 černý pěšec · c7 černý pěšec · e7 černý pěšec · f7 černý pěšec · g7 černý střelec · h7 černý pěšec · d6 černý pěšec · f6 černý jezdec · g6 černý pěšec · c4 bílý pěšec · d4 bílý pěšec · c3 bílý jezdec · f3 bílý jezdec · g3 bílý pěšec · a2 bílý pěšec · b2 bílý pěšec · e2 bílý pěšec · f2 bílý pěšec · g2 bílý střelec · h2 bílý pěšec · a1 bílý věž · c1 bílý střelec · d1 bílý dáma · e1 bílý král · h1 bílý věž | a8 černý věž · b8 černý jezdec · c8 černý střelec · d8 černý dáma · f8 černý věž · g8 černý král · a7 černý pěšec · b7 černý pěšec · c7 černý pěšec · e7 černý pěšec · f7 černý pěšec · g7 černý střelec · h7 černý pěšec · d6 černý pěšec · f6 černý jezdec · g6 černý pěšec · c4 bílý pěšec · d4 bílý pěšec · c3 bílý jezdec · f3 bílý jezdec · g3 bílý pěšec · a2 bílý pěšec · b2 bílý pěšec · e2 bílý pěšec · f2 bílý pěšec · g2 bílý střelec · h2 bílý pěšec · a1 bílý věž · c1 bílý střelec · d1 bílý dáma · e1 bílý král · h1 bílý věž | 5 |
| 4 | a8 černý věž · b8 černý jezdec · c8 černý střelec · d8 černý dáma · f8 černý věž · g8 černý král · a7 černý pěšec · b7 černý pěšec · c7 černý pěšec · e7 černý pěšec · f7 černý pěšec · g7 černý střelec · h7 černý pěšec · d6 černý pěšec · f6 černý jezdec · g6 černý pěšec · c4 bílý pěšec · d4 bílý pěšec · c3 bílý jezdec · f3 bílý jezdec · g3 bílý pěšec · a2 bílý pěšec · b2 bílý pěšec · e2 bílý pěšec · f2 bílý pěšec · g2 bílý střelec · h2 bílý pěšec · a1 bílý věž · c1 bílý střelec · d1 bílý dáma · e1 bílý král · h1 bílý věž | a8 černý věž · b8 černý jezdec · c8 černý střelec · d8 černý dáma · f8 černý věž · g8 černý král · a7 černý pěšec · b7 černý pěšec · c7 černý pěšec · e7 černý pěšec · f7 černý pěšec · g7 černý střelec · h7 černý pěšec · d6 černý pěšec · f6 černý jezdec · g6 černý pěšec · c4 bílý pěšec · d4 bílý pěšec · c3 bílý jezdec · f3 bílý jezdec · g3 bílý pěšec · a2 bílý pěšec · b2 bílý pěšec · e2 bílý pěšec · f2 bílý pěšec · g2 bílý střelec · h2 bílý pěšec · a1 bílý věž · c1 bílý střelec · d1 bílý dáma · e1 bílý král · h1 bílý věž | a8 černý věž · b8 černý jezdec · c8 černý střelec · d8 černý dáma · f8 černý věž · g8 černý král · a7 černý pěšec · b7 černý pěšec · c7 černý pěšec · e7 černý pěšec · f7 černý pěšec · g7 černý střelec · h7 černý pěšec · d6 černý pěšec · f6 černý jezdec · g6 černý pěšec · c4 bílý pěšec · d4 bílý pěšec · c3 bílý jezdec · f3 bílý jezdec · g3 bílý pěšec · a2 bílý pěšec · b2 bílý pěšec · e2 bílý pěšec · f2 bílý pěšec · g2 bílý střelec · h2 bílý pěšec · a1 bílý věž · c1 bílý střelec · d1 bílý dáma · e1 bílý král · h1 bílý věž | a8 černý věž · b8 černý jezdec · c8 černý střelec · d8 černý dáma · f8 černý věž · g8 černý král · a7 černý pěšec · b7 černý pěšec · c7 černý pěšec · e7 černý pěšec · f7 černý pěšec · g7 černý střelec · h7 černý pěšec · d6 černý pěšec · f6 černý jezdec · g6 černý pěšec · c4 bílý pěšec · d4 bílý pěšec · c3 bílý jezdec · f3 bílý jezdec · g3 bílý pěšec · a2 bílý pěšec · b2 bílý pěšec · e2 bílý pěšec · f2 bílý pěšec · g2 bílý střelec · h2 bílý pěšec · a1 bílý věž · c1 bílý střelec · d1 bílý dáma · e1 bílý král · h1 bílý věž | a8 černý věž · b8 černý jezdec · c8 černý střelec · d8 černý dáma · f8 černý věž · g8 černý král · a7 černý pěšec · b7 černý pěšec · c7 černý pěšec · e7 černý pěšec · f7 černý pěšec · g7 černý střelec · h7 černý pěšec · d6 černý pěšec · f6 černý jezdec · g6 černý pěšec · c4 bílý pěšec · d4 bílý pěšec · c3 bílý jezdec · f3 bílý jezdec · g3 bílý pěšec · a2 bílý pěšec · b2 bílý pěšec · e2 bílý pěšec · f2 bílý pěšec · g2 bílý střelec · h2 bílý pěšec · a1 bílý věž · c1 bílý střelec · d1 bílý dáma · e1 bílý král · h1 bílý věž | a8 černý věž · b8 černý jezdec · c8 černý střelec · d8 černý dáma · f8 černý věž · g8 černý král · a7 černý pěšec · b7 černý pěšec · c7 černý pěšec · e7 černý pěšec · f7 černý pěšec · g7 černý střelec · h7 černý pěšec · d6 černý pěšec · f6 černý jezdec · g6 černý pěšec · c4 bílý pěšec · d4 bílý pěšec · c3 bílý jezdec · f3 bílý jezdec · g3 bílý pěšec · a2 bílý pěšec · b2 bílý pěšec · e2 bílý pěšec · f2 bílý pěšec · g2 bílý střelec · h2 bílý pěšec · a1 bílý věž · c1 bílý střelec · d1 bílý dáma · e1 bílý král · h1 bílý věž | a8 černý věž · b8 černý jezdec · c8 černý střelec · d8 černý dáma · f8 černý věž · g8 černý král · a7 černý pěšec · b7 černý pěšec · c7 černý pěšec · e7 černý pěšec · f7 černý pěšec · g7 černý střelec · h7 černý pěšec · d6 černý pěšec · f6 černý jezdec · g6 černý pěšec · c4 bílý pěšec · d4 bílý pěšec · c3 bílý jezdec · f3 bílý jezdec · g3 bílý pěšec · a2 bílý pěšec · b2 bílý pěšec · e2 bílý pěšec · f2 bílý pěšec · g2 bílý střelec · h2 bílý pěšec · a1 bílý věž · c1 bílý střelec · d1 bílý dáma · e1 bílý král · h1 bílý věž | a8 černý věž · b8 černý jezdec · c8 černý střelec · d8 černý dáma · f8 černý věž · g8 černý král · a7 černý pěšec · b7 černý pěšec · c7 černý pěšec · e7 černý pěšec · f7 černý pěšec · g7 černý střelec · h7 černý pěšec · d6 černý pěšec · f6 černý jezdec · g6 černý pěšec · c4 bílý pěšec · d4 bílý pěšec · c3 bílý jezdec · f3 bílý jezdec · g3 bílý pěšec · a2 bílý pěšec · b2 bílý pěšec · e2 bílý pěšec · f2 bílý pěšec · g2 bílý střelec · h2 bílý pěšec · a1 bílý věž · c1 bílý střelec · d1 bílý dáma · e1 bílý král · h1 bílý věž | 4 |
| 3 | a8 černý věž · b8 černý jezdec · c8 černý střelec · d8 černý dáma · f8 černý věž · g8 černý král · a7 černý pěšec · b7 černý pěšec · c7 černý pěšec · e7 černý pěšec · f7 černý pěšec · g7 černý střelec · h7 černý pěšec · d6 černý pěšec · f6 černý jezdec · g6 černý pěšec · c4 bílý pěšec · d4 bílý pěšec · c3 bílý jezdec · f3 bílý jezdec · g3 bílý pěšec · a2 bílý pěšec · b2 bílý pěšec · e2 bílý pěšec · f2 bílý pěšec · g2 bílý střelec · h2 bílý pěšec · a1 bílý věž · c1 bílý střelec · d1 bílý dáma · e1 bílý král · h1 bílý věž | a8 černý věž · b8 černý jezdec · c8 černý střelec · d8 černý dáma · f8 černý věž · g8 černý král · a7 černý pěšec · b7 černý pěšec · c7 černý pěšec · e7 černý pěšec · f7 černý pěšec · g7 černý střelec · h7 černý pěšec · d6 černý pěšec · f6 černý jezdec · g6 černý pěšec · c4 bílý pěšec · d4 bílý pěšec · c3 bílý jezdec · f3 bílý jezdec · g3 bílý pěšec · a2 bílý pěšec · b2 bílý pěšec · e2 bílý pěšec · f2 bílý pěšec · g2 bílý střelec · h2 bílý pěšec · a1 bílý věž · c1 bílý střelec · d1 bílý dáma · e1 bílý král · h1 bílý věž | a8 černý věž · b8 černý jezdec · c8 černý střelec · d8 černý dáma · f8 černý věž · g8 černý král · a7 černý pěšec · b7 černý pěšec · c7 černý pěšec · e7 černý pěšec · f7 černý pěšec · g7 černý střelec · h7 černý pěšec · d6 černý pěšec · f6 černý jezdec · g6 černý pěšec · c4 bílý pěšec · d4 bílý pěšec · c3 bílý jezdec · f3 bílý jezdec · g3 bílý pěšec · a2 bílý pěšec · b2 bílý pěšec · e2 bílý pěšec · f2 bílý pěšec · g2 bílý střelec · h2 bílý pěšec · a1 bílý věž · c1 bílý střelec · d1 bílý dáma · e1 bílý král · h1 bílý věž | a8 černý věž · b8 černý jezdec · c8 černý střelec · d8 černý dáma · f8 černý věž · g8 černý král · a7 černý pěšec · b7 černý pěšec · c7 černý pěšec · e7 černý pěšec · f7 černý pěšec · g7 černý střelec · h7 černý pěšec · d6 černý pěšec · f6 černý jezdec · g6 černý pěšec · c4 bílý pěšec · d4 bílý pěšec · c3 bílý jezdec · f3 bílý jezdec · g3 bílý pěšec · a2 bílý pěšec · b2 bílý pěšec · e2 bílý pěšec · f2 bílý pěšec · g2 bílý střelec · h2 bílý pěšec · a1 bílý věž · c1 bílý střelec · d1 bílý dáma · e1 bílý král · h1 bílý věž | a8 černý věž · b8 černý jezdec · c8 černý střelec · d8 černý dáma · f8 černý věž · g8 černý král · a7 černý pěšec · b7 černý pěšec · c7 černý pěšec · e7 černý pěšec · f7 černý pěšec · g7 černý střelec · h7 černý pěšec · d6 černý pěšec · f6 černý jezdec · g6 černý pěšec · c4 bílý pěšec · d4 bílý pěšec · c3 bílý jezdec · f3 bílý jezdec · g3 bílý pěšec · a2 bílý pěšec · b2 bílý pěšec · e2 bílý pěšec · f2 bílý pěšec · g2 bílý střelec · h2 bílý pěšec · a1 bílý věž · c1 bílý střelec · d1 bílý dáma · e1 bílý král · h1 bílý věž | a8 černý věž · b8 černý jezdec · c8 černý střelec · d8 černý dáma · f8 černý věž · g8 černý král · a7 černý pěšec · b7 černý pěšec · c7 černý pěšec · e7 černý pěšec · f7 černý pěšec · g7 černý střelec · h7 černý pěšec · d6 černý pěšec · f6 černý jezdec · g6 černý pěšec · c4 bílý pěšec · d4 bílý pěšec · c3 bílý jezdec · f3 bílý jezdec · g3 bílý pěšec · a2 bílý pěšec · b2 bílý pěšec · e2 bílý pěšec · f2 bílý pěšec · g2 bílý střelec · h2 bílý pěšec · a1 bílý věž · c1 bílý střelec · d1 bílý dáma · e1 bílý král · h1 bílý věž | a8 černý věž · b8 černý jezdec · c8 černý střelec · d8 černý dáma · f8 černý věž · g8 černý král · a7 černý pěšec · b7 černý pěšec · c7 černý pěšec · e7 černý pěšec · f7 černý pěšec · g7 černý střelec · h7 černý pěšec · d6 černý pěšec · f6 černý jezdec · g6 černý pěšec · c4 bílý pěšec · d4 bílý pěšec · c3 bílý jezdec · f3 bílý jezdec · g3 bílý pěšec · a2 bílý pěšec · b2 bílý pěšec · e2 bílý pěšec · f2 bílý pěšec · g2 bílý střelec · h2 bílý pěšec · a1 bílý věž · c1 bílý střelec · d1 bílý dáma · e1 bílý král · h1 bílý věž | a8 černý věž · b8 černý jezdec · c8 černý střelec · d8 černý dáma · f8 černý věž · g8 černý král · a7 černý pěšec · b7 černý pěšec · c7 černý pěšec · e7 černý pěšec · f7 černý pěšec · g7 černý střelec · h7 černý pěšec · d6 černý pěšec · f6 černý jezdec · g6 černý pěšec · c4 bílý pěšec · d4 bílý pěšec · c3 bílý jezdec · f3 bílý jezdec · g3 bílý pěšec · a2 bílý pěšec · b2 bílý pěšec · e2 bílý pěšec · f2 bílý pěšec · g2 bílý střelec · h2 bílý pěšec · a1 bílý věž · c1 bílý střelec · d1 bílý dáma · e1 bílý král · h1 bílý věž | 3 |
| 2 | a8 černý věž · b8 černý jezdec · c8 černý střelec · d8 černý dáma · f8 černý věž · g8 černý král · a7 černý pěšec · b7 černý pěšec · c7 černý pěšec · e7 černý pěšec · f7 černý pěšec · g7 černý střelec · h7 černý pěšec · d6 černý pěšec · f6 černý jezdec · g6 černý pěšec · c4 bílý pěšec · d4 bílý pěšec · c3 bílý jezdec · f3 bílý jezdec · g3 bílý pěšec · a2 bílý pěšec · b2 bílý pěšec · e2 bílý pěšec · f2 bílý pěšec · g2 bílý střelec · h2 bílý pěšec · a1 bílý věž · c1 bílý střelec · d1 bílý dáma · e1 bílý král · h1 bílý věž | a8 černý věž · b8 černý jezdec · c8 černý střelec · d8 černý dáma · f8 černý věž · g8 černý král · a7 černý pěšec · b7 černý pěšec · c7 černý pěšec · e7 černý pěšec · f7 černý pěšec · g7 černý střelec · h7 černý pěšec · d6 černý pěšec · f6 černý jezdec · g6 černý pěšec · c4 bílý pěšec · d4 bílý pěšec · c3 bílý jezdec · f3 bílý jezdec · g3 bílý pěšec · a2 bílý pěšec · b2 bílý pěšec · e2 bílý pěšec · f2 bílý pěšec · g2 bílý střelec · h2 bílý pěšec · a1 bílý věž · c1 bílý střelec · d1 bílý dáma · e1 bílý král · h1 bílý věž | a8 černý věž · b8 černý jezdec · c8 černý střelec · d8 černý dáma · f8 černý věž · g8 černý král · a7 černý pěšec · b7 černý pěšec · c7 černý pěšec · e7 černý pěšec · f7 černý pěšec · g7 černý střelec · h7 černý pěšec · d6 černý pěšec · f6 černý jezdec · g6 černý pěšec · c4 bílý pěšec · d4 bílý pěšec · c3 bílý jezdec · f3 bílý jezdec · g3 bílý pěšec · a2 bílý pěšec · b2 bílý pěšec · e2 bílý pěšec · f2 bílý pěšec · g2 bílý střelec · h2 bílý pěšec · a1 bílý věž · c1 bílý střelec · d1 bílý dáma · e1 bílý král · h1 bílý věž | a8 černý věž · b8 černý jezdec · c8 černý střelec · d8 černý dáma · f8 černý věž · g8 černý král · a7 černý pěšec · b7 černý pěšec · c7 černý pěšec · e7 černý pěšec · f7 černý pěšec · g7 černý střelec · h7 černý pěšec · d6 černý pěšec · f6 černý jezdec · g6 černý pěšec · c4 bílý pěšec · d4 bílý pěšec · c3 bílý jezdec · f3 bílý jezdec · g3 bílý pěšec · a2 bílý pěšec · b2 bílý pěšec · e2 bílý pěšec · f2 bílý pěšec · g2 bílý střelec · h2 bílý pěšec · a1 bílý věž · c1 bílý střelec · d1 bílý dáma · e1 bílý král · h1 bílý věž | a8 černý věž · b8 černý jezdec · c8 černý střelec · d8 černý dáma · f8 černý věž · g8 černý král · a7 černý pěšec · b7 černý pěšec · c7 černý pěšec · e7 černý pěšec · f7 černý pěšec · g7 černý střelec · h7 černý pěšec · d6 černý pěšec · f6 černý jezdec · g6 černý pěšec · c4 bílý pěšec · d4 bílý pěšec · c3 bílý jezdec · f3 bílý jezdec · g3 bílý pěšec · a2 bílý pěšec · b2 bílý pěšec · e2 bílý pěšec · f2 bílý pěšec · g2 bílý střelec · h2 bílý pěšec · a1 bílý věž · c1 bílý střelec · d1 bílý dáma · e1 bílý král · h1 bílý věž | a8 černý věž · b8 černý jezdec · c8 černý střelec · d8 černý dáma · f8 černý věž · g8 černý král · a7 černý pěšec · b7 černý pěšec · c7 černý pěšec · e7 černý pěšec · f7 černý pěšec · g7 černý střelec · h7 černý pěšec · d6 černý pěšec · f6 černý jezdec · g6 černý pěšec · c4 bílý pěšec · d4 bílý pěšec · c3 bílý jezdec · f3 bílý jezdec · g3 bílý pěšec · a2 bílý pěšec · b2 bílý pěšec · e2 bílý pěšec · f2 bílý pěšec · g2 bílý střelec · h2 bílý pěšec · a1 bílý věž · c1 bílý střelec · d1 bílý dáma · e1 bílý král · h1 bílý věž | a8 černý věž · b8 černý jezdec · c8 černý střelec · d8 černý dáma · f8 černý věž · g8 černý král · a7 černý pěšec · b7 černý pěšec · c7 černý pěšec · e7 černý pěšec · f7 černý pěšec · g7 černý střelec · h7 černý pěšec · d6 černý pěšec · f6 černý jezdec · g6 černý pěšec · c4 bílý pěšec · d4 bílý pěšec · c3 bílý jezdec · f3 bílý jezdec · g3 bílý pěšec · a2 bílý pěšec · b2 bílý pěšec · e2 bílý pěšec · f2 bílý pěšec · g2 bílý střelec · h2 bílý pěšec · a1 bílý věž · c1 bílý střelec · d1 bílý dáma · e1 bílý král · h1 bílý věž | a8 černý věž · b8 černý jezdec · c8 černý střelec · d8 černý dáma · f8 černý věž · g8 černý král · a7 černý pěšec · b7 černý pěšec · c7 černý pěšec · e7 černý pěšec · f7 černý pěšec · g7 černý střelec · h7 černý pěšec · d6 černý pěšec · f6 černý jezdec · g6 černý pěšec · c4 bílý pěšec · d4 bílý pěšec · c3 bílý jezdec · f3 bílý jezdec · g3 bílý pěšec · a2 bílý pěšec · b2 bílý pěšec · e2 bílý pěšec · f2 bílý pěšec · g2 bílý střelec · h2 bílý pěšec · a1 bílý věž · c1 bílý střelec · d1 bílý dáma · e1 bílý král · h1 bílý věž | 2 |
| 1 | a8 černý věž · b8 černý jezdec · c8 černý střelec · d8 černý dáma · f8 černý věž · g8 černý král · a7 černý pěšec · b7 černý pěšec · c7 černý pěšec · e7 černý pěšec · f7 černý pěšec · g7 černý střelec · h7 černý pěšec · d6 černý pěšec · f6 černý jezdec · g6 černý pěšec · c4 bílý pěšec · d4 bílý pěšec · c3 bílý jezdec · f3 bílý jezdec · g3 bílý pěšec · a2 bílý pěšec · b2 bílý pěšec · e2 bílý pěšec · f2 bílý pěšec · g2 bílý střelec · h2 bílý pěšec · a1 bílý věž · c1 bílý střelec · d1 bílý dáma · e1 bílý král · h1 bílý věž | a8 černý věž · b8 černý jezdec · c8 černý střelec · d8 černý dáma · f8 černý věž · g8 černý král · a7 černý pěšec · b7 černý pěšec · c7 černý pěšec · e7 černý pěšec · f7 černý pěšec · g7 černý střelec · h7 černý pěšec · d6 černý pěšec · f6 černý jezdec · g6 černý pěšec · c4 bílý pěšec · d4 bílý pěšec · c3 bílý jezdec · f3 bílý jezdec · g3 bílý pěšec · a2 bílý pěšec · b2 bílý pěšec · e2 bílý pěšec · f2 bílý pěšec · g2 bílý střelec · h2 bílý pěšec · a1 bílý věž · c1 bílý střelec · d1 bílý dáma · e1 bílý král · h1 bílý věž | a8 černý věž · b8 černý jezdec · c8 černý střelec · d8 černý dáma · f8 černý věž · g8 černý král · a7 černý pěšec · b7 černý pěšec · c7 černý pěšec · e7 černý pěšec · f7 černý pěšec · g7 černý střelec · h7 černý pěšec · d6 černý pěšec · f6 černý jezdec · g6 černý pěšec · c4 bílý pěšec · d4 bílý pěšec · c3 bílý jezdec · f3 bílý jezdec · g3 bílý pěšec · a2 bílý pěšec · b2 bílý pěšec · e2 bílý pěšec · f2 bílý pěšec · g2 bílý střelec · h2 bílý pěšec · a1 bílý věž · c1 bílý střelec · d1 bílý dáma · e1 bílý král · h1 bílý věž | a8 černý věž · b8 černý jezdec · c8 černý střelec · d8 černý dáma · f8 černý věž · g8 černý král · a7 černý pěšec · b7 černý pěšec · c7 černý pěšec · e7 černý pěšec · f7 černý pěšec · g7 černý střelec · h7 černý pěšec · d6 černý pěšec · f6 černý jezdec · g6 černý pěšec · c4 bílý pěšec · d4 bílý pěšec · c3 bílý jezdec · f3 bílý jezdec · g3 bílý pěšec · a2 bílý pěšec · b2 bílý pěšec · e2 bílý pěšec · f2 bílý pěšec · g2 bílý střelec · h2 bílý pěšec · a1 bílý věž · c1 bílý střelec · d1 bílý dáma · e1 bílý král · h1 bílý věž | a8 černý věž · b8 černý jezdec · c8 černý střelec · d8 černý dáma · f8 černý věž · g8 černý král · a7 černý pěšec · b7 černý pěšec · c7 černý pěšec · e7 černý pěšec · f7 černý pěšec · g7 černý střelec · h7 černý pěšec · d6 černý pěšec · f6 černý jezdec · g6 černý pěšec · c4 bílý pěšec · d4 bílý pěšec · c3 bílý jezdec · f3 bílý jezdec · g3 bílý pěšec · a2 bílý pěšec · b2 bílý pěšec · e2 bílý pěšec · f2 bílý pěšec · g2 bílý střelec · h2 bílý pěšec · a1 bílý věž · c1 bílý střelec · d1 bílý dáma · e1 bílý král · h1 bílý věž | a8 černý věž · b8 černý jezdec · c8 černý střelec · d8 černý dáma · f8 černý věž · g8 černý král · a7 černý pěšec · b7 černý pěšec · c7 černý pěšec · e7 černý pěšec · f7 černý pěšec · g7 černý střelec · h7 černý pěšec · d6 černý pěšec · f6 černý jezdec · g6 černý pěšec · c4 bílý pěšec · d4 bílý pěšec · c3 bílý jezdec · f3 bílý jezdec · g3 bílý pěšec · a2 bílý pěšec · b2 bílý pěšec · e2 bílý pěšec · f2 bílý pěšec · g2 bílý střelec · h2 bílý pěšec · a1 bílý věž · c1 bílý střelec · d1 bílý dáma · e1 bílý král · h1 bílý věž | a8 černý věž · b8 černý jezdec · c8 černý střelec · d8 černý dáma · f8 černý věž · g8 černý král · a7 černý pěšec · b7 černý pěšec · c7 černý pěšec · e7 černý pěšec · f7 černý pěšec · g7 černý střelec · h7 černý pěšec · d6 černý pěšec · f6 černý jezdec · g6 černý pěšec · c4 bílý pěšec · d4 bílý pěšec · c3 bílý jezdec · f3 bílý jezdec · g3 bílý pěšec · a2 bílý pěšec · b2 bílý pěšec · e2 bílý pěšec · f2 bílý pěšec · g2 bílý střelec · h2 bílý pěšec · a1 bílý věž · c1 bílý střelec · d1 bílý dáma · e1 bílý král · h1 bílý věž | a8 černý věž · b8 černý jezdec · c8 černý střelec · d8 černý dáma · f8 černý věž · g8 černý král · a7 černý pěšec · b7 černý pěšec · c7 černý pěšec · e7 černý pěšec · f7 černý pěšec · g7 černý střelec · h7 černý pěšec · d6 černý pěšec · f6 černý jezdec · g6 černý pěšec · c4 bílý pěšec · d4 bílý pěšec · c3 bílý jezdec · f3 bílý jezdec · g3 bílý pěšec · a2 bílý pěšec · b2 bílý pěšec · e2 bílý pěšec · f2 bílý pěšec · g2 bílý střelec · h2 bílý pěšec · a1 bílý věž · c1 bílý střelec · d1 bílý dáma · e1 bílý král · h1 bílý věž | 1 |
|   | a | b | c | d | e | f | g | h |   |

|   | a | b | c | d | e | f | g | h |   |
| 8 | a8 černý věž · b8 černý jezdec · c8 černý střelec · d8 černý dáma · f8 černý věž · g8 černý král · a7 černý pěšec · b7 černý pěšec · c7 černý pěšec · e7 černý pěšec · f7 černý pěšec · g7 černý střelec · h7 černý pěšec · d6 černý pěšec · f6 černý jezdec · g6 černý pěšec · g5 bílý střelec · c4 bílý pěšec · d4 bílý pěšec · e4 bílý pěšec · c3 bílý jezdec · a2 bílý pěšec · b2 bílý pěšec · e2 bílý střelec · f2 bílý pěšec · g2 bílý pěšec · h2 bílý pěšec · a1 bílý věž · d1 bílý dáma · e1 bílý král · g1 bílý jezdec · h1 bílý věž | a8 černý věž · b8 černý jezdec · c8 černý střelec · d8 černý dáma · f8 černý věž · g8 černý král · a7 černý pěšec · b7 černý pěšec · c7 černý pěšec · e7 černý pěšec · f7 černý pěšec · g7 černý střelec · h7 černý pěšec · d6 černý pěšec · f6 černý jezdec · g6 černý pěšec · g5 bílý střelec · c4 bílý pěšec · d4 bílý pěšec · e4 bílý pěšec · c3 bílý jezdec · a2 bílý pěšec · b2 bílý pěšec · e2 bílý střelec · f2 bílý pěšec · g2 bílý pěšec · h2 bílý pěšec · a1 bílý věž · d1 bílý dáma · e1 bílý král · g1 bílý jezdec · h1 bílý věž | a8 černý věž · b8 černý jezdec · c8 černý střelec · d8 černý dáma · f8 černý věž · g8 černý král · a7 černý pěšec · b7 černý pěšec · c7 černý pěšec · e7 černý pěšec · f7 černý pěšec · g7 černý střelec · h7 černý pěšec · d6 černý pěšec · f6 černý jezdec · g6 černý pěšec · g5 bílý střelec · c4 bílý pěšec · d4 bílý pěšec · e4 bílý pěšec · c3 bílý jezdec · a2 bílý pěšec · b2 bílý pěšec · e2 bílý střelec · f2 bílý pěšec · g2 bílý pěšec · h2 bílý pěšec · a1 bílý věž · d1 bílý dáma · e1 bílý král · g1 bílý jezdec · h1 bílý věž | a8 černý věž · b8 černý jezdec · c8 černý střelec · d8 černý dáma · f8 černý věž · g8 černý král · a7 černý pěšec · b7 černý pěšec · c7 černý pěšec · e7 černý pěšec · f7 černý pěšec · g7 černý střelec · h7 černý pěšec · d6 černý pěšec · f6 černý jezdec · g6 černý pěšec · g5 bílý střelec · c4 bílý pěšec · d4 bílý pěšec · e4 bílý pěšec · c3 bílý jezdec · a2 bílý pěšec · b2 bílý pěšec · e2 bílý střelec · f2 bílý pěšec · g2 bílý pěšec · h2 bílý pěšec · a1 bílý věž · d1 bílý dáma · e1 bílý král · g1 bílý jezdec · h1 bílý věž | a8 černý věž · b8 černý jezdec · c8 černý střelec · d8 černý dáma · f8 černý věž · g8 černý král · a7 černý pěšec · b7 černý pěšec · c7 černý pěšec · e7 černý pěšec · f7 černý pěšec · g7 černý střelec · h7 černý pěšec · d6 černý pěšec · f6 černý jezdec · g6 černý pěšec · g5 bílý střelec · c4 bílý pěšec · d4 bílý pěšec · e4 bílý pěšec · c3 bílý jezdec · a2 bílý pěšec · b2 bílý pěšec · e2 bílý střelec · f2 bílý pěšec · g2 bílý pěšec · h2 bílý pěšec · a1 bílý věž · d1 bílý dáma · e1 bílý král · g1 bílý jezdec · h1 bílý věž | a8 černý věž · b8 černý jezdec · c8 černý střelec · d8 černý dáma · f8 černý věž · g8 černý král · a7 černý pěšec · b7 černý pěšec · c7 černý pěšec · e7 černý pěšec · f7 černý pěšec · g7 černý střelec · h7 černý pěšec · d6 černý pěšec · f6 černý jezdec · g6 černý pěšec · g5 bílý střelec · c4 bílý pěšec · d4 bílý pěšec · e4 bílý pěšec · c3 bílý jezdec · a2 bílý pěšec · b2 bílý pěšec · e2 bílý střelec · f2 bílý pěšec · g2 bílý pěšec · h2 bílý pěšec · a1 bílý věž · d1 bílý dáma · e1 bílý král · g1 bílý jezdec · h1 bílý věž | a8 černý věž · b8 černý jezdec · c8 černý střelec · d8 černý dáma · f8 černý věž · g8 černý král · a7 černý pěšec · b7 černý pěšec · c7 černý pěšec · e7 černý pěšec · f7 černý pěšec · g7 černý střelec · h7 černý pěšec · d6 černý pěšec · f6 černý jezdec · g6 černý pěšec · g5 bílý střelec · c4 bílý pěšec · d4 bílý pěšec · e4 bílý pěšec · c3 bílý jezdec · a2 bílý pěšec · b2 bílý pěšec · e2 bílý střelec · f2 bílý pěšec · g2 bílý pěšec · h2 bílý pěšec · a1 bílý věž · d1 bílý dáma · e1 bílý král · g1 bílý jezdec · h1 bílý věž | a8 černý věž · b8 černý jezdec · c8 černý střelec · d8 černý dáma · f8 černý věž · g8 černý král · a7 černý pěšec · b7 černý pěšec · c7 černý pěšec · e7 černý pěšec · f7 černý pěšec · g7 černý střelec · h7 černý pěšec · d6 černý pěšec · f6 černý jezdec · g6 černý pěšec · g5 bílý střelec · c4 bílý pěšec · d4 bílý pěšec · e4 bílý pěšec · c3 bílý jezdec · a2 bílý pěšec · b2 bílý pěšec · e2 bílý střelec · f2 bílý pěšec · g2 bílý pěšec · h2 bílý pěšec · a1 bílý věž · d1 bílý dáma · e1 bílý král · g1 bílý jezdec · h1 bílý věž | 8 |
| 7 | a8 černý věž · b8 černý jezdec · c8 černý střelec · d8 černý dáma · f8 černý věž · g8 černý král · a7 černý pěšec · b7 černý pěšec · c7 černý pěšec · e7 černý pěšec · f7 černý pěšec · g7 černý střelec · h7 černý pěšec · d6 černý pěšec · f6 černý jezdec · g6 černý pěšec · g5 bílý střelec · c4 bílý pěšec · d4 bílý pěšec · e4 bílý pěšec · c3 bílý jezdec · a2 bílý pěšec · b2 bílý pěšec · e2 bílý střelec · f2 bílý pěšec · g2 bílý pěšec · h2 bílý pěšec · a1 bílý věž · d1 bílý dáma · e1 bílý král · g1 bílý jezdec · h1 bílý věž | a8 černý věž · b8 černý jezdec · c8 černý střelec · d8 černý dáma · f8 černý věž · g8 černý král · a7 černý pěšec · b7 černý pěšec · c7 černý pěšec · e7 černý pěšec · f7 černý pěšec · g7 černý střelec · h7 černý pěšec · d6 černý pěšec · f6 černý jezdec · g6 černý pěšec · g5 bílý střelec · c4 bílý pěšec · d4 bílý pěšec · e4 bílý pěšec · c3 bílý jezdec · a2 bílý pěšec · b2 bílý pěšec · e2 bílý střelec · f2 bílý pěšec · g2 bílý pěšec · h2 bílý pěšec · a1 bílý věž · d1 bílý dáma · e1 bílý král · g1 bílý jezdec · h1 bílý věž | a8 černý věž · b8 černý jezdec · c8 černý střelec · d8 černý dáma · f8 černý věž · g8 černý král · a7 černý pěšec · b7 černý pěšec · c7 černý pěšec · e7 černý pěšec · f7 černý pěšec · g7 černý střelec · h7 černý pěšec · d6 černý pěšec · f6 černý jezdec · g6 černý pěšec · g5 bílý střelec · c4 bílý pěšec · d4 bílý pěšec · e4 bílý pěšec · c3 bílý jezdec · a2 bílý pěšec · b2 bílý pěšec · e2 bílý střelec · f2 bílý pěšec · g2 bílý pěšec · h2 bílý pěšec · a1 bílý věž · d1 bílý dáma · e1 bílý král · g1 bílý jezdec · h1 bílý věž | a8 černý věž · b8 černý jezdec · c8 černý střelec · d8 černý dáma · f8 černý věž · g8 černý král · a7 černý pěšec · b7 černý pěšec · c7 černý pěšec · e7 černý pěšec · f7 černý pěšec · g7 černý střelec · h7 černý pěšec · d6 černý pěšec · f6 černý jezdec · g6 černý pěšec · g5 bílý střelec · c4 bílý pěšec · d4 bílý pěšec · e4 bílý pěšec · c3 bílý jezdec · a2 bílý pěšec · b2 bílý pěšec · e2 bílý střelec · f2 bílý pěšec · g2 bílý pěšec · h2 bílý pěšec · a1 bílý věž · d1 bílý dáma · e1 bílý král · g1 bílý jezdec · h1 bílý věž | a8 černý věž · b8 černý jezdec · c8 černý střelec · d8 černý dáma · f8 černý věž · g8 černý král · a7 černý pěšec · b7 černý pěšec · c7 černý pěšec · e7 černý pěšec · f7 černý pěšec · g7 černý střelec · h7 černý pěšec · d6 černý pěšec · f6 černý jezdec · g6 černý pěšec · g5 bílý střelec · c4 bílý pěšec · d4 bílý pěšec · e4 bílý pěšec · c3 bílý jezdec · a2 bílý pěšec · b2 bílý pěšec · e2 bílý střelec · f2 bílý pěšec · g2 bílý pěšec · h2 bílý pěšec · a1 bílý věž · d1 bílý dáma · e1 bílý král · g1 bílý jezdec · h1 bílý věž | a8 černý věž · b8 černý jezdec · c8 černý střelec · d8 černý dáma · f8 černý věž · g8 černý král · a7 černý pěšec · b7 černý pěšec · c7 černý pěšec · e7 černý pěšec · f7 černý pěšec · g7 černý střelec · h7 černý pěšec · d6 černý pěšec · f6 černý jezdec · g6 černý pěšec · g5 bílý střelec · c4 bílý pěšec · d4 bílý pěšec · e4 bílý pěšec · c3 bílý jezdec · a2 bílý pěšec · b2 bílý pěšec · e2 bílý střelec · f2 bílý pěšec · g2 bílý pěšec · h2 bílý pěšec · a1 bílý věž · d1 bílý dáma · e1 bílý král · g1 bílý jezdec · h1 bílý věž | a8 černý věž · b8 černý jezdec · c8 černý střelec · d8 černý dáma · f8 černý věž · g8 černý král · a7 černý pěšec · b7 černý pěšec · c7 černý pěšec · e7 černý pěšec · f7 černý pěšec · g7 černý střelec · h7 černý pěšec · d6 černý pěšec · f6 černý jezdec · g6 černý pěšec · g5 bílý střelec · c4 bílý pěšec · d4 bílý pěšec · e4 bílý pěšec · c3 bílý jezdec · a2 bílý pěšec · b2 bílý pěšec · e2 bílý střelec · f2 bílý pěšec · g2 bílý pěšec · h2 bílý pěšec · a1 bílý věž · d1 bílý dáma · e1 bílý král · g1 bílý jezdec · h1 bílý věž | a8 černý věž · b8 černý jezdec · c8 černý střelec · d8 černý dáma · f8 černý věž · g8 černý král · a7 černý pěšec · b7 černý pěšec · c7 černý pěšec · e7 černý pěšec · f7 černý pěšec · g7 černý střelec · h7 černý pěšec · d6 černý pěšec · f6 černý jezdec · g6 černý pěšec · g5 bílý střelec · c4 bílý pěšec · d4 bílý pěšec · e4 bílý pěšec · c3 bílý jezdec · a2 bílý pěšec · b2 bílý pěšec · e2 bílý střelec · f2 bílý pěšec · g2 bílý pěšec · h2 bílý pěšec · a1 bílý věž · d1 bílý dáma · e1 bílý král · g1 bílý jezdec · h1 bílý věž | 7 |
| 6 | a8 černý věž · b8 černý jezdec · c8 černý střelec · d8 černý dáma · f8 černý věž · g8 černý král · a7 černý pěšec · b7 černý pěšec · c7 černý pěšec · e7 černý pěšec · f7 černý pěšec · g7 černý střelec · h7 černý pěšec · d6 černý pěšec · f6 černý jezdec · g6 černý pěšec · g5 bílý střelec · c4 bílý pěšec · d4 bílý pěšec · e4 bílý pěšec · c3 bílý jezdec · a2 bílý pěšec · b2 bílý pěšec · e2 bílý střelec · f2 bílý pěšec · g2 bílý pěšec · h2 bílý pěšec · a1 bílý věž · d1 bílý dáma · e1 bílý král · g1 bílý jezdec · h1 bílý věž | a8 černý věž · b8 černý jezdec · c8 černý střelec · d8 černý dáma · f8 černý věž · g8 černý král · a7 černý pěšec · b7 černý pěšec · c7 černý pěšec · e7 černý pěšec · f7 černý pěšec · g7 černý střelec · h7 černý pěšec · d6 černý pěšec · f6 černý jezdec · g6 černý pěšec · g5 bílý střelec · c4 bílý pěšec · d4 bílý pěšec · e4 bílý pěšec · c3 bílý jezdec · a2 bílý pěšec · b2 bílý pěšec · e2 bílý střelec · f2 bílý pěšec · g2 bílý pěšec · h2 bílý pěšec · a1 bílý věž · d1 bílý dáma · e1 bílý král · g1 bílý jezdec · h1 bílý věž | a8 černý věž · b8 černý jezdec · c8 černý střelec · d8 černý dáma · f8 černý věž · g8 černý král · a7 černý pěšec · b7 černý pěšec · c7 černý pěšec · e7 černý pěšec · f7 černý pěšec · g7 černý střelec · h7 černý pěšec · d6 černý pěšec · f6 černý jezdec · g6 černý pěšec · g5 bílý střelec · c4 bílý pěšec · d4 bílý pěšec · e4 bílý pěšec · c3 bílý jezdec · a2 bílý pěšec · b2 bílý pěšec · e2 bílý střelec · f2 bílý pěšec · g2 bílý pěšec · h2 bílý pěšec · a1 bílý věž · d1 bílý dáma · e1 bílý král · g1 bílý jezdec · h1 bílý věž | a8 černý věž · b8 černý jezdec · c8 černý střelec · d8 černý dáma · f8 černý věž · g8 černý král · a7 černý pěšec · b7 černý pěšec · c7 černý pěšec · e7 černý pěšec · f7 černý pěšec · g7 černý střelec · h7 černý pěšec · d6 černý pěšec · f6 černý jezdec · g6 černý pěšec · g5 bílý střelec · c4 bílý pěšec · d4 bílý pěšec · e4 bílý pěšec · c3 bílý jezdec · a2 bílý pěšec · b2 bílý pěšec · e2 bílý střelec · f2 bílý pěšec · g2 bílý pěšec · h2 bílý pěšec · a1 bílý věž · d1 bílý dáma · e1 bílý král · g1 bílý jezdec · h1 bílý věž | a8 černý věž · b8 černý jezdec · c8 černý střelec · d8 černý dáma · f8 černý věž · g8 černý král · a7 černý pěšec · b7 černý pěšec · c7 černý pěšec · e7 černý pěšec · f7 černý pěšec · g7 černý střelec · h7 černý pěšec · d6 černý pěšec · f6 černý jezdec · g6 černý pěšec · g5 bílý střelec · c4 bílý pěšec · d4 bílý pěšec · e4 bílý pěšec · c3 bílý jezdec · a2 bílý pěšec · b2 bílý pěšec · e2 bílý střelec · f2 bílý pěšec · g2 bílý pěšec · h2 bílý pěšec · a1 bílý věž · d1 bílý dáma · e1 bílý král · g1 bílý jezdec · h1 bílý věž | a8 černý věž · b8 černý jezdec · c8 černý střelec · d8 černý dáma · f8 černý věž · g8 černý král · a7 černý pěšec · b7 černý pěšec · c7 černý pěšec · e7 černý pěšec · f7 černý pěšec · g7 černý střelec · h7 černý pěšec · d6 černý pěšec · f6 černý jezdec · g6 černý pěšec · g5 bílý střelec · c4 bílý pěšec · d4 bílý pěšec · e4 bílý pěšec · c3 bílý jezdec · a2 bílý pěšec · b2 bílý pěšec · e2 bílý střelec · f2 bílý pěšec · g2 bílý pěšec · h2 bílý pěšec · a1 bílý věž · d1 bílý dáma · e1 bílý král · g1 bílý jezdec · h1 bílý věž | a8 černý věž · b8 černý jezdec · c8 černý střelec · d8 černý dáma · f8 černý věž · g8 černý král · a7 černý pěšec · b7 černý pěšec · c7 černý pěšec · e7 černý pěšec · f7 černý pěšec · g7 černý střelec · h7 černý pěšec · d6 černý pěšec · f6 černý jezdec · g6 černý pěšec · g5 bílý střelec · c4 bílý pěšec · d4 bílý pěšec · e4 bílý pěšec · c3 bílý jezdec · a2 bílý pěšec · b2 bílý pěšec · e2 bílý střelec · f2 bílý pěšec · g2 bílý pěšec · h2 bílý pěšec · a1 bílý věž · d1 bílý dáma · e1 bílý král · g1 bílý jezdec · h1 bílý věž | a8 černý věž · b8 černý jezdec · c8 černý střelec · d8 černý dáma · f8 černý věž · g8 černý král · a7 černý pěšec · b7 černý pěšec · c7 černý pěšec · e7 černý pěšec · f7 černý pěšec · g7 černý střelec · h7 černý pěšec · d6 černý pěšec · f6 černý jezdec · g6 černý pěšec · g5 bílý střelec · c4 bílý pěšec · d4 bílý pěšec · e4 bílý pěšec · c3 bílý jezdec · a2 bílý pěšec · b2 bílý pěšec · e2 bílý střelec · f2 bílý pěšec · g2 bílý pěšec · h2 bílý pěšec · a1 bílý věž · d1 bílý dáma · e1 bílý král · g1 bílý jezdec · h1 bílý věž | 6 |
| 5 | a8 černý věž · b8 černý jezdec · c8 černý střelec · d8 černý dáma · f8 černý věž · g8 černý král · a7 černý pěšec · b7 černý pěšec · c7 černý pěšec · e7 černý pěšec · f7 černý pěšec · g7 černý střelec · h7 černý pěšec · d6 černý pěšec · f6 černý jezdec · g6 černý pěšec · g5 bílý střelec · c4 bílý pěšec · d4 bílý pěšec · e4 bílý pěšec · c3 bílý jezdec · a2 bílý pěšec · b2 bílý pěšec · e2 bílý střelec · f2 bílý pěšec · g2 bílý pěšec · h2 bílý pěšec · a1 bílý věž · d1 bílý dáma · e1 bílý král · g1 bílý jezdec · h1 bílý věž | a8 černý věž · b8 černý jezdec · c8 černý střelec · d8 černý dáma · f8 černý věž · g8 černý král · a7 černý pěšec · b7 černý pěšec · c7 černý pěšec · e7 černý pěšec · f7 černý pěšec · g7 černý střelec · h7 černý pěšec · d6 černý pěšec · f6 černý jezdec · g6 černý pěšec · g5 bílý střelec · c4 bílý pěšec · d4 bílý pěšec · e4 bílý pěšec · c3 bílý jezdec · a2 bílý pěšec · b2 bílý pěšec · e2 bílý střelec · f2 bílý pěšec · g2 bílý pěšec · h2 bílý pěšec · a1 bílý věž · d1 bílý dáma · e1 bílý král · g1 bílý jezdec · h1 bílý věž | a8 černý věž · b8 černý jezdec · c8 černý střelec · d8 černý dáma · f8 černý věž · g8 černý král · a7 černý pěšec · b7 černý pěšec · c7 černý pěšec · e7 černý pěšec · f7 černý pěšec · g7 černý střelec · h7 černý pěšec · d6 černý pěšec · f6 černý jezdec · g6 černý pěšec · g5 bílý střelec · c4 bílý pěšec · d4 bílý pěšec · e4 bílý pěšec · c3 bílý jezdec · a2 bílý pěšec · b2 bílý pěšec · e2 bílý střelec · f2 bílý pěšec · g2 bílý pěšec · h2 bílý pěšec · a1 bílý věž · d1 bílý dáma · e1 bílý král · g1 bílý jezdec · h1 bílý věž | a8 černý věž · b8 černý jezdec · c8 černý střelec · d8 černý dáma · f8 černý věž · g8 černý král · a7 černý pěšec · b7 černý pěšec · c7 černý pěšec · e7 černý pěšec · f7 černý pěšec · g7 černý střelec · h7 černý pěšec · d6 černý pěšec · f6 černý jezdec · g6 černý pěšec · g5 bílý střelec · c4 bílý pěšec · d4 bílý pěšec · e4 bílý pěšec · c3 bílý jezdec · a2 bílý pěšec · b2 bílý pěšec · e2 bílý střelec · f2 bílý pěšec · g2 bílý pěšec · h2 bílý pěšec · a1 bílý věž · d1 bílý dáma · e1 bílý král · g1 bílý jezdec · h1 bílý věž | a8 černý věž · b8 černý jezdec · c8 černý střelec · d8 černý dáma · f8 černý věž · g8 černý král · a7 černý pěšec · b7 černý pěšec · c7 černý pěšec · e7 černý pěšec · f7 černý pěšec · g7 černý střelec · h7 černý pěšec · d6 černý pěšec · f6 černý jezdec · g6 černý pěšec · g5 bílý střelec · c4 bílý pěšec · d4 bílý pěšec · e4 bílý pěšec · c3 bílý jezdec · a2 bílý pěšec · b2 bílý pěšec · e2 bílý střelec · f2 bílý pěšec · g2 bílý pěšec · h2 bílý pěšec · a1 bílý věž · d1 bílý dáma · e1 bílý král · g1 bílý jezdec · h1 bílý věž | a8 černý věž · b8 černý jezdec · c8 černý střelec · d8 černý dáma · f8 černý věž · g8 černý král · a7 černý pěšec · b7 černý pěšec · c7 černý pěšec · e7 černý pěšec · f7 černý pěšec · g7 černý střelec · h7 černý pěšec · d6 černý pěšec · f6 černý jezdec · g6 černý pěšec · g5 bílý střelec · c4 bílý pěšec · d4 bílý pěšec · e4 bílý pěšec · c3 bílý jezdec · a2 bílý pěšec · b2 bílý pěšec · e2 bílý střelec · f2 bílý pěšec · g2 bílý pěšec · h2 bílý pěšec · a1 bílý věž · d1 bílý dáma · e1 bílý král · g1 bílý jezdec · h1 bílý věž | a8 černý věž · b8 černý jezdec · c8 černý střelec · d8 černý dáma · f8 černý věž · g8 černý král · a7 černý pěšec · b7 černý pěšec · c7 černý pěšec · e7 černý pěšec · f7 černý pěšec · g7 černý střelec · h7 černý pěšec · d6 černý pěšec · f6 černý jezdec · g6 černý pěšec · g5 bílý střelec · c4 bílý pěšec · d4 bílý pěšec · e4 bílý pěšec · c3 bílý jezdec · a2 bílý pěšec · b2 bílý pěšec · e2 bílý střelec · f2 bílý pěšec · g2 bílý pěšec · h2 bílý pěšec · a1 bílý věž · d1 bílý dáma · e1 bílý král · g1 bílý jezdec · h1 bílý věž | a8 černý věž · b8 černý jezdec · c8 černý střelec · d8 černý dáma · f8 černý věž · g8 černý král · a7 černý pěšec · b7 černý pěšec · c7 černý pěšec · e7 černý pěšec · f7 černý pěšec · g7 černý střelec · h7 černý pěšec · d6 černý pěšec · f6 černý jezdec · g6 černý pěšec · g5 bílý střelec · c4 bílý pěšec · d4 bílý pěšec · e4 bílý pěšec · c3 bílý jezdec · a2 bílý pěšec · b2 bílý pěšec · e2 bílý střelec · f2 bílý pěšec · g2 bílý pěšec · h2 bílý pěšec · a1 bílý věž · d1 bílý dáma · e1 bílý král · g1 bílý jezdec · h1 bílý věž | 5 |
| 4 | a8 černý věž · b8 černý jezdec · c8 černý střelec · d8 černý dáma · f8 černý věž · g8 černý král · a7 černý pěšec · b7 černý pěšec · c7 černý pěšec · e7 černý pěšec · f7 černý pěšec · g7 černý střelec · h7 černý pěšec · d6 černý pěšec · f6 černý jezdec · g6 černý pěšec · g5 bílý střelec · c4 bílý pěšec · d4 bílý pěšec · e4 bílý pěšec · c3 bílý jezdec · a2 bílý pěšec · b2 bílý pěšec · e2 bílý střelec · f2 bílý pěšec · g2 bílý pěšec · h2 bílý pěšec · a1 bílý věž · d1 bílý dáma · e1 bílý král · g1 bílý jezdec · h1 bílý věž | a8 černý věž · b8 černý jezdec · c8 černý střelec · d8 černý dáma · f8 černý věž · g8 černý král · a7 černý pěšec · b7 černý pěšec · c7 černý pěšec · e7 černý pěšec · f7 černý pěšec · g7 černý střelec · h7 černý pěšec · d6 černý pěšec · f6 černý jezdec · g6 černý pěšec · g5 bílý střelec · c4 bílý pěšec · d4 bílý pěšec · e4 bílý pěšec · c3 bílý jezdec · a2 bílý pěšec · b2 bílý pěšec · e2 bílý střelec · f2 bílý pěšec · g2 bílý pěšec · h2 bílý pěšec · a1 bílý věž · d1 bílý dáma · e1 bílý král · g1 bílý jezdec · h1 bílý věž | a8 černý věž · b8 černý jezdec · c8 černý střelec · d8 černý dáma · f8 černý věž · g8 černý král · a7 černý pěšec · b7 černý pěšec · c7 černý pěšec · e7 černý pěšec · f7 černý pěšec · g7 černý střelec · h7 černý pěšec · d6 černý pěšec · f6 černý jezdec · g6 černý pěšec · g5 bílý střelec · c4 bílý pěšec · d4 bílý pěšec · e4 bílý pěšec · c3 bílý jezdec · a2 bílý pěšec · b2 bílý pěšec · e2 bílý střelec · f2 bílý pěšec · g2 bílý pěšec · h2 bílý pěšec · a1 bílý věž · d1 bílý dáma · e1 bílý král · g1 bílý jezdec · h1 bílý věž | a8 černý věž · b8 černý jezdec · c8 černý střelec · d8 černý dáma · f8 černý věž · g8 černý král · a7 černý pěšec · b7 černý pěšec · c7 černý pěšec · e7 černý pěšec · f7 černý pěšec · g7 černý střelec · h7 černý pěšec · d6 černý pěšec · f6 černý jezdec · g6 černý pěšec · g5 bílý střelec · c4 bílý pěšec · d4 bílý pěšec · e4 bílý pěšec · c3 bílý jezdec · a2 bílý pěšec · b2 bílý pěšec · e2 bílý střelec · f2 bílý pěšec · g2 bílý pěšec · h2 bílý pěšec · a1 bílý věž · d1 bílý dáma · e1 bílý král · g1 bílý jezdec · h1 bílý věž | a8 černý věž · b8 černý jezdec · c8 černý střelec · d8 černý dáma · f8 černý věž · g8 černý král · a7 černý pěšec · b7 černý pěšec · c7 černý pěšec · e7 černý pěšec · f7 černý pěšec · g7 černý střelec · h7 černý pěšec · d6 černý pěšec · f6 černý jezdec · g6 černý pěšec · g5 bílý střelec · c4 bílý pěšec · d4 bílý pěšec · e4 bílý pěšec · c3 bílý jezdec · a2 bílý pěšec · b2 bílý pěšec · e2 bílý střelec · f2 bílý pěšec · g2 bílý pěšec · h2 bílý pěšec · a1 bílý věž · d1 bílý dáma · e1 bílý král · g1 bílý jezdec · h1 bílý věž | a8 černý věž · b8 černý jezdec · c8 černý střelec · d8 černý dáma · f8 černý věž · g8 černý král · a7 černý pěšec · b7 černý pěšec · c7 černý pěšec · e7 černý pěšec · f7 černý pěšec · g7 černý střelec · h7 černý pěšec · d6 černý pěšec · f6 černý jezdec · g6 černý pěšec · g5 bílý střelec · c4 bílý pěšec · d4 bílý pěšec · e4 bílý pěšec · c3 bílý jezdec · a2 bílý pěšec · b2 bílý pěšec · e2 bílý střelec · f2 bílý pěšec · g2 bílý pěšec · h2 bílý pěšec · a1 bílý věž · d1 bílý dáma · e1 bílý král · g1 bílý jezdec · h1 bílý věž | a8 černý věž · b8 černý jezdec · c8 černý střelec · d8 černý dáma · f8 černý věž · g8 černý král · a7 černý pěšec · b7 černý pěšec · c7 černý pěšec · e7 černý pěšec · f7 černý pěšec · g7 černý střelec · h7 černý pěšec · d6 černý pěšec · f6 černý jezdec · g6 černý pěšec · g5 bílý střelec · c4 bílý pěšec · d4 bílý pěšec · e4 bílý pěšec · c3 bílý jezdec · a2 bílý pěšec · b2 bílý pěšec · e2 bílý střelec · f2 bílý pěšec · g2 bílý pěšec · h2 bílý pěšec · a1 bílý věž · d1 bílý dáma · e1 bílý král · g1 bílý jezdec · h1 bílý věž | a8 černý věž · b8 černý jezdec · c8 černý střelec · d8 černý dáma · f8 černý věž · g8 černý král · a7 černý pěšec · b7 černý pěšec · c7 černý pěšec · e7 černý pěšec · f7 černý pěšec · g7 černý střelec · h7 černý pěšec · d6 černý pěšec · f6 černý jezdec · g6 černý pěšec · g5 bílý střelec · c4 bílý pěšec · d4 bílý pěšec · e4 bílý pěšec · c3 bílý jezdec · a2 bílý pěšec · b2 bílý pěšec · e2 bílý střelec · f2 bílý pěšec · g2 bílý pěšec · h2 bílý pěšec · a1 bílý věž · d1 bílý dáma · e1 bílý král · g1 bílý jezdec · h1 bílý věž | 4 |
| 3 | a8 černý věž · b8 černý jezdec · c8 černý střelec · d8 černý dáma · f8 černý věž · g8 černý král · a7 černý pěšec · b7 černý pěšec · c7 černý pěšec · e7 černý pěšec · f7 černý pěšec · g7 černý střelec · h7 černý pěšec · d6 černý pěšec · f6 černý jezdec · g6 černý pěšec · g5 bílý střelec · c4 bílý pěšec · d4 bílý pěšec · e4 bílý pěšec · c3 bílý jezdec · a2 bílý pěšec · b2 bílý pěšec · e2 bílý střelec · f2 bílý pěšec · g2 bílý pěšec · h2 bílý pěšec · a1 bílý věž · d1 bílý dáma · e1 bílý král · g1 bílý jezdec · h1 bílý věž | a8 černý věž · b8 černý jezdec · c8 černý střelec · d8 černý dáma · f8 černý věž · g8 černý král · a7 černý pěšec · b7 černý pěšec · c7 černý pěšec · e7 černý pěšec · f7 černý pěšec · g7 černý střelec · h7 černý pěšec · d6 černý pěšec · f6 černý jezdec · g6 černý pěšec · g5 bílý střelec · c4 bílý pěšec · d4 bílý pěšec · e4 bílý pěšec · c3 bílý jezdec · a2 bílý pěšec · b2 bílý pěšec · e2 bílý střelec · f2 bílý pěšec · g2 bílý pěšec · h2 bílý pěšec · a1 bílý věž · d1 bílý dáma · e1 bílý král · g1 bílý jezdec · h1 bílý věž | a8 černý věž · b8 černý jezdec · c8 černý střelec · d8 černý dáma · f8 černý věž · g8 černý král · a7 černý pěšec · b7 černý pěšec · c7 černý pěšec · e7 černý pěšec · f7 černý pěšec · g7 černý střelec · h7 černý pěšec · d6 černý pěšec · f6 černý jezdec · g6 černý pěšec · g5 bílý střelec · c4 bílý pěšec · d4 bílý pěšec · e4 bílý pěšec · c3 bílý jezdec · a2 bílý pěšec · b2 bílý pěšec · e2 bílý střelec · f2 bílý pěšec · g2 bílý pěšec · h2 bílý pěšec · a1 bílý věž · d1 bílý dáma · e1 bílý král · g1 bílý jezdec · h1 bílý věž | a8 černý věž · b8 černý jezdec · c8 černý střelec · d8 černý dáma · f8 černý věž · g8 černý král · a7 černý pěšec · b7 černý pěšec · c7 černý pěšec · e7 černý pěšec · f7 černý pěšec · g7 černý střelec · h7 černý pěšec · d6 černý pěšec · f6 černý jezdec · g6 černý pěšec · g5 bílý střelec · c4 bílý pěšec · d4 bílý pěšec · e4 bílý pěšec · c3 bílý jezdec · a2 bílý pěšec · b2 bílý pěšec · e2 bílý střelec · f2 bílý pěšec · g2 bílý pěšec · h2 bílý pěšec · a1 bílý věž · d1 bílý dáma · e1 bílý král · g1 bílý jezdec · h1 bílý věž | a8 černý věž · b8 černý jezdec · c8 černý střelec · d8 černý dáma · f8 černý věž · g8 černý král · a7 černý pěšec · b7 černý pěšec · c7 černý pěšec · e7 černý pěšec · f7 černý pěšec · g7 černý střelec · h7 černý pěšec · d6 černý pěšec · f6 černý jezdec · g6 černý pěšec · g5 bílý střelec · c4 bílý pěšec · d4 bílý pěšec · e4 bílý pěšec · c3 bílý jezdec · a2 bílý pěšec · b2 bílý pěšec · e2 bílý střelec · f2 bílý pěšec · g2 bílý pěšec · h2 bílý pěšec · a1 bílý věž · d1 bílý dáma · e1 bílý král · g1 bílý jezdec · h1 bílý věž | a8 černý věž · b8 černý jezdec · c8 černý střelec · d8 černý dáma · f8 černý věž · g8 černý král · a7 černý pěšec · b7 černý pěšec · c7 černý pěšec · e7 černý pěšec · f7 černý pěšec · g7 černý střelec · h7 černý pěšec · d6 černý pěšec · f6 černý jezdec · g6 černý pěšec · g5 bílý střelec · c4 bílý pěšec · d4 bílý pěšec · e4 bílý pěšec · c3 bílý jezdec · a2 bílý pěšec · b2 bílý pěšec · e2 bílý střelec · f2 bílý pěšec · g2 bílý pěšec · h2 bílý pěšec · a1 bílý věž · d1 bílý dáma · e1 bílý král · g1 bílý jezdec · h1 bílý věž | a8 černý věž · b8 černý jezdec · c8 černý střelec · d8 černý dáma · f8 černý věž · g8 černý král · a7 černý pěšec · b7 černý pěšec · c7 černý pěšec · e7 černý pěšec · f7 černý pěšec · g7 černý střelec · h7 černý pěšec · d6 černý pěšec · f6 černý jezdec · g6 černý pěšec · g5 bílý střelec · c4 bílý pěšec · d4 bílý pěšec · e4 bílý pěšec · c3 bílý jezdec · a2 bílý pěšec · b2 bílý pěšec · e2 bílý střelec · f2 bílý pěšec · g2 bílý pěšec · h2 bílý pěšec · a1 bílý věž · d1 bílý dáma · e1 bílý král · g1 bílý jezdec · h1 bílý věž | a8 černý věž · b8 černý jezdec · c8 černý střelec · d8 černý dáma · f8 černý věž · g8 černý král · a7 černý pěšec · b7 černý pěšec · c7 černý pěšec · e7 černý pěšec · f7 černý pěšec · g7 černý střelec · h7 černý pěšec · d6 černý pěšec · f6 černý jezdec · g6 černý pěšec · g5 bílý střelec · c4 bílý pěšec · d4 bílý pěšec · e4 bílý pěšec · c3 bílý jezdec · a2 bílý pěšec · b2 bílý pěšec · e2 bílý střelec · f2 bílý pěšec · g2 bílý pěšec · h2 bílý pěšec · a1 bílý věž · d1 bílý dáma · e1 bílý král · g1 bílý jezdec · h1 bílý věž | 3 |
| 2 | a8 černý věž · b8 černý jezdec · c8 černý střelec · d8 černý dáma · f8 černý věž · g8 černý král · a7 černý pěšec · b7 černý pěšec · c7 černý pěšec · e7 černý pěšec · f7 černý pěšec · g7 černý střelec · h7 černý pěšec · d6 černý pěšec · f6 černý jezdec · g6 černý pěšec · g5 bílý střelec · c4 bílý pěšec · d4 bílý pěšec · e4 bílý pěšec · c3 bílý jezdec · a2 bílý pěšec · b2 bílý pěšec · e2 bílý střelec · f2 bílý pěšec · g2 bílý pěšec · h2 bílý pěšec · a1 bílý věž · d1 bílý dáma · e1 bílý král · g1 bílý jezdec · h1 bílý věž | a8 černý věž · b8 černý jezdec · c8 černý střelec · d8 černý dáma · f8 černý věž · g8 černý král · a7 černý pěšec · b7 černý pěšec · c7 černý pěšec · e7 černý pěšec · f7 černý pěšec · g7 černý střelec · h7 černý pěšec · d6 černý pěšec · f6 černý jezdec · g6 černý pěšec · g5 bílý střelec · c4 bílý pěšec · d4 bílý pěšec · e4 bílý pěšec · c3 bílý jezdec · a2 bílý pěšec · b2 bílý pěšec · e2 bílý střelec · f2 bílý pěšec · g2 bílý pěšec · h2 bílý pěšec · a1 bílý věž · d1 bílý dáma · e1 bílý král · g1 bílý jezdec · h1 bílý věž | a8 černý věž · b8 černý jezdec · c8 černý střelec · d8 černý dáma · f8 černý věž · g8 černý král · a7 černý pěšec · b7 černý pěšec · c7 černý pěšec · e7 černý pěšec · f7 černý pěšec · g7 černý střelec · h7 černý pěšec · d6 černý pěšec · f6 černý jezdec · g6 černý pěšec · g5 bílý střelec · c4 bílý pěšec · d4 bílý pěšec · e4 bílý pěšec · c3 bílý jezdec · a2 bílý pěšec · b2 bílý pěšec · e2 bílý střelec · f2 bílý pěšec · g2 bílý pěšec · h2 bílý pěšec · a1 bílý věž · d1 bílý dáma · e1 bílý král · g1 bílý jezdec · h1 bílý věž | a8 černý věž · b8 černý jezdec · c8 černý střelec · d8 černý dáma · f8 černý věž · g8 černý král · a7 černý pěšec · b7 černý pěšec · c7 černý pěšec · e7 černý pěšec · f7 černý pěšec · g7 černý střelec · h7 černý pěšec · d6 černý pěšec · f6 černý jezdec · g6 černý pěšec · g5 bílý střelec · c4 bílý pěšec · d4 bílý pěšec · e4 bílý pěšec · c3 bílý jezdec · a2 bílý pěšec · b2 bílý pěšec · e2 bílý střelec · f2 bílý pěšec · g2 bílý pěšec · h2 bílý pěšec · a1 bílý věž · d1 bílý dáma · e1 bílý král · g1 bílý jezdec · h1 bílý věž | a8 černý věž · b8 černý jezdec · c8 černý střelec · d8 černý dáma · f8 černý věž · g8 černý král · a7 černý pěšec · b7 černý pěšec · c7 černý pěšec · e7 černý pěšec · f7 černý pěšec · g7 černý střelec · h7 černý pěšec · d6 černý pěšec · f6 černý jezdec · g6 černý pěšec · g5 bílý střelec · c4 bílý pěšec · d4 bílý pěšec · e4 bílý pěšec · c3 bílý jezdec · a2 bílý pěšec · b2 bílý pěšec · e2 bílý střelec · f2 bílý pěšec · g2 bílý pěšec · h2 bílý pěšec · a1 bílý věž · d1 bílý dáma · e1 bílý král · g1 bílý jezdec · h1 bílý věž | a8 černý věž · b8 černý jezdec · c8 černý střelec · d8 černý dáma · f8 černý věž · g8 černý král · a7 černý pěšec · b7 černý pěšec · c7 černý pěšec · e7 černý pěšec · f7 černý pěšec · g7 černý střelec · h7 černý pěšec · d6 černý pěšec · f6 černý jezdec · g6 černý pěšec · g5 bílý střelec · c4 bílý pěšec · d4 bílý pěšec · e4 bílý pěšec · c3 bílý jezdec · a2 bílý pěšec · b2 bílý pěšec · e2 bílý střelec · f2 bílý pěšec · g2 bílý pěšec · h2 bílý pěšec · a1 bílý věž · d1 bílý dáma · e1 bílý král · g1 bílý jezdec · h1 bílý věž | a8 černý věž · b8 černý jezdec · c8 černý střelec · d8 černý dáma · f8 černý věž · g8 černý král · a7 černý pěšec · b7 černý pěšec · c7 černý pěšec · e7 černý pěšec · f7 černý pěšec · g7 černý střelec · h7 černý pěšec · d6 černý pěšec · f6 černý jezdec · g6 černý pěšec · g5 bílý střelec · c4 bílý pěšec · d4 bílý pěšec · e4 bílý pěšec · c3 bílý jezdec · a2 bílý pěšec · b2 bílý pěšec · e2 bílý střelec · f2 bílý pěšec · g2 bílý pěšec · h2 bílý pěšec · a1 bílý věž · d1 bílý dáma · e1 bílý král · g1 bílý jezdec · h1 bílý věž | a8 černý věž · b8 černý jezdec · c8 černý střelec · d8 černý dáma · f8 černý věž · g8 černý král · a7 černý pěšec · b7 černý pěšec · c7 černý pěšec · e7 černý pěšec · f7 černý pěšec · g7 černý střelec · h7 černý pěšec · d6 černý pěšec · f6 černý jezdec · g6 černý pěšec · g5 bílý střelec · c4 bílý pěšec · d4 bílý pěšec · e4 bílý pěšec · c3 bílý jezdec · a2 bílý pěšec · b2 bílý pěšec · e2 bílý střelec · f2 bílý pěšec · g2 bílý pěšec · h2 bílý pěšec · a1 bílý věž · d1 bílý dáma · e1 bílý král · g1 bílý jezdec · h1 bílý věž | 2 |
| 1 | a8 černý věž · b8 černý jezdec · c8 černý střelec · d8 černý dáma · f8 černý věž · g8 černý král · a7 černý pěšec · b7 černý pěšec · c7 černý pěšec · e7 černý pěšec · f7 černý pěšec · g7 černý střelec · h7 černý pěšec · d6 černý pěšec · f6 černý jezdec · g6 černý pěšec · g5 bílý střelec · c4 bílý pěšec · d4 bílý pěšec · e4 bílý pěšec · c3 bílý jezdec · a2 bílý pěšec · b2 bílý pěšec · e2 bílý střelec · f2 bílý pěšec · g2 bílý pěšec · h2 bílý pěšec · a1 bílý věž · d1 bílý dáma · e1 bílý král · g1 bílý jezdec · h1 bílý věž | a8 černý věž · b8 černý jezdec · c8 černý střelec · d8 černý dáma · f8 černý věž · g8 černý král · a7 černý pěšec · b7 černý pěšec · c7 černý pěšec · e7 černý pěšec · f7 černý pěšec · g7 černý střelec · h7 černý pěšec · d6 černý pěšec · f6 černý jezdec · g6 černý pěšec · g5 bílý střelec · c4 bílý pěšec · d4 bílý pěšec · e4 bílý pěšec · c3 bílý jezdec · a2 bílý pěšec · b2 bílý pěšec · e2 bílý střelec · f2 bílý pěšec · g2 bílý pěšec · h2 bílý pěšec · a1 bílý věž · d1 bílý dáma · e1 bílý král · g1 bílý jezdec · h1 bílý věž | a8 černý věž · b8 černý jezdec · c8 černý střelec · d8 černý dáma · f8 černý věž · g8 černý král · a7 černý pěšec · b7 černý pěšec · c7 černý pěšec · e7 černý pěšec · f7 černý pěšec · g7 černý střelec · h7 černý pěšec · d6 černý pěšec · f6 černý jezdec · g6 černý pěšec · g5 bílý střelec · c4 bílý pěšec · d4 bílý pěšec · e4 bílý pěšec · c3 bílý jezdec · a2 bílý pěšec · b2 bílý pěšec · e2 bílý střelec · f2 bílý pěšec · g2 bílý pěšec · h2 bílý pěšec · a1 bílý věž · d1 bílý dáma · e1 bílý král · g1 bílý jezdec · h1 bílý věž | a8 černý věž · b8 černý jezdec · c8 černý střelec · d8 černý dáma · f8 černý věž · g8 černý král · a7 černý pěšec · b7 černý pěšec · c7 černý pěšec · e7 černý pěšec · f7 černý pěšec · g7 černý střelec · h7 černý pěšec · d6 černý pěšec · f6 černý jezdec · g6 černý pěšec · g5 bílý střelec · c4 bílý pěšec · d4 bílý pěšec · e4 bílý pěšec · c3 bílý jezdec · a2 bílý pěšec · b2 bílý pěšec · e2 bílý střelec · f2 bílý pěšec · g2 bílý pěšec · h2 bílý pěšec · a1 bílý věž · d1 bílý dáma · e1 bílý král · g1 bílý jezdec · h1 bílý věž | a8 černý věž · b8 černý jezdec · c8 černý střelec · d8 černý dáma · f8 černý věž · g8 černý král · a7 černý pěšec · b7 černý pěšec · c7 černý pěšec · e7 černý pěšec · f7 černý pěšec · g7 černý střelec · h7 černý pěšec · d6 černý pěšec · f6 černý jezdec · g6 černý pěšec · g5 bílý střelec · c4 bílý pěšec · d4 bílý pěšec · e4 bílý pěšec · c3 bílý jezdec · a2 bílý pěšec · b2 bílý pěšec · e2 bílý střelec · f2 bílý pěšec · g2 bílý pěšec · h2 bílý pěšec · a1 bílý věž · d1 bílý dáma · e1 bílý král · g1 bílý jezdec · h1 bílý věž | a8 černý věž · b8 černý jezdec · c8 černý střelec · d8 černý dáma · f8 černý věž · g8 černý král · a7 černý pěšec · b7 černý pěšec · c7 černý pěšec · e7 černý pěšec · f7 černý pěšec · g7 černý střelec · h7 černý pěšec · d6 černý pěšec · f6 černý jezdec · g6 černý pěšec · g5 bílý střelec · c4 bílý pěšec · d4 bílý pěšec · e4 bílý pěšec · c3 bílý jezdec · a2 bílý pěšec · b2 bílý pěšec · e2 bílý střelec · f2 bílý pěšec · g2 bílý pěšec · h2 bílý pěšec · a1 bílý věž · d1 bílý dáma · e1 bílý král · g1 bílý jezdec · h1 bílý věž | a8 černý věž · b8 černý jezdec · c8 černý střelec · d8 černý dáma · f8 černý věž · g8 černý král · a7 černý pěšec · b7 černý pěšec · c7 černý pěšec · e7 černý pěšec · f7 černý pěšec · g7 černý střelec · h7 černý pěšec · d6 černý pěšec · f6 černý jezdec · g6 černý pěšec · g5 bílý střelec · c4 bílý pěšec · d4 bílý pěšec · e4 bílý pěšec · c3 bílý jezdec · a2 bílý pěšec · b2 bílý pěšec · e2 bílý střelec · f2 bílý pěšec · g2 bílý pěšec · h2 bílý pěšec · a1 bílý věž · d1 bílý dáma · e1 bílý král · g1 bílý jezdec · h1 bílý věž | a8 černý věž · b8 černý jezdec · c8 černý střelec · d8 černý dáma · f8 černý věž · g8 černý král · a7 černý pěšec · b7 černý pěšec · c7 černý pěšec · e7 černý pěšec · f7 černý pěšec · g7 černý střelec · h7 černý pěšec · d6 černý pěšec · f6 černý jezdec · g6 černý pěšec · g5 bílý střelec · c4 bílý pěšec · d4 bílý pěšec · e4 bílý pěšec · c3 bílý jezdec · a2 bílý pěšec · b2 bílý pěšec · e2 bílý střelec · f2 bílý pěšec · g2 bílý pěšec · h2 bílý pěšec · a1 bílý věž · d1 bílý dáma · e1 bílý král · g1 bílý jezdec · h1 bílý věž | 1 |
|   | a | b | c | d | e | f | g | h |   |

|   | a | b | c | d | e | f | g | h |   |
| 8 | a8 černý věž · b8 černý jezdec · c8 černý střelec · d8 černý dáma · e8 černý král · h8 černý věž · a7 černý pěšec · b7 černý pěšec · c7 černý pěšec · e7 černý pěšec · f7 černý pěšec · g7 černý střelec · h7 černý pěšec · d6 černý pěšec · f6 černý jezdec · g6 černý pěšec · c4 bílý pěšec · d4 bílý pěšec · e4 bílý pěšec · f4 bílý pěšec · c3 bílý jezdec · a2 bílý pěšec · b2 bílý pěšec · g2 bílý pěšec · h2 bílý pěšec · a1 bílý věž · c1 bílý střelec · d1 bílý dáma · e1 bílý král · f1 bílý střelec · g1 bílý jezdec · h1 bílý věž | a8 černý věž · b8 černý jezdec · c8 černý střelec · d8 černý dáma · e8 černý král · h8 černý věž · a7 černý pěšec · b7 černý pěšec · c7 černý pěšec · e7 černý pěšec · f7 černý pěšec · g7 černý střelec · h7 černý pěšec · d6 černý pěšec · f6 černý jezdec · g6 černý pěšec · c4 bílý pěšec · d4 bílý pěšec · e4 bílý pěšec · f4 bílý pěšec · c3 bílý jezdec · a2 bílý pěšec · b2 bílý pěšec · g2 bílý pěšec · h2 bílý pěšec · a1 bílý věž · c1 bílý střelec · d1 bílý dáma · e1 bílý král · f1 bílý střelec · g1 bílý jezdec · h1 bílý věž | a8 černý věž · b8 černý jezdec · c8 černý střelec · d8 černý dáma · e8 černý král · h8 černý věž · a7 černý pěšec · b7 černý pěšec · c7 černý pěšec · e7 černý pěšec · f7 černý pěšec · g7 černý střelec · h7 černý pěšec · d6 černý pěšec · f6 černý jezdec · g6 černý pěšec · c4 bílý pěšec · d4 bílý pěšec · e4 bílý pěšec · f4 bílý pěšec · c3 bílý jezdec · a2 bílý pěšec · b2 bílý pěšec · g2 bílý pěšec · h2 bílý pěšec · a1 bílý věž · c1 bílý střelec · d1 bílý dáma · e1 bílý král · f1 bílý střelec · g1 bílý jezdec · h1 bílý věž | a8 černý věž · b8 černý jezdec · c8 černý střelec · d8 černý dáma · e8 černý král · h8 černý věž · a7 černý pěšec · b7 černý pěšec · c7 černý pěšec · e7 černý pěšec · f7 černý pěšec · g7 černý střelec · h7 černý pěšec · d6 černý pěšec · f6 černý jezdec · g6 černý pěšec · c4 bílý pěšec · d4 bílý pěšec · e4 bílý pěšec · f4 bílý pěšec · c3 bílý jezdec · a2 bílý pěšec · b2 bílý pěšec · g2 bílý pěšec · h2 bílý pěšec · a1 bílý věž · c1 bílý střelec · d1 bílý dáma · e1 bílý král · f1 bílý střelec · g1 bílý jezdec · h1 bílý věž | a8 černý věž · b8 černý jezdec · c8 černý střelec · d8 černý dáma · e8 černý král · h8 černý věž · a7 černý pěšec · b7 černý pěšec · c7 černý pěšec · e7 černý pěšec · f7 černý pěšec · g7 černý střelec · h7 černý pěšec · d6 černý pěšec · f6 černý jezdec · g6 černý pěšec · c4 bílý pěšec · d4 bílý pěšec · e4 bílý pěšec · f4 bílý pěšec · c3 bílý jezdec · a2 bílý pěšec · b2 bílý pěšec · g2 bílý pěšec · h2 bílý pěšec · a1 bílý věž · c1 bílý střelec · d1 bílý dáma · e1 bílý král · f1 bílý střelec · g1 bílý jezdec · h1 bílý věž | a8 černý věž · b8 černý jezdec · c8 černý střelec · d8 černý dáma · e8 černý král · h8 černý věž · a7 černý pěšec · b7 černý pěšec · c7 černý pěšec · e7 černý pěšec · f7 černý pěšec · g7 černý střelec · h7 černý pěšec · d6 černý pěšec · f6 černý jezdec · g6 černý pěšec · c4 bílý pěšec · d4 bílý pěšec · e4 bílý pěšec · f4 bílý pěšec · c3 bílý jezdec · a2 bílý pěšec · b2 bílý pěšec · g2 bílý pěšec · h2 bílý pěšec · a1 bílý věž · c1 bílý střelec · d1 bílý dáma · e1 bílý král · f1 bílý střelec · g1 bílý jezdec · h1 bílý věž | a8 černý věž · b8 černý jezdec · c8 černý střelec · d8 černý dáma · e8 černý král · h8 černý věž · a7 černý pěšec · b7 černý pěšec · c7 černý pěšec · e7 černý pěšec · f7 černý pěšec · g7 černý střelec · h7 černý pěšec · d6 černý pěšec · f6 černý jezdec · g6 černý pěšec · c4 bílý pěšec · d4 bílý pěšec · e4 bílý pěšec · f4 bílý pěšec · c3 bílý jezdec · a2 bílý pěšec · b2 bílý pěšec · g2 bílý pěšec · h2 bílý pěšec · a1 bílý věž · c1 bílý střelec · d1 bílý dáma · e1 bílý král · f1 bílý střelec · g1 bílý jezdec · h1 bílý věž | a8 černý věž · b8 černý jezdec · c8 černý střelec · d8 černý dáma · e8 černý král · h8 černý věž · a7 černý pěšec · b7 černý pěšec · c7 černý pěšec · e7 černý pěšec · f7 černý pěšec · g7 černý střelec · h7 černý pěšec · d6 černý pěšec · f6 černý jezdec · g6 černý pěšec · c4 bílý pěšec · d4 bílý pěšec · e4 bílý pěšec · f4 bílý pěšec · c3 bílý jezdec · a2 bílý pěšec · b2 bílý pěšec · g2 bílý pěšec · h2 bílý pěšec · a1 bílý věž · c1 bílý střelec · d1 bílý dáma · e1 bílý král · f1 bílý střelec · g1 bílý jezdec · h1 bílý věž | 8 |
| 7 | a8 černý věž · b8 černý jezdec · c8 černý střelec · d8 černý dáma · e8 černý král · h8 černý věž · a7 černý pěšec · b7 černý pěšec · c7 černý pěšec · e7 černý pěšec · f7 černý pěšec · g7 černý střelec · h7 černý pěšec · d6 černý pěšec · f6 černý jezdec · g6 černý pěšec · c4 bílý pěšec · d4 bílý pěšec · e4 bílý pěšec · f4 bílý pěšec · c3 bílý jezdec · a2 bílý pěšec · b2 bílý pěšec · g2 bílý pěšec · h2 bílý pěšec · a1 bílý věž · c1 bílý střelec · d1 bílý dáma · e1 bílý král · f1 bílý střelec · g1 bílý jezdec · h1 bílý věž | a8 černý věž · b8 černý jezdec · c8 černý střelec · d8 černý dáma · e8 černý král · h8 černý věž · a7 černý pěšec · b7 černý pěšec · c7 černý pěšec · e7 černý pěšec · f7 černý pěšec · g7 černý střelec · h7 černý pěšec · d6 černý pěšec · f6 černý jezdec · g6 černý pěšec · c4 bílý pěšec · d4 bílý pěšec · e4 bílý pěšec · f4 bílý pěšec · c3 bílý jezdec · a2 bílý pěšec · b2 bílý pěšec · g2 bílý pěšec · h2 bílý pěšec · a1 bílý věž · c1 bílý střelec · d1 bílý dáma · e1 bílý král · f1 bílý střelec · g1 bílý jezdec · h1 bílý věž | a8 černý věž · b8 černý jezdec · c8 černý střelec · d8 černý dáma · e8 černý král · h8 černý věž · a7 černý pěšec · b7 černý pěšec · c7 černý pěšec · e7 černý pěšec · f7 černý pěšec · g7 černý střelec · h7 černý pěšec · d6 černý pěšec · f6 černý jezdec · g6 černý pěšec · c4 bílý pěšec · d4 bílý pěšec · e4 bílý pěšec · f4 bílý pěšec · c3 bílý jezdec · a2 bílý pěšec · b2 bílý pěšec · g2 bílý pěšec · h2 bílý pěšec · a1 bílý věž · c1 bílý střelec · d1 bílý dáma · e1 bílý král · f1 bílý střelec · g1 bílý jezdec · h1 bílý věž | a8 černý věž · b8 černý jezdec · c8 černý střelec · d8 černý dáma · e8 černý král · h8 černý věž · a7 černý pěšec · b7 černý pěšec · c7 černý pěšec · e7 černý pěšec · f7 černý pěšec · g7 černý střelec · h7 černý pěšec · d6 černý pěšec · f6 černý jezdec · g6 černý pěšec · c4 bílý pěšec · d4 bílý pěšec · e4 bílý pěšec · f4 bílý pěšec · c3 bílý jezdec · a2 bílý pěšec · b2 bílý pěšec · g2 bílý pěšec · h2 bílý pěšec · a1 bílý věž · c1 bílý střelec · d1 bílý dáma · e1 bílý král · f1 bílý střelec · g1 bílý jezdec · h1 bílý věž | a8 černý věž · b8 černý jezdec · c8 černý střelec · d8 černý dáma · e8 černý král · h8 černý věž · a7 černý pěšec · b7 černý pěšec · c7 černý pěšec · e7 černý pěšec · f7 černý pěšec · g7 černý střelec · h7 černý pěšec · d6 černý pěšec · f6 černý jezdec · g6 černý pěšec · c4 bílý pěšec · d4 bílý pěšec · e4 bílý pěšec · f4 bílý pěšec · c3 bílý jezdec · a2 bílý pěšec · b2 bílý pěšec · g2 bílý pěšec · h2 bílý pěšec · a1 bílý věž · c1 bílý střelec · d1 bílý dáma · e1 bílý král · f1 bílý střelec · g1 bílý jezdec · h1 bílý věž | a8 černý věž · b8 černý jezdec · c8 černý střelec · d8 černý dáma · e8 černý král · h8 černý věž · a7 černý pěšec · b7 černý pěšec · c7 černý pěšec · e7 černý pěšec · f7 černý pěšec · g7 černý střelec · h7 černý pěšec · d6 černý pěšec · f6 černý jezdec · g6 černý pěšec · c4 bílý pěšec · d4 bílý pěšec · e4 bílý pěšec · f4 bílý pěšec · c3 bílý jezdec · a2 bílý pěšec · b2 bílý pěšec · g2 bílý pěšec · h2 bílý pěšec · a1 bílý věž · c1 bílý střelec · d1 bílý dáma · e1 bílý král · f1 bílý střelec · g1 bílý jezdec · h1 bílý věž | a8 černý věž · b8 černý jezdec · c8 černý střelec · d8 černý dáma · e8 černý král · h8 černý věž · a7 černý pěšec · b7 černý pěšec · c7 černý pěšec · e7 černý pěšec · f7 černý pěšec · g7 černý střelec · h7 černý pěšec · d6 černý pěšec · f6 černý jezdec · g6 černý pěšec · c4 bílý pěšec · d4 bílý pěšec · e4 bílý pěšec · f4 bílý pěšec · c3 bílý jezdec · a2 bílý pěšec · b2 bílý pěšec · g2 bílý pěšec · h2 bílý pěšec · a1 bílý věž · c1 bílý střelec · d1 bílý dáma · e1 bílý král · f1 bílý střelec · g1 bílý jezdec · h1 bílý věž | a8 černý věž · b8 černý jezdec · c8 černý střelec · d8 černý dáma · e8 černý král · h8 černý věž · a7 černý pěšec · b7 černý pěšec · c7 černý pěšec · e7 černý pěšec · f7 černý pěšec · g7 černý střelec · h7 černý pěšec · d6 černý pěšec · f6 černý jezdec · g6 černý pěšec · c4 bílý pěšec · d4 bílý pěšec · e4 bílý pěšec · f4 bílý pěšec · c3 bílý jezdec · a2 bílý pěšec · b2 bílý pěšec · g2 bílý pěšec · h2 bílý pěšec · a1 bílý věž · c1 bílý střelec · d1 bílý dáma · e1 bílý král · f1 bílý střelec · g1 bílý jezdec · h1 bílý věž | 7 |
| 6 | a8 černý věž · b8 černý jezdec · c8 černý střelec · d8 černý dáma · e8 černý král · h8 černý věž · a7 černý pěšec · b7 černý pěšec · c7 černý pěšec · e7 černý pěšec · f7 černý pěšec · g7 černý střelec · h7 černý pěšec · d6 černý pěšec · f6 černý jezdec · g6 černý pěšec · c4 bílý pěšec · d4 bílý pěšec · e4 bílý pěšec · f4 bílý pěšec · c3 bílý jezdec · a2 bílý pěšec · b2 bílý pěšec · g2 bílý pěšec · h2 bílý pěšec · a1 bílý věž · c1 bílý střelec · d1 bílý dáma · e1 bílý král · f1 bílý střelec · g1 bílý jezdec · h1 bílý věž | a8 černý věž · b8 černý jezdec · c8 černý střelec · d8 černý dáma · e8 černý král · h8 černý věž · a7 černý pěšec · b7 černý pěšec · c7 černý pěšec · e7 černý pěšec · f7 černý pěšec · g7 černý střelec · h7 černý pěšec · d6 černý pěšec · f6 černý jezdec · g6 černý pěšec · c4 bílý pěšec · d4 bílý pěšec · e4 bílý pěšec · f4 bílý pěšec · c3 bílý jezdec · a2 bílý pěšec · b2 bílý pěšec · g2 bílý pěšec · h2 bílý pěšec · a1 bílý věž · c1 bílý střelec · d1 bílý dáma · e1 bílý král · f1 bílý střelec · g1 bílý jezdec · h1 bílý věž | a8 černý věž · b8 černý jezdec · c8 černý střelec · d8 černý dáma · e8 černý král · h8 černý věž · a7 černý pěšec · b7 černý pěšec · c7 černý pěšec · e7 černý pěšec · f7 černý pěšec · g7 černý střelec · h7 černý pěšec · d6 černý pěšec · f6 černý jezdec · g6 černý pěšec · c4 bílý pěšec · d4 bílý pěšec · e4 bílý pěšec · f4 bílý pěšec · c3 bílý jezdec · a2 bílý pěšec · b2 bílý pěšec · g2 bílý pěšec · h2 bílý pěšec · a1 bílý věž · c1 bílý střelec · d1 bílý dáma · e1 bílý král · f1 bílý střelec · g1 bílý jezdec · h1 bílý věž | a8 černý věž · b8 černý jezdec · c8 černý střelec · d8 černý dáma · e8 černý král · h8 černý věž · a7 černý pěšec · b7 černý pěšec · c7 černý pěšec · e7 černý pěšec · f7 černý pěšec · g7 černý střelec · h7 černý pěšec · d6 černý pěšec · f6 černý jezdec · g6 černý pěšec · c4 bílý pěšec · d4 bílý pěšec · e4 bílý pěšec · f4 bílý pěšec · c3 bílý jezdec · a2 bílý pěšec · b2 bílý pěšec · g2 bílý pěšec · h2 bílý pěšec · a1 bílý věž · c1 bílý střelec · d1 bílý dáma · e1 bílý král · f1 bílý střelec · g1 bílý jezdec · h1 bílý věž | a8 černý věž · b8 černý jezdec · c8 černý střelec · d8 černý dáma · e8 černý král · h8 černý věž · a7 černý pěšec · b7 černý pěšec · c7 černý pěšec · e7 černý pěšec · f7 černý pěšec · g7 černý střelec · h7 černý pěšec · d6 černý pěšec · f6 černý jezdec · g6 černý pěšec · c4 bílý pěšec · d4 bílý pěšec · e4 bílý pěšec · f4 bílý pěšec · c3 bílý jezdec · a2 bílý pěšec · b2 bílý pěšec · g2 bílý pěšec · h2 bílý pěšec · a1 bílý věž · c1 bílý střelec · d1 bílý dáma · e1 bílý král · f1 bílý střelec · g1 bílý jezdec · h1 bílý věž | a8 černý věž · b8 černý jezdec · c8 černý střelec · d8 černý dáma · e8 černý král · h8 černý věž · a7 černý pěšec · b7 černý pěšec · c7 černý pěšec · e7 černý pěšec · f7 černý pěšec · g7 černý střelec · h7 černý pěšec · d6 černý pěšec · f6 černý jezdec · g6 černý pěšec · c4 bílý pěšec · d4 bílý pěšec · e4 bílý pěšec · f4 bílý pěšec · c3 bílý jezdec · a2 bílý pěšec · b2 bílý pěšec · g2 bílý pěšec · h2 bílý pěšec · a1 bílý věž · c1 bílý střelec · d1 bílý dáma · e1 bílý král · f1 bílý střelec · g1 bílý jezdec · h1 bílý věž | a8 černý věž · b8 černý jezdec · c8 černý střelec · d8 černý dáma · e8 černý král · h8 černý věž · a7 černý pěšec · b7 černý pěšec · c7 černý pěšec · e7 černý pěšec · f7 černý pěšec · g7 černý střelec · h7 černý pěšec · d6 černý pěšec · f6 černý jezdec · g6 černý pěšec · c4 bílý pěšec · d4 bílý pěšec · e4 bílý pěšec · f4 bílý pěšec · c3 bílý jezdec · a2 bílý pěšec · b2 bílý pěšec · g2 bílý pěšec · h2 bílý pěšec · a1 bílý věž · c1 bílý střelec · d1 bílý dáma · e1 bílý král · f1 bílý střelec · g1 bílý jezdec · h1 bílý věž | a8 černý věž · b8 černý jezdec · c8 černý střelec · d8 černý dáma · e8 černý král · h8 černý věž · a7 černý pěšec · b7 černý pěšec · c7 černý pěšec · e7 černý pěšec · f7 černý pěšec · g7 černý střelec · h7 černý pěšec · d6 černý pěšec · f6 černý jezdec · g6 černý pěšec · c4 bílý pěšec · d4 bílý pěšec · e4 bílý pěšec · f4 bílý pěšec · c3 bílý jezdec · a2 bílý pěšec · b2 bílý pěšec · g2 bílý pěšec · h2 bílý pěšec · a1 bílý věž · c1 bílý střelec · d1 bílý dáma · e1 bílý král · f1 bílý střelec · g1 bílý jezdec · h1 bílý věž | 6 |
| 5 | a8 černý věž · b8 černý jezdec · c8 černý střelec · d8 černý dáma · e8 černý král · h8 černý věž · a7 černý pěšec · b7 černý pěšec · c7 černý pěšec · e7 černý pěšec · f7 černý pěšec · g7 černý střelec · h7 černý pěšec · d6 černý pěšec · f6 černý jezdec · g6 černý pěšec · c4 bílý pěšec · d4 bílý pěšec · e4 bílý pěšec · f4 bílý pěšec · c3 bílý jezdec · a2 bílý pěšec · b2 bílý pěšec · g2 bílý pěšec · h2 bílý pěšec · a1 bílý věž · c1 bílý střelec · d1 bílý dáma · e1 bílý král · f1 bílý střelec · g1 bílý jezdec · h1 bílý věž | a8 černý věž · b8 černý jezdec · c8 černý střelec · d8 černý dáma · e8 černý král · h8 černý věž · a7 černý pěšec · b7 černý pěšec · c7 černý pěšec · e7 černý pěšec · f7 černý pěšec · g7 černý střelec · h7 černý pěšec · d6 černý pěšec · f6 černý jezdec · g6 černý pěšec · c4 bílý pěšec · d4 bílý pěšec · e4 bílý pěšec · f4 bílý pěšec · c3 bílý jezdec · a2 bílý pěšec · b2 bílý pěšec · g2 bílý pěšec · h2 bílý pěšec · a1 bílý věž · c1 bílý střelec · d1 bílý dáma · e1 bílý král · f1 bílý střelec · g1 bílý jezdec · h1 bílý věž | a8 černý věž · b8 černý jezdec · c8 černý střelec · d8 černý dáma · e8 černý král · h8 černý věž · a7 černý pěšec · b7 černý pěšec · c7 černý pěšec · e7 černý pěšec · f7 černý pěšec · g7 černý střelec · h7 černý pěšec · d6 černý pěšec · f6 černý jezdec · g6 černý pěšec · c4 bílý pěšec · d4 bílý pěšec · e4 bílý pěšec · f4 bílý pěšec · c3 bílý jezdec · a2 bílý pěšec · b2 bílý pěšec · g2 bílý pěšec · h2 bílý pěšec · a1 bílý věž · c1 bílý střelec · d1 bílý dáma · e1 bílý král · f1 bílý střelec · g1 bílý jezdec · h1 bílý věž | a8 černý věž · b8 černý jezdec · c8 černý střelec · d8 černý dáma · e8 černý král · h8 černý věž · a7 černý pěšec · b7 černý pěšec · c7 černý pěšec · e7 černý pěšec · f7 černý pěšec · g7 černý střelec · h7 černý pěšec · d6 černý pěšec · f6 černý jezdec · g6 černý pěšec · c4 bílý pěšec · d4 bílý pěšec · e4 bílý pěšec · f4 bílý pěšec · c3 bílý jezdec · a2 bílý pěšec · b2 bílý pěšec · g2 bílý pěšec · h2 bílý pěšec · a1 bílý věž · c1 bílý střelec · d1 bílý dáma · e1 bílý král · f1 bílý střelec · g1 bílý jezdec · h1 bílý věž | a8 černý věž · b8 černý jezdec · c8 černý střelec · d8 černý dáma · e8 černý král · h8 černý věž · a7 černý pěšec · b7 černý pěšec · c7 černý pěšec · e7 černý pěšec · f7 černý pěšec · g7 černý střelec · h7 černý pěšec · d6 černý pěšec · f6 černý jezdec · g6 černý pěšec · c4 bílý pěšec · d4 bílý pěšec · e4 bílý pěšec · f4 bílý pěšec · c3 bílý jezdec · a2 bílý pěšec · b2 bílý pěšec · g2 bílý pěšec · h2 bílý pěšec · a1 bílý věž · c1 bílý střelec · d1 bílý dáma · e1 bílý král · f1 bílý střelec · g1 bílý jezdec · h1 bílý věž | a8 černý věž · b8 černý jezdec · c8 černý střelec · d8 černý dáma · e8 černý král · h8 černý věž · a7 černý pěšec · b7 černý pěšec · c7 černý pěšec · e7 černý pěšec · f7 černý pěšec · g7 černý střelec · h7 černý pěšec · d6 černý pěšec · f6 černý jezdec · g6 černý pěšec · c4 bílý pěšec · d4 bílý pěšec · e4 bílý pěšec · f4 bílý pěšec · c3 bílý jezdec · a2 bílý pěšec · b2 bílý pěšec · g2 bílý pěšec · h2 bílý pěšec · a1 bílý věž · c1 bílý střelec · d1 bílý dáma · e1 bílý král · f1 bílý střelec · g1 bílý jezdec · h1 bílý věž | a8 černý věž · b8 černý jezdec · c8 černý střelec · d8 černý dáma · e8 černý král · h8 černý věž · a7 černý pěšec · b7 černý pěšec · c7 černý pěšec · e7 černý pěšec · f7 černý pěšec · g7 černý střelec · h7 černý pěšec · d6 černý pěšec · f6 černý jezdec · g6 černý pěšec · c4 bílý pěšec · d4 bílý pěšec · e4 bílý pěšec · f4 bílý pěšec · c3 bílý jezdec · a2 bílý pěšec · b2 bílý pěšec · g2 bílý pěšec · h2 bílý pěšec · a1 bílý věž · c1 bílý střelec · d1 bílý dáma · e1 bílý král · f1 bílý střelec · g1 bílý jezdec · h1 bílý věž | a8 černý věž · b8 černý jezdec · c8 černý střelec · d8 černý dáma · e8 černý král · h8 černý věž · a7 černý pěšec · b7 černý pěšec · c7 černý pěšec · e7 černý pěšec · f7 černý pěšec · g7 černý střelec · h7 černý pěšec · d6 černý pěšec · f6 černý jezdec · g6 černý pěšec · c4 bílý pěšec · d4 bílý pěšec · e4 bílý pěšec · f4 bílý pěšec · c3 bílý jezdec · a2 bílý pěšec · b2 bílý pěšec · g2 bílý pěšec · h2 bílý pěšec · a1 bílý věž · c1 bílý střelec · d1 bílý dáma · e1 bílý král · f1 bílý střelec · g1 bílý jezdec · h1 bílý věž | 5 |
| 4 | a8 černý věž · b8 černý jezdec · c8 černý střelec · d8 černý dáma · e8 černý král · h8 černý věž · a7 černý pěšec · b7 černý pěšec · c7 černý pěšec · e7 černý pěšec · f7 černý pěšec · g7 černý střelec · h7 černý pěšec · d6 černý pěšec · f6 černý jezdec · g6 černý pěšec · c4 bílý pěšec · d4 bílý pěšec · e4 bílý pěšec · f4 bílý pěšec · c3 bílý jezdec · a2 bílý pěšec · b2 bílý pěšec · g2 bílý pěšec · h2 bílý pěšec · a1 bílý věž · c1 bílý střelec · d1 bílý dáma · e1 bílý král · f1 bílý střelec · g1 bílý jezdec · h1 bílý věž | a8 černý věž · b8 černý jezdec · c8 černý střelec · d8 černý dáma · e8 černý král · h8 černý věž · a7 černý pěšec · b7 černý pěšec · c7 černý pěšec · e7 černý pěšec · f7 černý pěšec · g7 černý střelec · h7 černý pěšec · d6 černý pěšec · f6 černý jezdec · g6 černý pěšec · c4 bílý pěšec · d4 bílý pěšec · e4 bílý pěšec · f4 bílý pěšec · c3 bílý jezdec · a2 bílý pěšec · b2 bílý pěšec · g2 bílý pěšec · h2 bílý pěšec · a1 bílý věž · c1 bílý střelec · d1 bílý dáma · e1 bílý král · f1 bílý střelec · g1 bílý jezdec · h1 bílý věž | a8 černý věž · b8 černý jezdec · c8 černý střelec · d8 černý dáma · e8 černý král · h8 černý věž · a7 černý pěšec · b7 černý pěšec · c7 černý pěšec · e7 černý pěšec · f7 černý pěšec · g7 černý střelec · h7 černý pěšec · d6 černý pěšec · f6 černý jezdec · g6 černý pěšec · c4 bílý pěšec · d4 bílý pěšec · e4 bílý pěšec · f4 bílý pěšec · c3 bílý jezdec · a2 bílý pěšec · b2 bílý pěšec · g2 bílý pěšec · h2 bílý pěšec · a1 bílý věž · c1 bílý střelec · d1 bílý dáma · e1 bílý král · f1 bílý střelec · g1 bílý jezdec · h1 bílý věž | a8 černý věž · b8 černý jezdec · c8 černý střelec · d8 černý dáma · e8 černý král · h8 černý věž · a7 černý pěšec · b7 černý pěšec · c7 černý pěšec · e7 černý pěšec · f7 černý pěšec · g7 černý střelec · h7 černý pěšec · d6 černý pěšec · f6 černý jezdec · g6 černý pěšec · c4 bílý pěšec · d4 bílý pěšec · e4 bílý pěšec · f4 bílý pěšec · c3 bílý jezdec · a2 bílý pěšec · b2 bílý pěšec · g2 bílý pěšec · h2 bílý pěšec · a1 bílý věž · c1 bílý střelec · d1 bílý dáma · e1 bílý král · f1 bílý střelec · g1 bílý jezdec · h1 bílý věž | a8 černý věž · b8 černý jezdec · c8 černý střelec · d8 černý dáma · e8 černý král · h8 černý věž · a7 černý pěšec · b7 černý pěšec · c7 černý pěšec · e7 černý pěšec · f7 černý pěšec · g7 černý střelec · h7 černý pěšec · d6 černý pěšec · f6 černý jezdec · g6 černý pěšec · c4 bílý pěšec · d4 bílý pěšec · e4 bílý pěšec · f4 bílý pěšec · c3 bílý jezdec · a2 bílý pěšec · b2 bílý pěšec · g2 bílý pěšec · h2 bílý pěšec · a1 bílý věž · c1 bílý střelec · d1 bílý dáma · e1 bílý král · f1 bílý střelec · g1 bílý jezdec · h1 bílý věž | a8 černý věž · b8 černý jezdec · c8 černý střelec · d8 černý dáma · e8 černý král · h8 černý věž · a7 černý pěšec · b7 černý pěšec · c7 černý pěšec · e7 černý pěšec · f7 černý pěšec · g7 černý střelec · h7 černý pěšec · d6 černý pěšec · f6 černý jezdec · g6 černý pěšec · c4 bílý pěšec · d4 bílý pěšec · e4 bílý pěšec · f4 bílý pěšec · c3 bílý jezdec · a2 bílý pěšec · b2 bílý pěšec · g2 bílý pěšec · h2 bílý pěšec · a1 bílý věž · c1 bílý střelec · d1 bílý dáma · e1 bílý král · f1 bílý střelec · g1 bílý jezdec · h1 bílý věž | a8 černý věž · b8 černý jezdec · c8 černý střelec · d8 černý dáma · e8 černý král · h8 černý věž · a7 černý pěšec · b7 černý pěšec · c7 černý pěšec · e7 černý pěšec · f7 černý pěšec · g7 černý střelec · h7 černý pěšec · d6 černý pěšec · f6 černý jezdec · g6 černý pěšec · c4 bílý pěšec · d4 bílý pěšec · e4 bílý pěšec · f4 bílý pěšec · c3 bílý jezdec · a2 bílý pěšec · b2 bílý pěšec · g2 bílý pěšec · h2 bílý pěšec · a1 bílý věž · c1 bílý střelec · d1 bílý dáma · e1 bílý král · f1 bílý střelec · g1 bílý jezdec · h1 bílý věž | a8 černý věž · b8 černý jezdec · c8 černý střelec · d8 černý dáma · e8 černý král · h8 černý věž · a7 černý pěšec · b7 černý pěšec · c7 černý pěšec · e7 černý pěšec · f7 černý pěšec · g7 černý střelec · h7 černý pěšec · d6 černý pěšec · f6 černý jezdec · g6 černý pěšec · c4 bílý pěšec · d4 bílý pěšec · e4 bílý pěšec · f4 bílý pěšec · c3 bílý jezdec · a2 bílý pěšec · b2 bílý pěšec · g2 bílý pěšec · h2 bílý pěšec · a1 bílý věž · c1 bílý střelec · d1 bílý dáma · e1 bílý král · f1 bílý střelec · g1 bílý jezdec · h1 bílý věž | 4 |
| 3 | a8 černý věž · b8 černý jezdec · c8 černý střelec · d8 černý dáma · e8 černý král · h8 černý věž · a7 černý pěšec · b7 černý pěšec · c7 černý pěšec · e7 černý pěšec · f7 černý pěšec · g7 černý střelec · h7 černý pěšec · d6 černý pěšec · f6 černý jezdec · g6 černý pěšec · c4 bílý pěšec · d4 bílý pěšec · e4 bílý pěšec · f4 bílý pěšec · c3 bílý jezdec · a2 bílý pěšec · b2 bílý pěšec · g2 bílý pěšec · h2 bílý pěšec · a1 bílý věž · c1 bílý střelec · d1 bílý dáma · e1 bílý král · f1 bílý střelec · g1 bílý jezdec · h1 bílý věž | a8 černý věž · b8 černý jezdec · c8 černý střelec · d8 černý dáma · e8 černý král · h8 černý věž · a7 černý pěšec · b7 černý pěšec · c7 černý pěšec · e7 černý pěšec · f7 černý pěšec · g7 černý střelec · h7 černý pěšec · d6 černý pěšec · f6 černý jezdec · g6 černý pěšec · c4 bílý pěšec · d4 bílý pěšec · e4 bílý pěšec · f4 bílý pěšec · c3 bílý jezdec · a2 bílý pěšec · b2 bílý pěšec · g2 bílý pěšec · h2 bílý pěšec · a1 bílý věž · c1 bílý střelec · d1 bílý dáma · e1 bílý král · f1 bílý střelec · g1 bílý jezdec · h1 bílý věž | a8 černý věž · b8 černý jezdec · c8 černý střelec · d8 černý dáma · e8 černý král · h8 černý věž · a7 černý pěšec · b7 černý pěšec · c7 černý pěšec · e7 černý pěšec · f7 černý pěšec · g7 černý střelec · h7 černý pěšec · d6 černý pěšec · f6 černý jezdec · g6 černý pěšec · c4 bílý pěšec · d4 bílý pěšec · e4 bílý pěšec · f4 bílý pěšec · c3 bílý jezdec · a2 bílý pěšec · b2 bílý pěšec · g2 bílý pěšec · h2 bílý pěšec · a1 bílý věž · c1 bílý střelec · d1 bílý dáma · e1 bílý král · f1 bílý střelec · g1 bílý jezdec · h1 bílý věž | a8 černý věž · b8 černý jezdec · c8 černý střelec · d8 černý dáma · e8 černý král · h8 černý věž · a7 černý pěšec · b7 černý pěšec · c7 černý pěšec · e7 černý pěšec · f7 černý pěšec · g7 černý střelec · h7 černý pěšec · d6 černý pěšec · f6 černý jezdec · g6 černý pěšec · c4 bílý pěšec · d4 bílý pěšec · e4 bílý pěšec · f4 bílý pěšec · c3 bílý jezdec · a2 bílý pěšec · b2 bílý pěšec · g2 bílý pěšec · h2 bílý pěšec · a1 bílý věž · c1 bílý střelec · d1 bílý dáma · e1 bílý král · f1 bílý střelec · g1 bílý jezdec · h1 bílý věž | a8 černý věž · b8 černý jezdec · c8 černý střelec · d8 černý dáma · e8 černý král · h8 černý věž · a7 černý pěšec · b7 černý pěšec · c7 černý pěšec · e7 černý pěšec · f7 černý pěšec · g7 černý střelec · h7 černý pěšec · d6 černý pěšec · f6 černý jezdec · g6 černý pěšec · c4 bílý pěšec · d4 bílý pěšec · e4 bílý pěšec · f4 bílý pěšec · c3 bílý jezdec · a2 bílý pěšec · b2 bílý pěšec · g2 bílý pěšec · h2 bílý pěšec · a1 bílý věž · c1 bílý střelec · d1 bílý dáma · e1 bílý král · f1 bílý střelec · g1 bílý jezdec · h1 bílý věž | a8 černý věž · b8 černý jezdec · c8 černý střelec · d8 černý dáma · e8 černý král · h8 černý věž · a7 černý pěšec · b7 černý pěšec · c7 černý pěšec · e7 černý pěšec · f7 černý pěšec · g7 černý střelec · h7 černý pěšec · d6 černý pěšec · f6 černý jezdec · g6 černý pěšec · c4 bílý pěšec · d4 bílý pěšec · e4 bílý pěšec · f4 bílý pěšec · c3 bílý jezdec · a2 bílý pěšec · b2 bílý pěšec · g2 bílý pěšec · h2 bílý pěšec · a1 bílý věž · c1 bílý střelec · d1 bílý dáma · e1 bílý král · f1 bílý střelec · g1 bílý jezdec · h1 bílý věž | a8 černý věž · b8 černý jezdec · c8 černý střelec · d8 černý dáma · e8 černý král · h8 černý věž · a7 černý pěšec · b7 černý pěšec · c7 černý pěšec · e7 černý pěšec · f7 černý pěšec · g7 černý střelec · h7 černý pěšec · d6 černý pěšec · f6 černý jezdec · g6 černý pěšec · c4 bílý pěšec · d4 bílý pěšec · e4 bílý pěšec · f4 bílý pěšec · c3 bílý jezdec · a2 bílý pěšec · b2 bílý pěšec · g2 bílý pěšec · h2 bílý pěšec · a1 bílý věž · c1 bílý střelec · d1 bílý dáma · e1 bílý král · f1 bílý střelec · g1 bílý jezdec · h1 bílý věž | a8 černý věž · b8 černý jezdec · c8 černý střelec · d8 černý dáma · e8 černý král · h8 černý věž · a7 černý pěšec · b7 černý pěšec · c7 černý pěšec · e7 černý pěšec · f7 černý pěšec · g7 černý střelec · h7 černý pěšec · d6 černý pěšec · f6 černý jezdec · g6 černý pěšec · c4 bílý pěšec · d4 bílý pěšec · e4 bílý pěšec · f4 bílý pěšec · c3 bílý jezdec · a2 bílý pěšec · b2 bílý pěšec · g2 bílý pěšec · h2 bílý pěšec · a1 bílý věž · c1 bílý střelec · d1 bílý dáma · e1 bílý král · f1 bílý střelec · g1 bílý jezdec · h1 bílý věž | 3 |
| 2 | a8 černý věž · b8 černý jezdec · c8 černý střelec · d8 černý dáma · e8 černý král · h8 černý věž · a7 černý pěšec · b7 černý pěšec · c7 černý pěšec · e7 černý pěšec · f7 černý pěšec · g7 černý střelec · h7 černý pěšec · d6 černý pěšec · f6 černý jezdec · g6 černý pěšec · c4 bílý pěšec · d4 bílý pěšec · e4 bílý pěšec · f4 bílý pěšec · c3 bílý jezdec · a2 bílý pěšec · b2 bílý pěšec · g2 bílý pěšec · h2 bílý pěšec · a1 bílý věž · c1 bílý střelec · d1 bílý dáma · e1 bílý král · f1 bílý střelec · g1 bílý jezdec · h1 bílý věž | a8 černý věž · b8 černý jezdec · c8 černý střelec · d8 černý dáma · e8 černý král · h8 černý věž · a7 černý pěšec · b7 černý pěšec · c7 černý pěšec · e7 černý pěšec · f7 černý pěšec · g7 černý střelec · h7 černý pěšec · d6 černý pěšec · f6 černý jezdec · g6 černý pěšec · c4 bílý pěšec · d4 bílý pěšec · e4 bílý pěšec · f4 bílý pěšec · c3 bílý jezdec · a2 bílý pěšec · b2 bílý pěšec · g2 bílý pěšec · h2 bílý pěšec · a1 bílý věž · c1 bílý střelec · d1 bílý dáma · e1 bílý král · f1 bílý střelec · g1 bílý jezdec · h1 bílý věž | a8 černý věž · b8 černý jezdec · c8 černý střelec · d8 černý dáma · e8 černý král · h8 černý věž · a7 černý pěšec · b7 černý pěšec · c7 černý pěšec · e7 černý pěšec · f7 černý pěšec · g7 černý střelec · h7 černý pěšec · d6 černý pěšec · f6 černý jezdec · g6 černý pěšec · c4 bílý pěšec · d4 bílý pěšec · e4 bílý pěšec · f4 bílý pěšec · c3 bílý jezdec · a2 bílý pěšec · b2 bílý pěšec · g2 bílý pěšec · h2 bílý pěšec · a1 bílý věž · c1 bílý střelec · d1 bílý dáma · e1 bílý král · f1 bílý střelec · g1 bílý jezdec · h1 bílý věž | a8 černý věž · b8 černý jezdec · c8 černý střelec · d8 černý dáma · e8 černý král · h8 černý věž · a7 černý pěšec · b7 černý pěšec · c7 černý pěšec · e7 černý pěšec · f7 černý pěšec · g7 černý střelec · h7 černý pěšec · d6 černý pěšec · f6 černý jezdec · g6 černý pěšec · c4 bílý pěšec · d4 bílý pěšec · e4 bílý pěšec · f4 bílý pěšec · c3 bílý jezdec · a2 bílý pěšec · b2 bílý pěšec · g2 bílý pěšec · h2 bílý pěšec · a1 bílý věž · c1 bílý střelec · d1 bílý dáma · e1 bílý král · f1 bílý střelec · g1 bílý jezdec · h1 bílý věž | a8 černý věž · b8 černý jezdec · c8 černý střelec · d8 černý dáma · e8 černý král · h8 černý věž · a7 černý pěšec · b7 černý pěšec · c7 černý pěšec · e7 černý pěšec · f7 černý pěšec · g7 černý střelec · h7 černý pěšec · d6 černý pěšec · f6 černý jezdec · g6 černý pěšec · c4 bílý pěšec · d4 bílý pěšec · e4 bílý pěšec · f4 bílý pěšec · c3 bílý jezdec · a2 bílý pěšec · b2 bílý pěšec · g2 bílý pěšec · h2 bílý pěšec · a1 bílý věž · c1 bílý střelec · d1 bílý dáma · e1 bílý král · f1 bílý střelec · g1 bílý jezdec · h1 bílý věž | a8 černý věž · b8 černý jezdec · c8 černý střelec · d8 černý dáma · e8 černý král · h8 černý věž · a7 černý pěšec · b7 černý pěšec · c7 černý pěšec · e7 černý pěšec · f7 černý pěšec · g7 černý střelec · h7 černý pěšec · d6 černý pěšec · f6 černý jezdec · g6 černý pěšec · c4 bílý pěšec · d4 bílý pěšec · e4 bílý pěšec · f4 bílý pěšec · c3 bílý jezdec · a2 bílý pěšec · b2 bílý pěšec · g2 bílý pěšec · h2 bílý pěšec · a1 bílý věž · c1 bílý střelec · d1 bílý dáma · e1 bílý král · f1 bílý střelec · g1 bílý jezdec · h1 bílý věž | a8 černý věž · b8 černý jezdec · c8 černý střelec · d8 černý dáma · e8 černý král · h8 černý věž · a7 černý pěšec · b7 černý pěšec · c7 černý pěšec · e7 černý pěšec · f7 černý pěšec · g7 černý střelec · h7 černý pěšec · d6 černý pěšec · f6 černý jezdec · g6 černý pěšec · c4 bílý pěšec · d4 bílý pěšec · e4 bílý pěšec · f4 bílý pěšec · c3 bílý jezdec · a2 bílý pěšec · b2 bílý pěšec · g2 bílý pěšec · h2 bílý pěšec · a1 bílý věž · c1 bílý střelec · d1 bílý dáma · e1 bílý král · f1 bílý střelec · g1 bílý jezdec · h1 bílý věž | a8 černý věž · b8 černý jezdec · c8 černý střelec · d8 černý dáma · e8 černý král · h8 černý věž · a7 černý pěšec · b7 černý pěšec · c7 černý pěšec · e7 černý pěšec · f7 černý pěšec · g7 černý střelec · h7 černý pěšec · d6 černý pěšec · f6 černý jezdec · g6 černý pěšec · c4 bílý pěšec · d4 bílý pěšec · e4 bílý pěšec · f4 bílý pěšec · c3 bílý jezdec · a2 bílý pěšec · b2 bílý pěšec · g2 bílý pěšec · h2 bílý pěšec · a1 bílý věž · c1 bílý střelec · d1 bílý dáma · e1 bílý král · f1 bílý střelec · g1 bílý jezdec · h1 bílý věž | 2 |
| 1 | a8 černý věž · b8 černý jezdec · c8 černý střelec · d8 černý dáma · e8 černý král · h8 černý věž · a7 černý pěšec · b7 černý pěšec · c7 černý pěšec · e7 černý pěšec · f7 černý pěšec · g7 černý střelec · h7 černý pěšec · d6 černý pěšec · f6 černý jezdec · g6 černý pěšec · c4 bílý pěšec · d4 bílý pěšec · e4 bílý pěšec · f4 bílý pěšec · c3 bílý jezdec · a2 bílý pěšec · b2 bílý pěšec · g2 bílý pěšec · h2 bílý pěšec · a1 bílý věž · c1 bílý střelec · d1 bílý dáma · e1 bílý král · f1 bílý střelec · g1 bílý jezdec · h1 bílý věž | a8 černý věž · b8 černý jezdec · c8 černý střelec · d8 černý dáma · e8 černý král · h8 černý věž · a7 černý pěšec · b7 černý pěšec · c7 černý pěšec · e7 černý pěšec · f7 černý pěšec · g7 černý střelec · h7 černý pěšec · d6 černý pěšec · f6 černý jezdec · g6 černý pěšec · c4 bílý pěšec · d4 bílý pěšec · e4 bílý pěšec · f4 bílý pěšec · c3 bílý jezdec · a2 bílý pěšec · b2 bílý pěšec · g2 bílý pěšec · h2 bílý pěšec · a1 bílý věž · c1 bílý střelec · d1 bílý dáma · e1 bílý král · f1 bílý střelec · g1 bílý jezdec · h1 bílý věž | a8 černý věž · b8 černý jezdec · c8 černý střelec · d8 černý dáma · e8 černý král · h8 černý věž · a7 černý pěšec · b7 černý pěšec · c7 černý pěšec · e7 černý pěšec · f7 černý pěšec · g7 černý střelec · h7 černý pěšec · d6 černý pěšec · f6 černý jezdec · g6 černý pěšec · c4 bílý pěšec · d4 bílý pěšec · e4 bílý pěšec · f4 bílý pěšec · c3 bílý jezdec · a2 bílý pěšec · b2 bílý pěšec · g2 bílý pěšec · h2 bílý pěšec · a1 bílý věž · c1 bílý střelec · d1 bílý dáma · e1 bílý král · f1 bílý střelec · g1 bílý jezdec · h1 bílý věž | a8 černý věž · b8 černý jezdec · c8 černý střelec · d8 černý dáma · e8 černý král · h8 černý věž · a7 černý pěšec · b7 černý pěšec · c7 černý pěšec · e7 černý pěšec · f7 černý pěšec · g7 černý střelec · h7 černý pěšec · d6 černý pěšec · f6 černý jezdec · g6 černý pěšec · c4 bílý pěšec · d4 bílý pěšec · e4 bílý pěšec · f4 bílý pěšec · c3 bílý jezdec · a2 bílý pěšec · b2 bílý pěšec · g2 bílý pěšec · h2 bílý pěšec · a1 bílý věž · c1 bílý střelec · d1 bílý dáma · e1 bílý král · f1 bílý střelec · g1 bílý jezdec · h1 bílý věž | a8 černý věž · b8 černý jezdec · c8 černý střelec · d8 černý dáma · e8 černý král · h8 černý věž · a7 černý pěšec · b7 černý pěšec · c7 černý pěšec · e7 černý pěšec · f7 černý pěšec · g7 černý střelec · h7 černý pěšec · d6 černý pěšec · f6 černý jezdec · g6 černý pěšec · c4 bílý pěšec · d4 bílý pěšec · e4 bílý pěšec · f4 bílý pěšec · c3 bílý jezdec · a2 bílý pěšec · b2 bílý pěšec · g2 bílý pěšec · h2 bílý pěšec · a1 bílý věž · c1 bílý střelec · d1 bílý dáma · e1 bílý král · f1 bílý střelec · g1 bílý jezdec · h1 bílý věž | a8 černý věž · b8 černý jezdec · c8 černý střelec · d8 černý dáma · e8 černý král · h8 černý věž · a7 černý pěšec · b7 černý pěšec · c7 černý pěšec · e7 černý pěšec · f7 černý pěšec · g7 černý střelec · h7 černý pěšec · d6 černý pěšec · f6 černý jezdec · g6 černý pěšec · c4 bílý pěšec · d4 bílý pěšec · e4 bílý pěšec · f4 bílý pěšec · c3 bílý jezdec · a2 bílý pěšec · b2 bílý pěšec · g2 bílý pěšec · h2 bílý pěšec · a1 bílý věž · c1 bílý střelec · d1 bílý dáma · e1 bílý král · f1 bílý střelec · g1 bílý jezdec · h1 bílý věž | a8 černý věž · b8 černý jezdec · c8 černý střelec · d8 černý dáma · e8 černý král · h8 černý věž · a7 černý pěšec · b7 černý pěšec · c7 černý pěšec · e7 černý pěšec · f7 černý pěšec · g7 černý střelec · h7 černý pěšec · d6 černý pěšec · f6 černý jezdec · g6 černý pěšec · c4 bílý pěšec · d4 bílý pěšec · e4 bílý pěšec · f4 bílý pěšec · c3 bílý jezdec · a2 bílý pěšec · b2 bílý pěšec · g2 bílý pěšec · h2 bílý pěšec · a1 bílý věž · c1 bílý střelec · d1 bílý dáma · e1 bílý král · f1 bílý střelec · g1 bílý jezdec · h1 bílý věž | a8 černý věž · b8 černý jezdec · c8 černý střelec · d8 černý dáma · e8 černý král · h8 černý věž · a7 černý pěšec · b7 černý pěšec · c7 černý pěšec · e7 černý pěšec · f7 černý pěšec · g7 černý střelec · h7 černý pěšec · d6 černý pěšec · f6 černý jezdec · g6 černý pěšec · c4 bílý pěšec · d4 bílý pěšec · e4 bílý pěšec · f4 bílý pěšec · c3 bílý jezdec · a2 bílý pěšec · b2 bílý pěšec · g2 bílý pěšec · h2 bílý pěšec · a1 bílý věž · c1 bílý střelec · d1 bílý dáma · e1 bílý král · f1 bílý střelec · g1 bílý jezdec · h1 bílý věž | 1 |
|   | a | b | c | d | e | f | g | h |   |

|   | a | b | c | d | e | f | g | h |   |
| 8 | a8 černý věž · b8 černý jezdec · c8 černý střelec · d8 černý dáma · e8 černý král · h8 černý věž · a7 černý pěšec · b7 černý pěšec · c7 černý pěšec · e7 černý pěšec · f7 černý pěšec · g7 černý střelec · h7 černý pěšec · d6 černý pěšec · f6 černý jezdec · g6 černý pěšec · c4 bílý pěšec · d4 bílý pěšec · e4 bílý pěšec · c3 bílý jezdec · f3 bílý pěšec · a2 bílý pěšec · b2 bílý pěšec · g2 bílý pěšec · h2 bílý pěšec · a1 bílý věž · c1 bílý střelec · d1 bílý dáma · e1 bílý král · f1 bílý střelec · g1 bílý jezdec · h1 bílý věž | a8 černý věž · b8 černý jezdec · c8 černý střelec · d8 černý dáma · e8 černý král · h8 černý věž · a7 černý pěšec · b7 černý pěšec · c7 černý pěšec · e7 černý pěšec · f7 černý pěšec · g7 černý střelec · h7 černý pěšec · d6 černý pěšec · f6 černý jezdec · g6 černý pěšec · c4 bílý pěšec · d4 bílý pěšec · e4 bílý pěšec · c3 bílý jezdec · f3 bílý pěšec · a2 bílý pěšec · b2 bílý pěšec · g2 bílý pěšec · h2 bílý pěšec · a1 bílý věž · c1 bílý střelec · d1 bílý dáma · e1 bílý král · f1 bílý střelec · g1 bílý jezdec · h1 bílý věž | a8 černý věž · b8 černý jezdec · c8 černý střelec · d8 černý dáma · e8 černý král · h8 černý věž · a7 černý pěšec · b7 černý pěšec · c7 černý pěšec · e7 černý pěšec · f7 černý pěšec · g7 černý střelec · h7 černý pěšec · d6 černý pěšec · f6 černý jezdec · g6 černý pěšec · c4 bílý pěšec · d4 bílý pěšec · e4 bílý pěšec · c3 bílý jezdec · f3 bílý pěšec · a2 bílý pěšec · b2 bílý pěšec · g2 bílý pěšec · h2 bílý pěšec · a1 bílý věž · c1 bílý střelec · d1 bílý dáma · e1 bílý král · f1 bílý střelec · g1 bílý jezdec · h1 bílý věž | a8 černý věž · b8 černý jezdec · c8 černý střelec · d8 černý dáma · e8 černý král · h8 černý věž · a7 černý pěšec · b7 černý pěšec · c7 černý pěšec · e7 černý pěšec · f7 černý pěšec · g7 černý střelec · h7 černý pěšec · d6 černý pěšec · f6 černý jezdec · g6 černý pěšec · c4 bílý pěšec · d4 bílý pěšec · e4 bílý pěšec · c3 bílý jezdec · f3 bílý pěšec · a2 bílý pěšec · b2 bílý pěšec · g2 bílý pěšec · h2 bílý pěšec · a1 bílý věž · c1 bílý střelec · d1 bílý dáma · e1 bílý král · f1 bílý střelec · g1 bílý jezdec · h1 bílý věž | a8 černý věž · b8 černý jezdec · c8 černý střelec · d8 černý dáma · e8 černý král · h8 černý věž · a7 černý pěšec · b7 černý pěšec · c7 černý pěšec · e7 černý pěšec · f7 černý pěšec · g7 černý střelec · h7 černý pěšec · d6 černý pěšec · f6 černý jezdec · g6 černý pěšec · c4 bílý pěšec · d4 bílý pěšec · e4 bílý pěšec · c3 bílý jezdec · f3 bílý pěšec · a2 bílý pěšec · b2 bílý pěšec · g2 bílý pěšec · h2 bílý pěšec · a1 bílý věž · c1 bílý střelec · d1 bílý dáma · e1 bílý král · f1 bílý střelec · g1 bílý jezdec · h1 bílý věž | a8 černý věž · b8 černý jezdec · c8 černý střelec · d8 černý dáma · e8 černý král · h8 černý věž · a7 černý pěšec · b7 černý pěšec · c7 černý pěšec · e7 černý pěšec · f7 černý pěšec · g7 černý střelec · h7 černý pěšec · d6 černý pěšec · f6 černý jezdec · g6 černý pěšec · c4 bílý pěšec · d4 bílý pěšec · e4 bílý pěšec · c3 bílý jezdec · f3 bílý pěšec · a2 bílý pěšec · b2 bílý pěšec · g2 bílý pěšec · h2 bílý pěšec · a1 bílý věž · c1 bílý střelec · d1 bílý dáma · e1 bílý král · f1 bílý střelec · g1 bílý jezdec · h1 bílý věž | a8 černý věž · b8 černý jezdec · c8 černý střelec · d8 černý dáma · e8 černý král · h8 černý věž · a7 černý pěšec · b7 černý pěšec · c7 černý pěšec · e7 černý pěšec · f7 černý pěšec · g7 černý střelec · h7 černý pěšec · d6 černý pěšec · f6 černý jezdec · g6 černý pěšec · c4 bílý pěšec · d4 bílý pěšec · e4 bílý pěšec · c3 bílý jezdec · f3 bílý pěšec · a2 bílý pěšec · b2 bílý pěšec · g2 bílý pěšec · h2 bílý pěšec · a1 bílý věž · c1 bílý střelec · d1 bílý dáma · e1 bílý král · f1 bílý střelec · g1 bílý jezdec · h1 bílý věž | a8 černý věž · b8 černý jezdec · c8 černý střelec · d8 černý dáma · e8 černý král · h8 černý věž · a7 černý pěšec · b7 černý pěšec · c7 černý pěšec · e7 černý pěšec · f7 černý pěšec · g7 černý střelec · h7 černý pěšec · d6 černý pěšec · f6 černý jezdec · g6 černý pěšec · c4 bílý pěšec · d4 bílý pěšec · e4 bílý pěšec · c3 bílý jezdec · f3 bílý pěšec · a2 bílý pěšec · b2 bílý pěšec · g2 bílý pěšec · h2 bílý pěšec · a1 bílý věž · c1 bílý střelec · d1 bílý dáma · e1 bílý král · f1 bílý střelec · g1 bílý jezdec · h1 bílý věž | 8 |
| 7 | a8 černý věž · b8 černý jezdec · c8 černý střelec · d8 černý dáma · e8 černý král · h8 černý věž · a7 černý pěšec · b7 černý pěšec · c7 černý pěšec · e7 černý pěšec · f7 černý pěšec · g7 černý střelec · h7 černý pěšec · d6 černý pěšec · f6 černý jezdec · g6 černý pěšec · c4 bílý pěšec · d4 bílý pěšec · e4 bílý pěšec · c3 bílý jezdec · f3 bílý pěšec · a2 bílý pěšec · b2 bílý pěšec · g2 bílý pěšec · h2 bílý pěšec · a1 bílý věž · c1 bílý střelec · d1 bílý dáma · e1 bílý král · f1 bílý střelec · g1 bílý jezdec · h1 bílý věž | a8 černý věž · b8 černý jezdec · c8 černý střelec · d8 černý dáma · e8 černý král · h8 černý věž · a7 černý pěšec · b7 černý pěšec · c7 černý pěšec · e7 černý pěšec · f7 černý pěšec · g7 černý střelec · h7 černý pěšec · d6 černý pěšec · f6 černý jezdec · g6 černý pěšec · c4 bílý pěšec · d4 bílý pěšec · e4 bílý pěšec · c3 bílý jezdec · f3 bílý pěšec · a2 bílý pěšec · b2 bílý pěšec · g2 bílý pěšec · h2 bílý pěšec · a1 bílý věž · c1 bílý střelec · d1 bílý dáma · e1 bílý král · f1 bílý střelec · g1 bílý jezdec · h1 bílý věž | a8 černý věž · b8 černý jezdec · c8 černý střelec · d8 černý dáma · e8 černý král · h8 černý věž · a7 černý pěšec · b7 černý pěšec · c7 černý pěšec · e7 černý pěšec · f7 černý pěšec · g7 černý střelec · h7 černý pěšec · d6 černý pěšec · f6 černý jezdec · g6 černý pěšec · c4 bílý pěšec · d4 bílý pěšec · e4 bílý pěšec · c3 bílý jezdec · f3 bílý pěšec · a2 bílý pěšec · b2 bílý pěšec · g2 bílý pěšec · h2 bílý pěšec · a1 bílý věž · c1 bílý střelec · d1 bílý dáma · e1 bílý král · f1 bílý střelec · g1 bílý jezdec · h1 bílý věž | a8 černý věž · b8 černý jezdec · c8 černý střelec · d8 černý dáma · e8 černý král · h8 černý věž · a7 černý pěšec · b7 černý pěšec · c7 černý pěšec · e7 černý pěšec · f7 černý pěšec · g7 černý střelec · h7 černý pěšec · d6 černý pěšec · f6 černý jezdec · g6 černý pěšec · c4 bílý pěšec · d4 bílý pěšec · e4 bílý pěšec · c3 bílý jezdec · f3 bílý pěšec · a2 bílý pěšec · b2 bílý pěšec · g2 bílý pěšec · h2 bílý pěšec · a1 bílý věž · c1 bílý střelec · d1 bílý dáma · e1 bílý král · f1 bílý střelec · g1 bílý jezdec · h1 bílý věž | a8 černý věž · b8 černý jezdec · c8 černý střelec · d8 černý dáma · e8 černý král · h8 černý věž · a7 černý pěšec · b7 černý pěšec · c7 černý pěšec · e7 černý pěšec · f7 černý pěšec · g7 černý střelec · h7 černý pěšec · d6 černý pěšec · f6 černý jezdec · g6 černý pěšec · c4 bílý pěšec · d4 bílý pěšec · e4 bílý pěšec · c3 bílý jezdec · f3 bílý pěšec · a2 bílý pěšec · b2 bílý pěšec · g2 bílý pěšec · h2 bílý pěšec · a1 bílý věž · c1 bílý střelec · d1 bílý dáma · e1 bílý král · f1 bílý střelec · g1 bílý jezdec · h1 bílý věž | a8 černý věž · b8 černý jezdec · c8 černý střelec · d8 černý dáma · e8 černý král · h8 černý věž · a7 černý pěšec · b7 černý pěšec · c7 černý pěšec · e7 černý pěšec · f7 černý pěšec · g7 černý střelec · h7 černý pěšec · d6 černý pěšec · f6 černý jezdec · g6 černý pěšec · c4 bílý pěšec · d4 bílý pěšec · e4 bílý pěšec · c3 bílý jezdec · f3 bílý pěšec · a2 bílý pěšec · b2 bílý pěšec · g2 bílý pěšec · h2 bílý pěšec · a1 bílý věž · c1 bílý střelec · d1 bílý dáma · e1 bílý král · f1 bílý střelec · g1 bílý jezdec · h1 bílý věž | a8 černý věž · b8 černý jezdec · c8 černý střelec · d8 černý dáma · e8 černý král · h8 černý věž · a7 černý pěšec · b7 černý pěšec · c7 černý pěšec · e7 černý pěšec · f7 černý pěšec · g7 černý střelec · h7 černý pěšec · d6 černý pěšec · f6 černý jezdec · g6 černý pěšec · c4 bílý pěšec · d4 bílý pěšec · e4 bílý pěšec · c3 bílý jezdec · f3 bílý pěšec · a2 bílý pěšec · b2 bílý pěšec · g2 bílý pěšec · h2 bílý pěšec · a1 bílý věž · c1 bílý střelec · d1 bílý dáma · e1 bílý král · f1 bílý střelec · g1 bílý jezdec · h1 bílý věž | a8 černý věž · b8 černý jezdec · c8 černý střelec · d8 černý dáma · e8 černý král · h8 černý věž · a7 černý pěšec · b7 černý pěšec · c7 černý pěšec · e7 černý pěšec · f7 černý pěšec · g7 černý střelec · h7 černý pěšec · d6 černý pěšec · f6 černý jezdec · g6 černý pěšec · c4 bílý pěšec · d4 bílý pěšec · e4 bílý pěšec · c3 bílý jezdec · f3 bílý pěšec · a2 bílý pěšec · b2 bílý pěšec · g2 bílý pěšec · h2 bílý pěšec · a1 bílý věž · c1 bílý střelec · d1 bílý dáma · e1 bílý král · f1 bílý střelec · g1 bílý jezdec · h1 bílý věž | 7 |
| 6 | a8 černý věž · b8 černý jezdec · c8 černý střelec · d8 černý dáma · e8 černý král · h8 černý věž · a7 černý pěšec · b7 černý pěšec · c7 černý pěšec · e7 černý pěšec · f7 černý pěšec · g7 černý střelec · h7 černý pěšec · d6 černý pěšec · f6 černý jezdec · g6 černý pěšec · c4 bílý pěšec · d4 bílý pěšec · e4 bílý pěšec · c3 bílý jezdec · f3 bílý pěšec · a2 bílý pěšec · b2 bílý pěšec · g2 bílý pěšec · h2 bílý pěšec · a1 bílý věž · c1 bílý střelec · d1 bílý dáma · e1 bílý král · f1 bílý střelec · g1 bílý jezdec · h1 bílý věž | a8 černý věž · b8 černý jezdec · c8 černý střelec · d8 černý dáma · e8 černý král · h8 černý věž · a7 černý pěšec · b7 černý pěšec · c7 černý pěšec · e7 černý pěšec · f7 černý pěšec · g7 černý střelec · h7 černý pěšec · d6 černý pěšec · f6 černý jezdec · g6 černý pěšec · c4 bílý pěšec · d4 bílý pěšec · e4 bílý pěšec · c3 bílý jezdec · f3 bílý pěšec · a2 bílý pěšec · b2 bílý pěšec · g2 bílý pěšec · h2 bílý pěšec · a1 bílý věž · c1 bílý střelec · d1 bílý dáma · e1 bílý král · f1 bílý střelec · g1 bílý jezdec · h1 bílý věž | a8 černý věž · b8 černý jezdec · c8 černý střelec · d8 černý dáma · e8 černý král · h8 černý věž · a7 černý pěšec · b7 černý pěšec · c7 černý pěšec · e7 černý pěšec · f7 černý pěšec · g7 černý střelec · h7 černý pěšec · d6 černý pěšec · f6 černý jezdec · g6 černý pěšec · c4 bílý pěšec · d4 bílý pěšec · e4 bílý pěšec · c3 bílý jezdec · f3 bílý pěšec · a2 bílý pěšec · b2 bílý pěšec · g2 bílý pěšec · h2 bílý pěšec · a1 bílý věž · c1 bílý střelec · d1 bílý dáma · e1 bílý král · f1 bílý střelec · g1 bílý jezdec · h1 bílý věž | a8 černý věž · b8 černý jezdec · c8 černý střelec · d8 černý dáma · e8 černý král · h8 černý věž · a7 černý pěšec · b7 černý pěšec · c7 černý pěšec · e7 černý pěšec · f7 černý pěšec · g7 černý střelec · h7 černý pěšec · d6 černý pěšec · f6 černý jezdec · g6 černý pěšec · c4 bílý pěšec · d4 bílý pěšec · e4 bílý pěšec · c3 bílý jezdec · f3 bílý pěšec · a2 bílý pěšec · b2 bílý pěšec · g2 bílý pěšec · h2 bílý pěšec · a1 bílý věž · c1 bílý střelec · d1 bílý dáma · e1 bílý král · f1 bílý střelec · g1 bílý jezdec · h1 bílý věž | a8 černý věž · b8 černý jezdec · c8 černý střelec · d8 černý dáma · e8 černý král · h8 černý věž · a7 černý pěšec · b7 černý pěšec · c7 černý pěšec · e7 černý pěšec · f7 černý pěšec · g7 černý střelec · h7 černý pěšec · d6 černý pěšec · f6 černý jezdec · g6 černý pěšec · c4 bílý pěšec · d4 bílý pěšec · e4 bílý pěšec · c3 bílý jezdec · f3 bílý pěšec · a2 bílý pěšec · b2 bílý pěšec · g2 bílý pěšec · h2 bílý pěšec · a1 bílý věž · c1 bílý střelec · d1 bílý dáma · e1 bílý král · f1 bílý střelec · g1 bílý jezdec · h1 bílý věž | a8 černý věž · b8 černý jezdec · c8 černý střelec · d8 černý dáma · e8 černý král · h8 černý věž · a7 černý pěšec · b7 černý pěšec · c7 černý pěšec · e7 černý pěšec · f7 černý pěšec · g7 černý střelec · h7 černý pěšec · d6 černý pěšec · f6 černý jezdec · g6 černý pěšec · c4 bílý pěšec · d4 bílý pěšec · e4 bílý pěšec · c3 bílý jezdec · f3 bílý pěšec · a2 bílý pěšec · b2 bílý pěšec · g2 bílý pěšec · h2 bílý pěšec · a1 bílý věž · c1 bílý střelec · d1 bílý dáma · e1 bílý král · f1 bílý střelec · g1 bílý jezdec · h1 bílý věž | a8 černý věž · b8 černý jezdec · c8 černý střelec · d8 černý dáma · e8 černý král · h8 černý věž · a7 černý pěšec · b7 černý pěšec · c7 černý pěšec · e7 černý pěšec · f7 černý pěšec · g7 černý střelec · h7 černý pěšec · d6 černý pěšec · f6 černý jezdec · g6 černý pěšec · c4 bílý pěšec · d4 bílý pěšec · e4 bílý pěšec · c3 bílý jezdec · f3 bílý pěšec · a2 bílý pěšec · b2 bílý pěšec · g2 bílý pěšec · h2 bílý pěšec · a1 bílý věž · c1 bílý střelec · d1 bílý dáma · e1 bílý král · f1 bílý střelec · g1 bílý jezdec · h1 bílý věž | a8 černý věž · b8 černý jezdec · c8 černý střelec · d8 černý dáma · e8 černý král · h8 černý věž · a7 černý pěšec · b7 černý pěšec · c7 černý pěšec · e7 černý pěšec · f7 černý pěšec · g7 černý střelec · h7 černý pěšec · d6 černý pěšec · f6 černý jezdec · g6 černý pěšec · c4 bílý pěšec · d4 bílý pěšec · e4 bílý pěšec · c3 bílý jezdec · f3 bílý pěšec · a2 bílý pěšec · b2 bílý pěšec · g2 bílý pěšec · h2 bílý pěšec · a1 bílý věž · c1 bílý střelec · d1 bílý dáma · e1 bílý král · f1 bílý střelec · g1 bílý jezdec · h1 bílý věž | 6 |
| 5 | a8 černý věž · b8 černý jezdec · c8 černý střelec · d8 černý dáma · e8 černý král · h8 černý věž · a7 černý pěšec · b7 černý pěšec · c7 černý pěšec · e7 černý pěšec · f7 černý pěšec · g7 černý střelec · h7 černý pěšec · d6 černý pěšec · f6 černý jezdec · g6 černý pěšec · c4 bílý pěšec · d4 bílý pěšec · e4 bílý pěšec · c3 bílý jezdec · f3 bílý pěšec · a2 bílý pěšec · b2 bílý pěšec · g2 bílý pěšec · h2 bílý pěšec · a1 bílý věž · c1 bílý střelec · d1 bílý dáma · e1 bílý král · f1 bílý střelec · g1 bílý jezdec · h1 bílý věž | a8 černý věž · b8 černý jezdec · c8 černý střelec · d8 černý dáma · e8 černý král · h8 černý věž · a7 černý pěšec · b7 černý pěšec · c7 černý pěšec · e7 černý pěšec · f7 černý pěšec · g7 černý střelec · h7 černý pěšec · d6 černý pěšec · f6 černý jezdec · g6 černý pěšec · c4 bílý pěšec · d4 bílý pěšec · e4 bílý pěšec · c3 bílý jezdec · f3 bílý pěšec · a2 bílý pěšec · b2 bílý pěšec · g2 bílý pěšec · h2 bílý pěšec · a1 bílý věž · c1 bílý střelec · d1 bílý dáma · e1 bílý král · f1 bílý střelec · g1 bílý jezdec · h1 bílý věž | a8 černý věž · b8 černý jezdec · c8 černý střelec · d8 černý dáma · e8 černý král · h8 černý věž · a7 černý pěšec · b7 černý pěšec · c7 černý pěšec · e7 černý pěšec · f7 černý pěšec · g7 černý střelec · h7 černý pěšec · d6 černý pěšec · f6 černý jezdec · g6 černý pěšec · c4 bílý pěšec · d4 bílý pěšec · e4 bílý pěšec · c3 bílý jezdec · f3 bílý pěšec · a2 bílý pěšec · b2 bílý pěšec · g2 bílý pěšec · h2 bílý pěšec · a1 bílý věž · c1 bílý střelec · d1 bílý dáma · e1 bílý král · f1 bílý střelec · g1 bílý jezdec · h1 bílý věž | a8 černý věž · b8 černý jezdec · c8 černý střelec · d8 černý dáma · e8 černý král · h8 černý věž · a7 černý pěšec · b7 černý pěšec · c7 černý pěšec · e7 černý pěšec · f7 černý pěšec · g7 černý střelec · h7 černý pěšec · d6 černý pěšec · f6 černý jezdec · g6 černý pěšec · c4 bílý pěšec · d4 bílý pěšec · e4 bílý pěšec · c3 bílý jezdec · f3 bílý pěšec · a2 bílý pěšec · b2 bílý pěšec · g2 bílý pěšec · h2 bílý pěšec · a1 bílý věž · c1 bílý střelec · d1 bílý dáma · e1 bílý král · f1 bílý střelec · g1 bílý jezdec · h1 bílý věž | a8 černý věž · b8 černý jezdec · c8 černý střelec · d8 černý dáma · e8 černý král · h8 černý věž · a7 černý pěšec · b7 černý pěšec · c7 černý pěšec · e7 černý pěšec · f7 černý pěšec · g7 černý střelec · h7 černý pěšec · d6 černý pěšec · f6 černý jezdec · g6 černý pěšec · c4 bílý pěšec · d4 bílý pěšec · e4 bílý pěšec · c3 bílý jezdec · f3 bílý pěšec · a2 bílý pěšec · b2 bílý pěšec · g2 bílý pěšec · h2 bílý pěšec · a1 bílý věž · c1 bílý střelec · d1 bílý dáma · e1 bílý král · f1 bílý střelec · g1 bílý jezdec · h1 bílý věž | a8 černý věž · b8 černý jezdec · c8 černý střelec · d8 černý dáma · e8 černý král · h8 černý věž · a7 černý pěšec · b7 černý pěšec · c7 černý pěšec · e7 černý pěšec · f7 černý pěšec · g7 černý střelec · h7 černý pěšec · d6 černý pěšec · f6 černý jezdec · g6 černý pěšec · c4 bílý pěšec · d4 bílý pěšec · e4 bílý pěšec · c3 bílý jezdec · f3 bílý pěšec · a2 bílý pěšec · b2 bílý pěšec · g2 bílý pěšec · h2 bílý pěšec · a1 bílý věž · c1 bílý střelec · d1 bílý dáma · e1 bílý král · f1 bílý střelec · g1 bílý jezdec · h1 bílý věž | a8 černý věž · b8 černý jezdec · c8 černý střelec · d8 černý dáma · e8 černý král · h8 černý věž · a7 černý pěšec · b7 černý pěšec · c7 černý pěšec · e7 černý pěšec · f7 černý pěšec · g7 černý střelec · h7 černý pěšec · d6 černý pěšec · f6 černý jezdec · g6 černý pěšec · c4 bílý pěšec · d4 bílý pěšec · e4 bílý pěšec · c3 bílý jezdec · f3 bílý pěšec · a2 bílý pěšec · b2 bílý pěšec · g2 bílý pěšec · h2 bílý pěšec · a1 bílý věž · c1 bílý střelec · d1 bílý dáma · e1 bílý král · f1 bílý střelec · g1 bílý jezdec · h1 bílý věž | a8 černý věž · b8 černý jezdec · c8 černý střelec · d8 černý dáma · e8 černý král · h8 černý věž · a7 černý pěšec · b7 černý pěšec · c7 černý pěšec · e7 černý pěšec · f7 černý pěšec · g7 černý střelec · h7 černý pěšec · d6 černý pěšec · f6 černý jezdec · g6 černý pěšec · c4 bílý pěšec · d4 bílý pěšec · e4 bílý pěšec · c3 bílý jezdec · f3 bílý pěšec · a2 bílý pěšec · b2 bílý pěšec · g2 bílý pěšec · h2 bílý pěšec · a1 bílý věž · c1 bílý střelec · d1 bílý dáma · e1 bílý král · f1 bílý střelec · g1 bílý jezdec · h1 bílý věž | 5 |
| 4 | a8 černý věž · b8 černý jezdec · c8 černý střelec · d8 černý dáma · e8 černý král · h8 černý věž · a7 černý pěšec · b7 černý pěšec · c7 černý pěšec · e7 černý pěšec · f7 černý pěšec · g7 černý střelec · h7 černý pěšec · d6 černý pěšec · f6 černý jezdec · g6 černý pěšec · c4 bílý pěšec · d4 bílý pěšec · e4 bílý pěšec · c3 bílý jezdec · f3 bílý pěšec · a2 bílý pěšec · b2 bílý pěšec · g2 bílý pěšec · h2 bílý pěšec · a1 bílý věž · c1 bílý střelec · d1 bílý dáma · e1 bílý král · f1 bílý střelec · g1 bílý jezdec · h1 bílý věž | a8 černý věž · b8 černý jezdec · c8 černý střelec · d8 černý dáma · e8 černý král · h8 černý věž · a7 černý pěšec · b7 černý pěšec · c7 černý pěšec · e7 černý pěšec · f7 černý pěšec · g7 černý střelec · h7 černý pěšec · d6 černý pěšec · f6 černý jezdec · g6 černý pěšec · c4 bílý pěšec · d4 bílý pěšec · e4 bílý pěšec · c3 bílý jezdec · f3 bílý pěšec · a2 bílý pěšec · b2 bílý pěšec · g2 bílý pěšec · h2 bílý pěšec · a1 bílý věž · c1 bílý střelec · d1 bílý dáma · e1 bílý král · f1 bílý střelec · g1 bílý jezdec · h1 bílý věž | a8 černý věž · b8 černý jezdec · c8 černý střelec · d8 černý dáma · e8 černý král · h8 černý věž · a7 černý pěšec · b7 černý pěšec · c7 černý pěšec · e7 černý pěšec · f7 černý pěšec · g7 černý střelec · h7 černý pěšec · d6 černý pěšec · f6 černý jezdec · g6 černý pěšec · c4 bílý pěšec · d4 bílý pěšec · e4 bílý pěšec · c3 bílý jezdec · f3 bílý pěšec · a2 bílý pěšec · b2 bílý pěšec · g2 bílý pěšec · h2 bílý pěšec · a1 bílý věž · c1 bílý střelec · d1 bílý dáma · e1 bílý král · f1 bílý střelec · g1 bílý jezdec · h1 bílý věž | a8 černý věž · b8 černý jezdec · c8 černý střelec · d8 černý dáma · e8 černý král · h8 černý věž · a7 černý pěšec · b7 černý pěšec · c7 černý pěšec · e7 černý pěšec · f7 černý pěšec · g7 černý střelec · h7 černý pěšec · d6 černý pěšec · f6 černý jezdec · g6 černý pěšec · c4 bílý pěšec · d4 bílý pěšec · e4 bílý pěšec · c3 bílý jezdec · f3 bílý pěšec · a2 bílý pěšec · b2 bílý pěšec · g2 bílý pěšec · h2 bílý pěšec · a1 bílý věž · c1 bílý střelec · d1 bílý dáma · e1 bílý král · f1 bílý střelec · g1 bílý jezdec · h1 bílý věž | a8 černý věž · b8 černý jezdec · c8 černý střelec · d8 černý dáma · e8 černý král · h8 černý věž · a7 černý pěšec · b7 černý pěšec · c7 černý pěšec · e7 černý pěšec · f7 černý pěšec · g7 černý střelec · h7 černý pěšec · d6 černý pěšec · f6 černý jezdec · g6 černý pěšec · c4 bílý pěšec · d4 bílý pěšec · e4 bílý pěšec · c3 bílý jezdec · f3 bílý pěšec · a2 bílý pěšec · b2 bílý pěšec · g2 bílý pěšec · h2 bílý pěšec · a1 bílý věž · c1 bílý střelec · d1 bílý dáma · e1 bílý král · f1 bílý střelec · g1 bílý jezdec · h1 bílý věž | a8 černý věž · b8 černý jezdec · c8 černý střelec · d8 černý dáma · e8 černý král · h8 černý věž · a7 černý pěšec · b7 černý pěšec · c7 černý pěšec · e7 černý pěšec · f7 černý pěšec · g7 černý střelec · h7 černý pěšec · d6 černý pěšec · f6 černý jezdec · g6 černý pěšec · c4 bílý pěšec · d4 bílý pěšec · e4 bílý pěšec · c3 bílý jezdec · f3 bílý pěšec · a2 bílý pěšec · b2 bílý pěšec · g2 bílý pěšec · h2 bílý pěšec · a1 bílý věž · c1 bílý střelec · d1 bílý dáma · e1 bílý král · f1 bílý střelec · g1 bílý jezdec · h1 bílý věž | a8 černý věž · b8 černý jezdec · c8 černý střelec · d8 černý dáma · e8 černý král · h8 černý věž · a7 černý pěšec · b7 černý pěšec · c7 černý pěšec · e7 černý pěšec · f7 černý pěšec · g7 černý střelec · h7 černý pěšec · d6 černý pěšec · f6 černý jezdec · g6 černý pěšec · c4 bílý pěšec · d4 bílý pěšec · e4 bílý pěšec · c3 bílý jezdec · f3 bílý pěšec · a2 bílý pěšec · b2 bílý pěšec · g2 bílý pěšec · h2 bílý pěšec · a1 bílý věž · c1 bílý střelec · d1 bílý dáma · e1 bílý král · f1 bílý střelec · g1 bílý jezdec · h1 bílý věž | a8 černý věž · b8 černý jezdec · c8 černý střelec · d8 černý dáma · e8 černý král · h8 černý věž · a7 černý pěšec · b7 černý pěšec · c7 černý pěšec · e7 černý pěšec · f7 černý pěšec · g7 černý střelec · h7 černý pěšec · d6 černý pěšec · f6 černý jezdec · g6 černý pěšec · c4 bílý pěšec · d4 bílý pěšec · e4 bílý pěšec · c3 bílý jezdec · f3 bílý pěšec · a2 bílý pěšec · b2 bílý pěšec · g2 bílý pěšec · h2 bílý pěšec · a1 bílý věž · c1 bílý střelec · d1 bílý dáma · e1 bílý král · f1 bílý střelec · g1 bílý jezdec · h1 bílý věž | 4 |
| 3 | a8 černý věž · b8 černý jezdec · c8 černý střelec · d8 černý dáma · e8 černý král · h8 černý věž · a7 černý pěšec · b7 černý pěšec · c7 černý pěšec · e7 černý pěšec · f7 černý pěšec · g7 černý střelec · h7 černý pěšec · d6 černý pěšec · f6 černý jezdec · g6 černý pěšec · c4 bílý pěšec · d4 bílý pěšec · e4 bílý pěšec · c3 bílý jezdec · f3 bílý pěšec · a2 bílý pěšec · b2 bílý pěšec · g2 bílý pěšec · h2 bílý pěšec · a1 bílý věž · c1 bílý střelec · d1 bílý dáma · e1 bílý král · f1 bílý střelec · g1 bílý jezdec · h1 bílý věž | a8 černý věž · b8 černý jezdec · c8 černý střelec · d8 černý dáma · e8 černý král · h8 černý věž · a7 černý pěšec · b7 černý pěšec · c7 černý pěšec · e7 černý pěšec · f7 černý pěšec · g7 černý střelec · h7 černý pěšec · d6 černý pěšec · f6 černý jezdec · g6 černý pěšec · c4 bílý pěšec · d4 bílý pěšec · e4 bílý pěšec · c3 bílý jezdec · f3 bílý pěšec · a2 bílý pěšec · b2 bílý pěšec · g2 bílý pěšec · h2 bílý pěšec · a1 bílý věž · c1 bílý střelec · d1 bílý dáma · e1 bílý král · f1 bílý střelec · g1 bílý jezdec · h1 bílý věž | a8 černý věž · b8 černý jezdec · c8 černý střelec · d8 černý dáma · e8 černý král · h8 černý věž · a7 černý pěšec · b7 černý pěšec · c7 černý pěšec · e7 černý pěšec · f7 černý pěšec · g7 černý střelec · h7 černý pěšec · d6 černý pěšec · f6 černý jezdec · g6 černý pěšec · c4 bílý pěšec · d4 bílý pěšec · e4 bílý pěšec · c3 bílý jezdec · f3 bílý pěšec · a2 bílý pěšec · b2 bílý pěšec · g2 bílý pěšec · h2 bílý pěšec · a1 bílý věž · c1 bílý střelec · d1 bílý dáma · e1 bílý král · f1 bílý střelec · g1 bílý jezdec · h1 bílý věž | a8 černý věž · b8 černý jezdec · c8 černý střelec · d8 černý dáma · e8 černý král · h8 černý věž · a7 černý pěšec · b7 černý pěšec · c7 černý pěšec · e7 černý pěšec · f7 černý pěšec · g7 černý střelec · h7 černý pěšec · d6 černý pěšec · f6 černý jezdec · g6 černý pěšec · c4 bílý pěšec · d4 bílý pěšec · e4 bílý pěšec · c3 bílý jezdec · f3 bílý pěšec · a2 bílý pěšec · b2 bílý pěšec · g2 bílý pěšec · h2 bílý pěšec · a1 bílý věž · c1 bílý střelec · d1 bílý dáma · e1 bílý král · f1 bílý střelec · g1 bílý jezdec · h1 bílý věž | a8 černý věž · b8 černý jezdec · c8 černý střelec · d8 černý dáma · e8 černý král · h8 černý věž · a7 černý pěšec · b7 černý pěšec · c7 černý pěšec · e7 černý pěšec · f7 černý pěšec · g7 černý střelec · h7 černý pěšec · d6 černý pěšec · f6 černý jezdec · g6 černý pěšec · c4 bílý pěšec · d4 bílý pěšec · e4 bílý pěšec · c3 bílý jezdec · f3 bílý pěšec · a2 bílý pěšec · b2 bílý pěšec · g2 bílý pěšec · h2 bílý pěšec · a1 bílý věž · c1 bílý střelec · d1 bílý dáma · e1 bílý král · f1 bílý střelec · g1 bílý jezdec · h1 bílý věž | a8 černý věž · b8 černý jezdec · c8 černý střelec · d8 černý dáma · e8 černý král · h8 černý věž · a7 černý pěšec · b7 černý pěšec · c7 černý pěšec · e7 černý pěšec · f7 černý pěšec · g7 černý střelec · h7 černý pěšec · d6 černý pěšec · f6 černý jezdec · g6 černý pěšec · c4 bílý pěšec · d4 bílý pěšec · e4 bílý pěšec · c3 bílý jezdec · f3 bílý pěšec · a2 bílý pěšec · b2 bílý pěšec · g2 bílý pěšec · h2 bílý pěšec · a1 bílý věž · c1 bílý střelec · d1 bílý dáma · e1 bílý král · f1 bílý střelec · g1 bílý jezdec · h1 bílý věž | a8 černý věž · b8 černý jezdec · c8 černý střelec · d8 černý dáma · e8 černý král · h8 černý věž · a7 černý pěšec · b7 černý pěšec · c7 černý pěšec · e7 černý pěšec · f7 černý pěšec · g7 černý střelec · h7 černý pěšec · d6 černý pěšec · f6 černý jezdec · g6 černý pěšec · c4 bílý pěšec · d4 bílý pěšec · e4 bílý pěšec · c3 bílý jezdec · f3 bílý pěšec · a2 bílý pěšec · b2 bílý pěšec · g2 bílý pěšec · h2 bílý pěšec · a1 bílý věž · c1 bílý střelec · d1 bílý dáma · e1 bílý král · f1 bílý střelec · g1 bílý jezdec · h1 bílý věž | a8 černý věž · b8 černý jezdec · c8 černý střelec · d8 černý dáma · e8 černý král · h8 černý věž · a7 černý pěšec · b7 černý pěšec · c7 černý pěšec · e7 černý pěšec · f7 černý pěšec · g7 černý střelec · h7 černý pěšec · d6 černý pěšec · f6 černý jezdec · g6 černý pěšec · c4 bílý pěšec · d4 bílý pěšec · e4 bílý pěšec · c3 bílý jezdec · f3 bílý pěšec · a2 bílý pěšec · b2 bílý pěšec · g2 bílý pěšec · h2 bílý pěšec · a1 bílý věž · c1 bílý střelec · d1 bílý dáma · e1 bílý král · f1 bílý střelec · g1 bílý jezdec · h1 bílý věž | 3 |
| 2 | a8 černý věž · b8 černý jezdec · c8 černý střelec · d8 černý dáma · e8 černý král · h8 černý věž · a7 černý pěšec · b7 černý pěšec · c7 černý pěšec · e7 černý pěšec · f7 černý pěšec · g7 černý střelec · h7 černý pěšec · d6 černý pěšec · f6 černý jezdec · g6 černý pěšec · c4 bílý pěšec · d4 bílý pěšec · e4 bílý pěšec · c3 bílý jezdec · f3 bílý pěšec · a2 bílý pěšec · b2 bílý pěšec · g2 bílý pěšec · h2 bílý pěšec · a1 bílý věž · c1 bílý střelec · d1 bílý dáma · e1 bílý král · f1 bílý střelec · g1 bílý jezdec · h1 bílý věž | a8 černý věž · b8 černý jezdec · c8 černý střelec · d8 černý dáma · e8 černý král · h8 černý věž · a7 černý pěšec · b7 černý pěšec · c7 černý pěšec · e7 černý pěšec · f7 černý pěšec · g7 černý střelec · h7 černý pěšec · d6 černý pěšec · f6 černý jezdec · g6 černý pěšec · c4 bílý pěšec · d4 bílý pěšec · e4 bílý pěšec · c3 bílý jezdec · f3 bílý pěšec · a2 bílý pěšec · b2 bílý pěšec · g2 bílý pěšec · h2 bílý pěšec · a1 bílý věž · c1 bílý střelec · d1 bílý dáma · e1 bílý král · f1 bílý střelec · g1 bílý jezdec · h1 bílý věž | a8 černý věž · b8 černý jezdec · c8 černý střelec · d8 černý dáma · e8 černý král · h8 černý věž · a7 černý pěšec · b7 černý pěšec · c7 černý pěšec · e7 černý pěšec · f7 černý pěšec · g7 černý střelec · h7 černý pěšec · d6 černý pěšec · f6 černý jezdec · g6 černý pěšec · c4 bílý pěšec · d4 bílý pěšec · e4 bílý pěšec · c3 bílý jezdec · f3 bílý pěšec · a2 bílý pěšec · b2 bílý pěšec · g2 bílý pěšec · h2 bílý pěšec · a1 bílý věž · c1 bílý střelec · d1 bílý dáma · e1 bílý král · f1 bílý střelec · g1 bílý jezdec · h1 bílý věž | a8 černý věž · b8 černý jezdec · c8 černý střelec · d8 černý dáma · e8 černý král · h8 černý věž · a7 černý pěšec · b7 černý pěšec · c7 černý pěšec · e7 černý pěšec · f7 černý pěšec · g7 černý střelec · h7 černý pěšec · d6 černý pěšec · f6 černý jezdec · g6 černý pěšec · c4 bílý pěšec · d4 bílý pěšec · e4 bílý pěšec · c3 bílý jezdec · f3 bílý pěšec · a2 bílý pěšec · b2 bílý pěšec · g2 bílý pěšec · h2 bílý pěšec · a1 bílý věž · c1 bílý střelec · d1 bílý dáma · e1 bílý král · f1 bílý střelec · g1 bílý jezdec · h1 bílý věž | a8 černý věž · b8 černý jezdec · c8 černý střelec · d8 černý dáma · e8 černý král · h8 černý věž · a7 černý pěšec · b7 černý pěšec · c7 černý pěšec · e7 černý pěšec · f7 černý pěšec · g7 černý střelec · h7 černý pěšec · d6 černý pěšec · f6 černý jezdec · g6 černý pěšec · c4 bílý pěšec · d4 bílý pěšec · e4 bílý pěšec · c3 bílý jezdec · f3 bílý pěšec · a2 bílý pěšec · b2 bílý pěšec · g2 bílý pěšec · h2 bílý pěšec · a1 bílý věž · c1 bílý střelec · d1 bílý dáma · e1 bílý král · f1 bílý střelec · g1 bílý jezdec · h1 bílý věž | a8 černý věž · b8 černý jezdec · c8 černý střelec · d8 černý dáma · e8 černý král · h8 černý věž · a7 černý pěšec · b7 černý pěšec · c7 černý pěšec · e7 černý pěšec · f7 černý pěšec · g7 černý střelec · h7 černý pěšec · d6 černý pěšec · f6 černý jezdec · g6 černý pěšec · c4 bílý pěšec · d4 bílý pěšec · e4 bílý pěšec · c3 bílý jezdec · f3 bílý pěšec · a2 bílý pěšec · b2 bílý pěšec · g2 bílý pěšec · h2 bílý pěšec · a1 bílý věž · c1 bílý střelec · d1 bílý dáma · e1 bílý král · f1 bílý střelec · g1 bílý jezdec · h1 bílý věž | a8 černý věž · b8 černý jezdec · c8 černý střelec · d8 černý dáma · e8 černý král · h8 černý věž · a7 černý pěšec · b7 černý pěšec · c7 černý pěšec · e7 černý pěšec · f7 černý pěšec · g7 černý střelec · h7 černý pěšec · d6 černý pěšec · f6 černý jezdec · g6 černý pěšec · c4 bílý pěšec · d4 bílý pěšec · e4 bílý pěšec · c3 bílý jezdec · f3 bílý pěšec · a2 bílý pěšec · b2 bílý pěšec · g2 bílý pěšec · h2 bílý pěšec · a1 bílý věž · c1 bílý střelec · d1 bílý dáma · e1 bílý král · f1 bílý střelec · g1 bílý jezdec · h1 bílý věž | a8 černý věž · b8 černý jezdec · c8 černý střelec · d8 černý dáma · e8 černý král · h8 černý věž · a7 černý pěšec · b7 černý pěšec · c7 černý pěšec · e7 černý pěšec · f7 černý pěšec · g7 černý střelec · h7 černý pěšec · d6 černý pěšec · f6 černý jezdec · g6 černý pěšec · c4 bílý pěšec · d4 bílý pěšec · e4 bílý pěšec · c3 bílý jezdec · f3 bílý pěšec · a2 bílý pěšec · b2 bílý pěšec · g2 bílý pěšec · h2 bílý pěšec · a1 bílý věž · c1 bílý střelec · d1 bílý dáma · e1 bílý král · f1 bílý střelec · g1 bílý jezdec · h1 bílý věž | 2 |
| 1 | a8 černý věž · b8 černý jezdec · c8 černý střelec · d8 černý dáma · e8 černý král · h8 černý věž · a7 černý pěšec · b7 černý pěšec · c7 černý pěšec · e7 černý pěšec · f7 černý pěšec · g7 černý střelec · h7 černý pěšec · d6 černý pěšec · f6 černý jezdec · g6 černý pěšec · c4 bílý pěšec · d4 bílý pěšec · e4 bílý pěšec · c3 bílý jezdec · f3 bílý pěšec · a2 bílý pěšec · b2 bílý pěšec · g2 bílý pěšec · h2 bílý pěšec · a1 bílý věž · c1 bílý střelec · d1 bílý dáma · e1 bílý král · f1 bílý střelec · g1 bílý jezdec · h1 bílý věž | a8 černý věž · b8 černý jezdec · c8 černý střelec · d8 černý dáma · e8 černý král · h8 černý věž · a7 černý pěšec · b7 černý pěšec · c7 černý pěšec · e7 černý pěšec · f7 černý pěšec · g7 černý střelec · h7 černý pěšec · d6 černý pěšec · f6 černý jezdec · g6 černý pěšec · c4 bílý pěšec · d4 bílý pěšec · e4 bílý pěšec · c3 bílý jezdec · f3 bílý pěšec · a2 bílý pěšec · b2 bílý pěšec · g2 bílý pěšec · h2 bílý pěšec · a1 bílý věž · c1 bílý střelec · d1 bílý dáma · e1 bílý král · f1 bílý střelec · g1 bílý jezdec · h1 bílý věž | a8 černý věž · b8 černý jezdec · c8 černý střelec · d8 černý dáma · e8 černý král · h8 černý věž · a7 černý pěšec · b7 černý pěšec · c7 černý pěšec · e7 černý pěšec · f7 černý pěšec · g7 černý střelec · h7 černý pěšec · d6 černý pěšec · f6 černý jezdec · g6 černý pěšec · c4 bílý pěšec · d4 bílý pěšec · e4 bílý pěšec · c3 bílý jezdec · f3 bílý pěšec · a2 bílý pěšec · b2 bílý pěšec · g2 bílý pěšec · h2 bílý pěšec · a1 bílý věž · c1 bílý střelec · d1 bílý dáma · e1 bílý král · f1 bílý střelec · g1 bílý jezdec · h1 bílý věž | a8 černý věž · b8 černý jezdec · c8 černý střelec · d8 černý dáma · e8 černý král · h8 černý věž · a7 černý pěšec · b7 černý pěšec · c7 černý pěšec · e7 černý pěšec · f7 černý pěšec · g7 černý střelec · h7 černý pěšec · d6 černý pěšec · f6 černý jezdec · g6 černý pěšec · c4 bílý pěšec · d4 bílý pěšec · e4 bílý pěšec · c3 bílý jezdec · f3 bílý pěšec · a2 bílý pěšec · b2 bílý pěšec · g2 bílý pěšec · h2 bílý pěšec · a1 bílý věž · c1 bílý střelec · d1 bílý dáma · e1 bílý král · f1 bílý střelec · g1 bílý jezdec · h1 bílý věž | a8 černý věž · b8 černý jezdec · c8 černý střelec · d8 černý dáma · e8 černý král · h8 černý věž · a7 černý pěšec · b7 černý pěšec · c7 černý pěšec · e7 černý pěšec · f7 černý pěšec · g7 černý střelec · h7 černý pěšec · d6 černý pěšec · f6 černý jezdec · g6 černý pěšec · c4 bílý pěšec · d4 bílý pěšec · e4 bílý pěšec · c3 bílý jezdec · f3 bílý pěšec · a2 bílý pěšec · b2 bílý pěšec · g2 bílý pěšec · h2 bílý pěšec · a1 bílý věž · c1 bílý střelec · d1 bílý dáma · e1 bílý král · f1 bílý střelec · g1 bílý jezdec · h1 bílý věž | a8 černý věž · b8 černý jezdec · c8 černý střelec · d8 černý dáma · e8 černý král · h8 černý věž · a7 černý pěšec · b7 černý pěšec · c7 černý pěšec · e7 černý pěšec · f7 černý pěšec · g7 černý střelec · h7 černý pěšec · d6 černý pěšec · f6 černý jezdec · g6 černý pěšec · c4 bílý pěšec · d4 bílý pěšec · e4 bílý pěšec · c3 bílý jezdec · f3 bílý pěšec · a2 bílý pěšec · b2 bílý pěšec · g2 bílý pěšec · h2 bílý pěšec · a1 bílý věž · c1 bílý střelec · d1 bílý dáma · e1 bílý král · f1 bílý střelec · g1 bílý jezdec · h1 bílý věž | a8 černý věž · b8 černý jezdec · c8 černý střelec · d8 černý dáma · e8 černý král · h8 černý věž · a7 černý pěšec · b7 černý pěšec · c7 černý pěšec · e7 černý pěšec · f7 černý pěšec · g7 černý střelec · h7 černý pěšec · d6 černý pěšec · f6 černý jezdec · g6 černý pěšec · c4 bílý pěšec · d4 bílý pěšec · e4 bílý pěšec · c3 bílý jezdec · f3 bílý pěšec · a2 bílý pěšec · b2 bílý pěšec · g2 bílý pěšec · h2 bílý pěšec · a1 bílý věž · c1 bílý střelec · d1 bílý dáma · e1 bílý král · f1 bílý střelec · g1 bílý jezdec · h1 bílý věž | a8 černý věž · b8 černý jezdec · c8 černý střelec · d8 černý dáma · e8 černý král · h8 černý věž · a7 černý pěšec · b7 černý pěšec · c7 černý pěšec · e7 černý pěšec · f7 černý pěšec · g7 černý střelec · h7 černý pěšec · d6 černý pěšec · f6 černý jezdec · g6 černý pěšec · c4 bílý pěšec · d4 bílý pěšec · e4 bílý pěšec · c3 bílý jezdec · f3 bílý pěšec · a2 bílý pěšec · b2 bílý pěšec · g2 bílý pěšec · h2 bílý pěšec · a1 bílý věž · c1 bílý střelec · d1 bílý dáma · e1 bílý král · f1 bílý střelec · g1 bílý jezdec · h1 bílý věž | 1 |
|   | a | b | c | d | e | f | g | h |   |

|   | a | b | c | d | e | f | g | h |   |
| 8 | a8 černý věž · b8 černý jezdec · c8 černý střelec · d8 černý dáma · f8 černý věž · g8 černý král · a7 černý pěšec · b7 černý pěšec · c7 černý pěšec · e7 černý pěšec · f7 černý pěšec · g7 černý střelec · h7 černý pěšec · d6 černý pěšec · f6 černý jezdec · g6 černý pěšec · c4 bílý pěšec · d4 bílý pěšec · e4 bílý pěšec · c3 bílý jezdec · f3 bílý jezdec · a2 bílý pěšec · b2 bílý pěšec · e2 bílý střelec · f2 bílý pěšec · g2 bílý pěšec · h2 bílý pěšec · a1 bílý věž · c1 bílý střelec · d1 bílý dáma · e1 bílý král · h1 bílý věž | a8 černý věž · b8 černý jezdec · c8 černý střelec · d8 černý dáma · f8 černý věž · g8 černý král · a7 černý pěšec · b7 černý pěšec · c7 černý pěšec · e7 černý pěšec · f7 černý pěšec · g7 černý střelec · h7 černý pěšec · d6 černý pěšec · f6 černý jezdec · g6 černý pěšec · c4 bílý pěšec · d4 bílý pěšec · e4 bílý pěšec · c3 bílý jezdec · f3 bílý jezdec · a2 bílý pěšec · b2 bílý pěšec · e2 bílý střelec · f2 bílý pěšec · g2 bílý pěšec · h2 bílý pěšec · a1 bílý věž · c1 bílý střelec · d1 bílý dáma · e1 bílý král · h1 bílý věž | a8 černý věž · b8 černý jezdec · c8 černý střelec · d8 černý dáma · f8 černý věž · g8 černý král · a7 černý pěšec · b7 černý pěšec · c7 černý pěšec · e7 černý pěšec · f7 černý pěšec · g7 černý střelec · h7 černý pěšec · d6 černý pěšec · f6 černý jezdec · g6 černý pěšec · c4 bílý pěšec · d4 bílý pěšec · e4 bílý pěšec · c3 bílý jezdec · f3 bílý jezdec · a2 bílý pěšec · b2 bílý pěšec · e2 bílý střelec · f2 bílý pěšec · g2 bílý pěšec · h2 bílý pěšec · a1 bílý věž · c1 bílý střelec · d1 bílý dáma · e1 bílý král · h1 bílý věž | a8 černý věž · b8 černý jezdec · c8 černý střelec · d8 černý dáma · f8 černý věž · g8 černý král · a7 černý pěšec · b7 černý pěšec · c7 černý pěšec · e7 černý pěšec · f7 černý pěšec · g7 černý střelec · h7 černý pěšec · d6 černý pěšec · f6 černý jezdec · g6 černý pěšec · c4 bílý pěšec · d4 bílý pěšec · e4 bílý pěšec · c3 bílý jezdec · f3 bílý jezdec · a2 bílý pěšec · b2 bílý pěšec · e2 bílý střelec · f2 bílý pěšec · g2 bílý pěšec · h2 bílý pěšec · a1 bílý věž · c1 bílý střelec · d1 bílý dáma · e1 bílý král · h1 bílý věž | a8 černý věž · b8 černý jezdec · c8 černý střelec · d8 černý dáma · f8 černý věž · g8 černý král · a7 černý pěšec · b7 černý pěšec · c7 černý pěšec · e7 černý pěšec · f7 černý pěšec · g7 černý střelec · h7 černý pěšec · d6 černý pěšec · f6 černý jezdec · g6 černý pěšec · c4 bílý pěšec · d4 bílý pěšec · e4 bílý pěšec · c3 bílý jezdec · f3 bílý jezdec · a2 bílý pěšec · b2 bílý pěšec · e2 bílý střelec · f2 bílý pěšec · g2 bílý pěšec · h2 bílý pěšec · a1 bílý věž · c1 bílý střelec · d1 bílý dáma · e1 bílý král · h1 bílý věž | a8 černý věž · b8 černý jezdec · c8 černý střelec · d8 černý dáma · f8 černý věž · g8 černý král · a7 černý pěšec · b7 černý pěšec · c7 černý pěšec · e7 černý pěšec · f7 černý pěšec · g7 černý střelec · h7 černý pěšec · d6 černý pěšec · f6 černý jezdec · g6 černý pěšec · c4 bílý pěšec · d4 bílý pěšec · e4 bílý pěšec · c3 bílý jezdec · f3 bílý jezdec · a2 bílý pěšec · b2 bílý pěšec · e2 bílý střelec · f2 bílý pěšec · g2 bílý pěšec · h2 bílý pěšec · a1 bílý věž · c1 bílý střelec · d1 bílý dáma · e1 bílý král · h1 bílý věž | a8 černý věž · b8 černý jezdec · c8 černý střelec · d8 černý dáma · f8 černý věž · g8 černý král · a7 černý pěšec · b7 černý pěšec · c7 černý pěšec · e7 černý pěšec · f7 černý pěšec · g7 černý střelec · h7 černý pěšec · d6 černý pěšec · f6 černý jezdec · g6 černý pěšec · c4 bílý pěšec · d4 bílý pěšec · e4 bílý pěšec · c3 bílý jezdec · f3 bílý jezdec · a2 bílý pěšec · b2 bílý pěšec · e2 bílý střelec · f2 bílý pěšec · g2 bílý pěšec · h2 bílý pěšec · a1 bílý věž · c1 bílý střelec · d1 bílý dáma · e1 bílý král · h1 bílý věž | a8 černý věž · b8 černý jezdec · c8 černý střelec · d8 černý dáma · f8 černý věž · g8 černý král · a7 černý pěšec · b7 černý pěšec · c7 černý pěšec · e7 černý pěšec · f7 černý pěšec · g7 černý střelec · h7 černý pěšec · d6 černý pěšec · f6 černý jezdec · g6 černý pěšec · c4 bílý pěšec · d4 bílý pěšec · e4 bílý pěšec · c3 bílý jezdec · f3 bílý jezdec · a2 bílý pěšec · b2 bílý pěšec · e2 bílý střelec · f2 bílý pěšec · g2 bílý pěšec · h2 bílý pěšec · a1 bílý věž · c1 bílý střelec · d1 bílý dáma · e1 bílý král · h1 bílý věž | 8 |
| 7 | a8 černý věž · b8 černý jezdec · c8 černý střelec · d8 černý dáma · f8 černý věž · g8 černý král · a7 černý pěšec · b7 černý pěšec · c7 černý pěšec · e7 černý pěšec · f7 černý pěšec · g7 černý střelec · h7 černý pěšec · d6 černý pěšec · f6 černý jezdec · g6 černý pěšec · c4 bílý pěšec · d4 bílý pěšec · e4 bílý pěšec · c3 bílý jezdec · f3 bílý jezdec · a2 bílý pěšec · b2 bílý pěšec · e2 bílý střelec · f2 bílý pěšec · g2 bílý pěšec · h2 bílý pěšec · a1 bílý věž · c1 bílý střelec · d1 bílý dáma · e1 bílý král · h1 bílý věž | a8 černý věž · b8 černý jezdec · c8 černý střelec · d8 černý dáma · f8 černý věž · g8 černý král · a7 černý pěšec · b7 černý pěšec · c7 černý pěšec · e7 černý pěšec · f7 černý pěšec · g7 černý střelec · h7 černý pěšec · d6 černý pěšec · f6 černý jezdec · g6 černý pěšec · c4 bílý pěšec · d4 bílý pěšec · e4 bílý pěšec · c3 bílý jezdec · f3 bílý jezdec · a2 bílý pěšec · b2 bílý pěšec · e2 bílý střelec · f2 bílý pěšec · g2 bílý pěšec · h2 bílý pěšec · a1 bílý věž · c1 bílý střelec · d1 bílý dáma · e1 bílý král · h1 bílý věž | a8 černý věž · b8 černý jezdec · c8 černý střelec · d8 černý dáma · f8 černý věž · g8 černý král · a7 černý pěšec · b7 černý pěšec · c7 černý pěšec · e7 černý pěšec · f7 černý pěšec · g7 černý střelec · h7 černý pěšec · d6 černý pěšec · f6 černý jezdec · g6 černý pěšec · c4 bílý pěšec · d4 bílý pěšec · e4 bílý pěšec · c3 bílý jezdec · f3 bílý jezdec · a2 bílý pěšec · b2 bílý pěšec · e2 bílý střelec · f2 bílý pěšec · g2 bílý pěšec · h2 bílý pěšec · a1 bílý věž · c1 bílý střelec · d1 bílý dáma · e1 bílý král · h1 bílý věž | a8 černý věž · b8 černý jezdec · c8 černý střelec · d8 černý dáma · f8 černý věž · g8 černý král · a7 černý pěšec · b7 černý pěšec · c7 černý pěšec · e7 černý pěšec · f7 černý pěšec · g7 černý střelec · h7 černý pěšec · d6 černý pěšec · f6 černý jezdec · g6 černý pěšec · c4 bílý pěšec · d4 bílý pěšec · e4 bílý pěšec · c3 bílý jezdec · f3 bílý jezdec · a2 bílý pěšec · b2 bílý pěšec · e2 bílý střelec · f2 bílý pěšec · g2 bílý pěšec · h2 bílý pěšec · a1 bílý věž · c1 bílý střelec · d1 bílý dáma · e1 bílý král · h1 bílý věž | a8 černý věž · b8 černý jezdec · c8 černý střelec · d8 černý dáma · f8 černý věž · g8 černý král · a7 černý pěšec · b7 černý pěšec · c7 černý pěšec · e7 černý pěšec · f7 černý pěšec · g7 černý střelec · h7 černý pěšec · d6 černý pěšec · f6 černý jezdec · g6 černý pěšec · c4 bílý pěšec · d4 bílý pěšec · e4 bílý pěšec · c3 bílý jezdec · f3 bílý jezdec · a2 bílý pěšec · b2 bílý pěšec · e2 bílý střelec · f2 bílý pěšec · g2 bílý pěšec · h2 bílý pěšec · a1 bílý věž · c1 bílý střelec · d1 bílý dáma · e1 bílý král · h1 bílý věž | a8 černý věž · b8 černý jezdec · c8 černý střelec · d8 černý dáma · f8 černý věž · g8 černý král · a7 černý pěšec · b7 černý pěšec · c7 černý pěšec · e7 černý pěšec · f7 černý pěšec · g7 černý střelec · h7 černý pěšec · d6 černý pěšec · f6 černý jezdec · g6 černý pěšec · c4 bílý pěšec · d4 bílý pěšec · e4 bílý pěšec · c3 bílý jezdec · f3 bílý jezdec · a2 bílý pěšec · b2 bílý pěšec · e2 bílý střelec · f2 bílý pěšec · g2 bílý pěšec · h2 bílý pěšec · a1 bílý věž · c1 bílý střelec · d1 bílý dáma · e1 bílý král · h1 bílý věž | a8 černý věž · b8 černý jezdec · c8 černý střelec · d8 černý dáma · f8 černý věž · g8 černý král · a7 černý pěšec · b7 černý pěšec · c7 černý pěšec · e7 černý pěšec · f7 černý pěšec · g7 černý střelec · h7 černý pěšec · d6 černý pěšec · f6 černý jezdec · g6 černý pěšec · c4 bílý pěšec · d4 bílý pěšec · e4 bílý pěšec · c3 bílý jezdec · f3 bílý jezdec · a2 bílý pěšec · b2 bílý pěšec · e2 bílý střelec · f2 bílý pěšec · g2 bílý pěšec · h2 bílý pěšec · a1 bílý věž · c1 bílý střelec · d1 bílý dáma · e1 bílý král · h1 bílý věž | a8 černý věž · b8 černý jezdec · c8 černý střelec · d8 černý dáma · f8 černý věž · g8 černý král · a7 černý pěšec · b7 černý pěšec · c7 černý pěšec · e7 černý pěšec · f7 černý pěšec · g7 černý střelec · h7 černý pěšec · d6 černý pěšec · f6 černý jezdec · g6 černý pěšec · c4 bílý pěšec · d4 bílý pěšec · e4 bílý pěšec · c3 bílý jezdec · f3 bílý jezdec · a2 bílý pěšec · b2 bílý pěšec · e2 bílý střelec · f2 bílý pěšec · g2 bílý pěšec · h2 bílý pěšec · a1 bílý věž · c1 bílý střelec · d1 bílý dáma · e1 bílý král · h1 bílý věž | 7 |
| 6 | a8 černý věž · b8 černý jezdec · c8 černý střelec · d8 černý dáma · f8 černý věž · g8 černý král · a7 černý pěšec · b7 černý pěšec · c7 černý pěšec · e7 černý pěšec · f7 černý pěšec · g7 černý střelec · h7 černý pěšec · d6 černý pěšec · f6 černý jezdec · g6 černý pěšec · c4 bílý pěšec · d4 bílý pěšec · e4 bílý pěšec · c3 bílý jezdec · f3 bílý jezdec · a2 bílý pěšec · b2 bílý pěšec · e2 bílý střelec · f2 bílý pěšec · g2 bílý pěšec · h2 bílý pěšec · a1 bílý věž · c1 bílý střelec · d1 bílý dáma · e1 bílý král · h1 bílý věž | a8 černý věž · b8 černý jezdec · c8 černý střelec · d8 černý dáma · f8 černý věž · g8 černý král · a7 černý pěšec · b7 černý pěšec · c7 černý pěšec · e7 černý pěšec · f7 černý pěšec · g7 černý střelec · h7 černý pěšec · d6 černý pěšec · f6 černý jezdec · g6 černý pěšec · c4 bílý pěšec · d4 bílý pěšec · e4 bílý pěšec · c3 bílý jezdec · f3 bílý jezdec · a2 bílý pěšec · b2 bílý pěšec · e2 bílý střelec · f2 bílý pěšec · g2 bílý pěšec · h2 bílý pěšec · a1 bílý věž · c1 bílý střelec · d1 bílý dáma · e1 bílý král · h1 bílý věž | a8 černý věž · b8 černý jezdec · c8 černý střelec · d8 černý dáma · f8 černý věž · g8 černý král · a7 černý pěšec · b7 černý pěšec · c7 černý pěšec · e7 černý pěšec · f7 černý pěšec · g7 černý střelec · h7 černý pěšec · d6 černý pěšec · f6 černý jezdec · g6 černý pěšec · c4 bílý pěšec · d4 bílý pěšec · e4 bílý pěšec · c3 bílý jezdec · f3 bílý jezdec · a2 bílý pěšec · b2 bílý pěšec · e2 bílý střelec · f2 bílý pěšec · g2 bílý pěšec · h2 bílý pěšec · a1 bílý věž · c1 bílý střelec · d1 bílý dáma · e1 bílý král · h1 bílý věž | a8 černý věž · b8 černý jezdec · c8 černý střelec · d8 černý dáma · f8 černý věž · g8 černý král · a7 černý pěšec · b7 černý pěšec · c7 černý pěšec · e7 černý pěšec · f7 černý pěšec · g7 černý střelec · h7 černý pěšec · d6 černý pěšec · f6 černý jezdec · g6 černý pěšec · c4 bílý pěšec · d4 bílý pěšec · e4 bílý pěšec · c3 bílý jezdec · f3 bílý jezdec · a2 bílý pěšec · b2 bílý pěšec · e2 bílý střelec · f2 bílý pěšec · g2 bílý pěšec · h2 bílý pěšec · a1 bílý věž · c1 bílý střelec · d1 bílý dáma · e1 bílý král · h1 bílý věž | a8 černý věž · b8 černý jezdec · c8 černý střelec · d8 černý dáma · f8 černý věž · g8 černý král · a7 černý pěšec · b7 černý pěšec · c7 černý pěšec · e7 černý pěšec · f7 černý pěšec · g7 černý střelec · h7 černý pěšec · d6 černý pěšec · f6 černý jezdec · g6 černý pěšec · c4 bílý pěšec · d4 bílý pěšec · e4 bílý pěšec · c3 bílý jezdec · f3 bílý jezdec · a2 bílý pěšec · b2 bílý pěšec · e2 bílý střelec · f2 bílý pěšec · g2 bílý pěšec · h2 bílý pěšec · a1 bílý věž · c1 bílý střelec · d1 bílý dáma · e1 bílý král · h1 bílý věž | a8 černý věž · b8 černý jezdec · c8 černý střelec · d8 černý dáma · f8 černý věž · g8 černý král · a7 černý pěšec · b7 černý pěšec · c7 černý pěšec · e7 černý pěšec · f7 černý pěšec · g7 černý střelec · h7 černý pěšec · d6 černý pěšec · f6 černý jezdec · g6 černý pěšec · c4 bílý pěšec · d4 bílý pěšec · e4 bílý pěšec · c3 bílý jezdec · f3 bílý jezdec · a2 bílý pěšec · b2 bílý pěšec · e2 bílý střelec · f2 bílý pěšec · g2 bílý pěšec · h2 bílý pěšec · a1 bílý věž · c1 bílý střelec · d1 bílý dáma · e1 bílý král · h1 bílý věž | a8 černý věž · b8 černý jezdec · c8 černý střelec · d8 černý dáma · f8 černý věž · g8 černý král · a7 černý pěšec · b7 černý pěšec · c7 černý pěšec · e7 černý pěšec · f7 černý pěšec · g7 černý střelec · h7 černý pěšec · d6 černý pěšec · f6 černý jezdec · g6 černý pěšec · c4 bílý pěšec · d4 bílý pěšec · e4 bílý pěšec · c3 bílý jezdec · f3 bílý jezdec · a2 bílý pěšec · b2 bílý pěšec · e2 bílý střelec · f2 bílý pěšec · g2 bílý pěšec · h2 bílý pěšec · a1 bílý věž · c1 bílý střelec · d1 bílý dáma · e1 bílý král · h1 bílý věž | a8 černý věž · b8 černý jezdec · c8 černý střelec · d8 černý dáma · f8 černý věž · g8 černý král · a7 černý pěšec · b7 černý pěšec · c7 černý pěšec · e7 černý pěšec · f7 černý pěšec · g7 černý střelec · h7 černý pěšec · d6 černý pěšec · f6 černý jezdec · g6 černý pěšec · c4 bílý pěšec · d4 bílý pěšec · e4 bílý pěšec · c3 bílý jezdec · f3 bílý jezdec · a2 bílý pěšec · b2 bílý pěšec · e2 bílý střelec · f2 bílý pěšec · g2 bílý pěšec · h2 bílý pěšec · a1 bílý věž · c1 bílý střelec · d1 bílý dáma · e1 bílý král · h1 bílý věž | 6 |
| 5 | a8 černý věž · b8 černý jezdec · c8 černý střelec · d8 černý dáma · f8 černý věž · g8 černý král · a7 černý pěšec · b7 černý pěšec · c7 černý pěšec · e7 černý pěšec · f7 černý pěšec · g7 černý střelec · h7 černý pěšec · d6 černý pěšec · f6 černý jezdec · g6 černý pěšec · c4 bílý pěšec · d4 bílý pěšec · e4 bílý pěšec · c3 bílý jezdec · f3 bílý jezdec · a2 bílý pěšec · b2 bílý pěšec · e2 bílý střelec · f2 bílý pěšec · g2 bílý pěšec · h2 bílý pěšec · a1 bílý věž · c1 bílý střelec · d1 bílý dáma · e1 bílý král · h1 bílý věž | a8 černý věž · b8 černý jezdec · c8 černý střelec · d8 černý dáma · f8 černý věž · g8 černý král · a7 černý pěšec · b7 černý pěšec · c7 černý pěšec · e7 černý pěšec · f7 černý pěšec · g7 černý střelec · h7 černý pěšec · d6 černý pěšec · f6 černý jezdec · g6 černý pěšec · c4 bílý pěšec · d4 bílý pěšec · e4 bílý pěšec · c3 bílý jezdec · f3 bílý jezdec · a2 bílý pěšec · b2 bílý pěšec · e2 bílý střelec · f2 bílý pěšec · g2 bílý pěšec · h2 bílý pěšec · a1 bílý věž · c1 bílý střelec · d1 bílý dáma · e1 bílý král · h1 bílý věž | a8 černý věž · b8 černý jezdec · c8 černý střelec · d8 černý dáma · f8 černý věž · g8 černý král · a7 černý pěšec · b7 černý pěšec · c7 černý pěšec · e7 černý pěšec · f7 černý pěšec · g7 černý střelec · h7 černý pěšec · d6 černý pěšec · f6 černý jezdec · g6 černý pěšec · c4 bílý pěšec · d4 bílý pěšec · e4 bílý pěšec · c3 bílý jezdec · f3 bílý jezdec · a2 bílý pěšec · b2 bílý pěšec · e2 bílý střelec · f2 bílý pěšec · g2 bílý pěšec · h2 bílý pěšec · a1 bílý věž · c1 bílý střelec · d1 bílý dáma · e1 bílý král · h1 bílý věž | a8 černý věž · b8 černý jezdec · c8 černý střelec · d8 černý dáma · f8 černý věž · g8 černý král · a7 černý pěšec · b7 černý pěšec · c7 černý pěšec · e7 černý pěšec · f7 černý pěšec · g7 černý střelec · h7 černý pěšec · d6 černý pěšec · f6 černý jezdec · g6 černý pěšec · c4 bílý pěšec · d4 bílý pěšec · e4 bílý pěšec · c3 bílý jezdec · f3 bílý jezdec · a2 bílý pěšec · b2 bílý pěšec · e2 bílý střelec · f2 bílý pěšec · g2 bílý pěšec · h2 bílý pěšec · a1 bílý věž · c1 bílý střelec · d1 bílý dáma · e1 bílý král · h1 bílý věž | a8 černý věž · b8 černý jezdec · c8 černý střelec · d8 černý dáma · f8 černý věž · g8 černý král · a7 černý pěšec · b7 černý pěšec · c7 černý pěšec · e7 černý pěšec · f7 černý pěšec · g7 černý střelec · h7 černý pěšec · d6 černý pěšec · f6 černý jezdec · g6 černý pěšec · c4 bílý pěšec · d4 bílý pěšec · e4 bílý pěšec · c3 bílý jezdec · f3 bílý jezdec · a2 bílý pěšec · b2 bílý pěšec · e2 bílý střelec · f2 bílý pěšec · g2 bílý pěšec · h2 bílý pěšec · a1 bílý věž · c1 bílý střelec · d1 bílý dáma · e1 bílý král · h1 bílý věž | a8 černý věž · b8 černý jezdec · c8 černý střelec · d8 černý dáma · f8 černý věž · g8 černý král · a7 černý pěšec · b7 černý pěšec · c7 černý pěšec · e7 černý pěšec · f7 černý pěšec · g7 černý střelec · h7 černý pěšec · d6 černý pěšec · f6 černý jezdec · g6 černý pěšec · c4 bílý pěšec · d4 bílý pěšec · e4 bílý pěšec · c3 bílý jezdec · f3 bílý jezdec · a2 bílý pěšec · b2 bílý pěšec · e2 bílý střelec · f2 bílý pěšec · g2 bílý pěšec · h2 bílý pěšec · a1 bílý věž · c1 bílý střelec · d1 bílý dáma · e1 bílý král · h1 bílý věž | a8 černý věž · b8 černý jezdec · c8 černý střelec · d8 černý dáma · f8 černý věž · g8 černý král · a7 černý pěšec · b7 černý pěšec · c7 černý pěšec · e7 černý pěšec · f7 černý pěšec · g7 černý střelec · h7 černý pěšec · d6 černý pěšec · f6 černý jezdec · g6 černý pěšec · c4 bílý pěšec · d4 bílý pěšec · e4 bílý pěšec · c3 bílý jezdec · f3 bílý jezdec · a2 bílý pěšec · b2 bílý pěšec · e2 bílý střelec · f2 bílý pěšec · g2 bílý pěšec · h2 bílý pěšec · a1 bílý věž · c1 bílý střelec · d1 bílý dáma · e1 bílý král · h1 bílý věž | a8 černý věž · b8 černý jezdec · c8 černý střelec · d8 černý dáma · f8 černý věž · g8 černý král · a7 černý pěšec · b7 černý pěšec · c7 černý pěšec · e7 černý pěšec · f7 černý pěšec · g7 černý střelec · h7 černý pěšec · d6 černý pěšec · f6 černý jezdec · g6 černý pěšec · c4 bílý pěšec · d4 bílý pěšec · e4 bílý pěšec · c3 bílý jezdec · f3 bílý jezdec · a2 bílý pěšec · b2 bílý pěšec · e2 bílý střelec · f2 bílý pěšec · g2 bílý pěšec · h2 bílý pěšec · a1 bílý věž · c1 bílý střelec · d1 bílý dáma · e1 bílý král · h1 bílý věž | 5 |
| 4 | a8 černý věž · b8 černý jezdec · c8 černý střelec · d8 černý dáma · f8 černý věž · g8 černý král · a7 černý pěšec · b7 černý pěšec · c7 černý pěšec · e7 černý pěšec · f7 černý pěšec · g7 černý střelec · h7 černý pěšec · d6 černý pěšec · f6 černý jezdec · g6 černý pěšec · c4 bílý pěšec · d4 bílý pěšec · e4 bílý pěšec · c3 bílý jezdec · f3 bílý jezdec · a2 bílý pěšec · b2 bílý pěšec · e2 bílý střelec · f2 bílý pěšec · g2 bílý pěšec · h2 bílý pěšec · a1 bílý věž · c1 bílý střelec · d1 bílý dáma · e1 bílý král · h1 bílý věž | a8 černý věž · b8 černý jezdec · c8 černý střelec · d8 černý dáma · f8 černý věž · g8 černý král · a7 černý pěšec · b7 černý pěšec · c7 černý pěšec · e7 černý pěšec · f7 černý pěšec · g7 černý střelec · h7 černý pěšec · d6 černý pěšec · f6 černý jezdec · g6 černý pěšec · c4 bílý pěšec · d4 bílý pěšec · e4 bílý pěšec · c3 bílý jezdec · f3 bílý jezdec · a2 bílý pěšec · b2 bílý pěšec · e2 bílý střelec · f2 bílý pěšec · g2 bílý pěšec · h2 bílý pěšec · a1 bílý věž · c1 bílý střelec · d1 bílý dáma · e1 bílý král · h1 bílý věž | a8 černý věž · b8 černý jezdec · c8 černý střelec · d8 černý dáma · f8 černý věž · g8 černý král · a7 černý pěšec · b7 černý pěšec · c7 černý pěšec · e7 černý pěšec · f7 černý pěšec · g7 černý střelec · h7 černý pěšec · d6 černý pěšec · f6 černý jezdec · g6 černý pěšec · c4 bílý pěšec · d4 bílý pěšec · e4 bílý pěšec · c3 bílý jezdec · f3 bílý jezdec · a2 bílý pěšec · b2 bílý pěšec · e2 bílý střelec · f2 bílý pěšec · g2 bílý pěšec · h2 bílý pěšec · a1 bílý věž · c1 bílý střelec · d1 bílý dáma · e1 bílý král · h1 bílý věž | a8 černý věž · b8 černý jezdec · c8 černý střelec · d8 černý dáma · f8 černý věž · g8 černý král · a7 černý pěšec · b7 černý pěšec · c7 černý pěšec · e7 černý pěšec · f7 černý pěšec · g7 černý střelec · h7 černý pěšec · d6 černý pěšec · f6 černý jezdec · g6 černý pěšec · c4 bílý pěšec · d4 bílý pěšec · e4 bílý pěšec · c3 bílý jezdec · f3 bílý jezdec · a2 bílý pěšec · b2 bílý pěšec · e2 bílý střelec · f2 bílý pěšec · g2 bílý pěšec · h2 bílý pěšec · a1 bílý věž · c1 bílý střelec · d1 bílý dáma · e1 bílý král · h1 bílý věž | a8 černý věž · b8 černý jezdec · c8 černý střelec · d8 černý dáma · f8 černý věž · g8 černý král · a7 černý pěšec · b7 černý pěšec · c7 černý pěšec · e7 černý pěšec · f7 černý pěšec · g7 černý střelec · h7 černý pěšec · d6 černý pěšec · f6 černý jezdec · g6 černý pěšec · c4 bílý pěšec · d4 bílý pěšec · e4 bílý pěšec · c3 bílý jezdec · f3 bílý jezdec · a2 bílý pěšec · b2 bílý pěšec · e2 bílý střelec · f2 bílý pěšec · g2 bílý pěšec · h2 bílý pěšec · a1 bílý věž · c1 bílý střelec · d1 bílý dáma · e1 bílý král · h1 bílý věž | a8 černý věž · b8 černý jezdec · c8 černý střelec · d8 černý dáma · f8 černý věž · g8 černý král · a7 černý pěšec · b7 černý pěšec · c7 černý pěšec · e7 černý pěšec · f7 černý pěšec · g7 černý střelec · h7 černý pěšec · d6 černý pěšec · f6 černý jezdec · g6 černý pěšec · c4 bílý pěšec · d4 bílý pěšec · e4 bílý pěšec · c3 bílý jezdec · f3 bílý jezdec · a2 bílý pěšec · b2 bílý pěšec · e2 bílý střelec · f2 bílý pěšec · g2 bílý pěšec · h2 bílý pěšec · a1 bílý věž · c1 bílý střelec · d1 bílý dáma · e1 bílý král · h1 bílý věž | a8 černý věž · b8 černý jezdec · c8 černý střelec · d8 černý dáma · f8 černý věž · g8 černý král · a7 černý pěšec · b7 černý pěšec · c7 černý pěšec · e7 černý pěšec · f7 černý pěšec · g7 černý střelec · h7 černý pěšec · d6 černý pěšec · f6 černý jezdec · g6 černý pěšec · c4 bílý pěšec · d4 bílý pěšec · e4 bílý pěšec · c3 bílý jezdec · f3 bílý jezdec · a2 bílý pěšec · b2 bílý pěšec · e2 bílý střelec · f2 bílý pěšec · g2 bílý pěšec · h2 bílý pěšec · a1 bílý věž · c1 bílý střelec · d1 bílý dáma · e1 bílý král · h1 bílý věž | a8 černý věž · b8 černý jezdec · c8 černý střelec · d8 černý dáma · f8 černý věž · g8 černý král · a7 černý pěšec · b7 černý pěšec · c7 černý pěšec · e7 černý pěšec · f7 černý pěšec · g7 černý střelec · h7 černý pěšec · d6 černý pěšec · f6 černý jezdec · g6 černý pěšec · c4 bílý pěšec · d4 bílý pěšec · e4 bílý pěšec · c3 bílý jezdec · f3 bílý jezdec · a2 bílý pěšec · b2 bílý pěšec · e2 bílý střelec · f2 bílý pěšec · g2 bílý pěšec · h2 bílý pěšec · a1 bílý věž · c1 bílý střelec · d1 bílý dáma · e1 bílý král · h1 bílý věž | 4 |
| 3 | a8 černý věž · b8 černý jezdec · c8 černý střelec · d8 černý dáma · f8 černý věž · g8 černý král · a7 černý pěšec · b7 černý pěšec · c7 černý pěšec · e7 černý pěšec · f7 černý pěšec · g7 černý střelec · h7 černý pěšec · d6 černý pěšec · f6 černý jezdec · g6 černý pěšec · c4 bílý pěšec · d4 bílý pěšec · e4 bílý pěšec · c3 bílý jezdec · f3 bílý jezdec · a2 bílý pěšec · b2 bílý pěšec · e2 bílý střelec · f2 bílý pěšec · g2 bílý pěšec · h2 bílý pěšec · a1 bílý věž · c1 bílý střelec · d1 bílý dáma · e1 bílý král · h1 bílý věž | a8 černý věž · b8 černý jezdec · c8 černý střelec · d8 černý dáma · f8 černý věž · g8 černý král · a7 černý pěšec · b7 černý pěšec · c7 černý pěšec · e7 černý pěšec · f7 černý pěšec · g7 černý střelec · h7 černý pěšec · d6 černý pěšec · f6 černý jezdec · g6 černý pěšec · c4 bílý pěšec · d4 bílý pěšec · e4 bílý pěšec · c3 bílý jezdec · f3 bílý jezdec · a2 bílý pěšec · b2 bílý pěšec · e2 bílý střelec · f2 bílý pěšec · g2 bílý pěšec · h2 bílý pěšec · a1 bílý věž · c1 bílý střelec · d1 bílý dáma · e1 bílý král · h1 bílý věž | a8 černý věž · b8 černý jezdec · c8 černý střelec · d8 černý dáma · f8 černý věž · g8 černý král · a7 černý pěšec · b7 černý pěšec · c7 černý pěšec · e7 černý pěšec · f7 černý pěšec · g7 černý střelec · h7 černý pěšec · d6 černý pěšec · f6 černý jezdec · g6 černý pěšec · c4 bílý pěšec · d4 bílý pěšec · e4 bílý pěšec · c3 bílý jezdec · f3 bílý jezdec · a2 bílý pěšec · b2 bílý pěšec · e2 bílý střelec · f2 bílý pěšec · g2 bílý pěšec · h2 bílý pěšec · a1 bílý věž · c1 bílý střelec · d1 bílý dáma · e1 bílý král · h1 bílý věž | a8 černý věž · b8 černý jezdec · c8 černý střelec · d8 černý dáma · f8 černý věž · g8 černý král · a7 černý pěšec · b7 černý pěšec · c7 černý pěšec · e7 černý pěšec · f7 černý pěšec · g7 černý střelec · h7 černý pěšec · d6 černý pěšec · f6 černý jezdec · g6 černý pěšec · c4 bílý pěšec · d4 bílý pěšec · e4 bílý pěšec · c3 bílý jezdec · f3 bílý jezdec · a2 bílý pěšec · b2 bílý pěšec · e2 bílý střelec · f2 bílý pěšec · g2 bílý pěšec · h2 bílý pěšec · a1 bílý věž · c1 bílý střelec · d1 bílý dáma · e1 bílý král · h1 bílý věž | a8 černý věž · b8 černý jezdec · c8 černý střelec · d8 černý dáma · f8 černý věž · g8 černý král · a7 černý pěšec · b7 černý pěšec · c7 černý pěšec · e7 černý pěšec · f7 černý pěšec · g7 černý střelec · h7 černý pěšec · d6 černý pěšec · f6 černý jezdec · g6 černý pěšec · c4 bílý pěšec · d4 bílý pěšec · e4 bílý pěšec · c3 bílý jezdec · f3 bílý jezdec · a2 bílý pěšec · b2 bílý pěšec · e2 bílý střelec · f2 bílý pěšec · g2 bílý pěšec · h2 bílý pěšec · a1 bílý věž · c1 bílý střelec · d1 bílý dáma · e1 bílý král · h1 bílý věž | a8 černý věž · b8 černý jezdec · c8 černý střelec · d8 černý dáma · f8 černý věž · g8 černý král · a7 černý pěšec · b7 černý pěšec · c7 černý pěšec · e7 černý pěšec · f7 černý pěšec · g7 černý střelec · h7 černý pěšec · d6 černý pěšec · f6 černý jezdec · g6 černý pěšec · c4 bílý pěšec · d4 bílý pěšec · e4 bílý pěšec · c3 bílý jezdec · f3 bílý jezdec · a2 bílý pěšec · b2 bílý pěšec · e2 bílý střelec · f2 bílý pěšec · g2 bílý pěšec · h2 bílý pěšec · a1 bílý věž · c1 bílý střelec · d1 bílý dáma · e1 bílý král · h1 bílý věž | a8 černý věž · b8 černý jezdec · c8 černý střelec · d8 černý dáma · f8 černý věž · g8 černý král · a7 černý pěšec · b7 černý pěšec · c7 černý pěšec · e7 černý pěšec · f7 černý pěšec · g7 černý střelec · h7 černý pěšec · d6 černý pěšec · f6 černý jezdec · g6 černý pěšec · c4 bílý pěšec · d4 bílý pěšec · e4 bílý pěšec · c3 bílý jezdec · f3 bílý jezdec · a2 bílý pěšec · b2 bílý pěšec · e2 bílý střelec · f2 bílý pěšec · g2 bílý pěšec · h2 bílý pěšec · a1 bílý věž · c1 bílý střelec · d1 bílý dáma · e1 bílý král · h1 bílý věž | a8 černý věž · b8 černý jezdec · c8 černý střelec · d8 černý dáma · f8 černý věž · g8 černý král · a7 černý pěšec · b7 černý pěšec · c7 černý pěšec · e7 černý pěšec · f7 černý pěšec · g7 černý střelec · h7 černý pěšec · d6 černý pěšec · f6 černý jezdec · g6 černý pěšec · c4 bílý pěšec · d4 bílý pěšec · e4 bílý pěšec · c3 bílý jezdec · f3 bílý jezdec · a2 bílý pěšec · b2 bílý pěšec · e2 bílý střelec · f2 bílý pěšec · g2 bílý pěšec · h2 bílý pěšec · a1 bílý věž · c1 bílý střelec · d1 bílý dáma · e1 bílý král · h1 bílý věž | 3 |
| 2 | a8 černý věž · b8 černý jezdec · c8 černý střelec · d8 černý dáma · f8 černý věž · g8 černý král · a7 černý pěšec · b7 černý pěšec · c7 černý pěšec · e7 černý pěšec · f7 černý pěšec · g7 černý střelec · h7 černý pěšec · d6 černý pěšec · f6 černý jezdec · g6 černý pěšec · c4 bílý pěšec · d4 bílý pěšec · e4 bílý pěšec · c3 bílý jezdec · f3 bílý jezdec · a2 bílý pěšec · b2 bílý pěšec · e2 bílý střelec · f2 bílý pěšec · g2 bílý pěšec · h2 bílý pěšec · a1 bílý věž · c1 bílý střelec · d1 bílý dáma · e1 bílý král · h1 bílý věž | a8 černý věž · b8 černý jezdec · c8 černý střelec · d8 černý dáma · f8 černý věž · g8 černý král · a7 černý pěšec · b7 černý pěšec · c7 černý pěšec · e7 černý pěšec · f7 černý pěšec · g7 černý střelec · h7 černý pěšec · d6 černý pěšec · f6 černý jezdec · g6 černý pěšec · c4 bílý pěšec · d4 bílý pěšec · e4 bílý pěšec · c3 bílý jezdec · f3 bílý jezdec · a2 bílý pěšec · b2 bílý pěšec · e2 bílý střelec · f2 bílý pěšec · g2 bílý pěšec · h2 bílý pěšec · a1 bílý věž · c1 bílý střelec · d1 bílý dáma · e1 bílý král · h1 bílý věž | a8 černý věž · b8 černý jezdec · c8 černý střelec · d8 černý dáma · f8 černý věž · g8 černý král · a7 černý pěšec · b7 černý pěšec · c7 černý pěšec · e7 černý pěšec · f7 černý pěšec · g7 černý střelec · h7 černý pěšec · d6 černý pěšec · f6 černý jezdec · g6 černý pěšec · c4 bílý pěšec · d4 bílý pěšec · e4 bílý pěšec · c3 bílý jezdec · f3 bílý jezdec · a2 bílý pěšec · b2 bílý pěšec · e2 bílý střelec · f2 bílý pěšec · g2 bílý pěšec · h2 bílý pěšec · a1 bílý věž · c1 bílý střelec · d1 bílý dáma · e1 bílý král · h1 bílý věž | a8 černý věž · b8 černý jezdec · c8 černý střelec · d8 černý dáma · f8 černý věž · g8 černý král · a7 černý pěšec · b7 černý pěšec · c7 černý pěšec · e7 černý pěšec · f7 černý pěšec · g7 černý střelec · h7 černý pěšec · d6 černý pěšec · f6 černý jezdec · g6 černý pěšec · c4 bílý pěšec · d4 bílý pěšec · e4 bílý pěšec · c3 bílý jezdec · f3 bílý jezdec · a2 bílý pěšec · b2 bílý pěšec · e2 bílý střelec · f2 bílý pěšec · g2 bílý pěšec · h2 bílý pěšec · a1 bílý věž · c1 bílý střelec · d1 bílý dáma · e1 bílý král · h1 bílý věž | a8 černý věž · b8 černý jezdec · c8 černý střelec · d8 černý dáma · f8 černý věž · g8 černý král · a7 černý pěšec · b7 černý pěšec · c7 černý pěšec · e7 černý pěšec · f7 černý pěšec · g7 černý střelec · h7 černý pěšec · d6 černý pěšec · f6 černý jezdec · g6 černý pěšec · c4 bílý pěšec · d4 bílý pěšec · e4 bílý pěšec · c3 bílý jezdec · f3 bílý jezdec · a2 bílý pěšec · b2 bílý pěšec · e2 bílý střelec · f2 bílý pěšec · g2 bílý pěšec · h2 bílý pěšec · a1 bílý věž · c1 bílý střelec · d1 bílý dáma · e1 bílý král · h1 bílý věž | a8 černý věž · b8 černý jezdec · c8 černý střelec · d8 černý dáma · f8 černý věž · g8 černý král · a7 černý pěšec · b7 černý pěšec · c7 černý pěšec · e7 černý pěšec · f7 černý pěšec · g7 černý střelec · h7 černý pěšec · d6 černý pěšec · f6 černý jezdec · g6 černý pěšec · c4 bílý pěšec · d4 bílý pěšec · e4 bílý pěšec · c3 bílý jezdec · f3 bílý jezdec · a2 bílý pěšec · b2 bílý pěšec · e2 bílý střelec · f2 bílý pěšec · g2 bílý pěšec · h2 bílý pěšec · a1 bílý věž · c1 bílý střelec · d1 bílý dáma · e1 bílý král · h1 bílý věž | a8 černý věž · b8 černý jezdec · c8 černý střelec · d8 černý dáma · f8 černý věž · g8 černý král · a7 černý pěšec · b7 černý pěšec · c7 černý pěšec · e7 černý pěšec · f7 černý pěšec · g7 černý střelec · h7 černý pěšec · d6 černý pěšec · f6 černý jezdec · g6 černý pěšec · c4 bílý pěšec · d4 bílý pěšec · e4 bílý pěšec · c3 bílý jezdec · f3 bílý jezdec · a2 bílý pěšec · b2 bílý pěšec · e2 bílý střelec · f2 bílý pěšec · g2 bílý pěšec · h2 bílý pěšec · a1 bílý věž · c1 bílý střelec · d1 bílý dáma · e1 bílý král · h1 bílý věž | a8 černý věž · b8 černý jezdec · c8 černý střelec · d8 černý dáma · f8 černý věž · g8 černý král · a7 černý pěšec · b7 černý pěšec · c7 černý pěšec · e7 černý pěšec · f7 černý pěšec · g7 černý střelec · h7 černý pěšec · d6 černý pěšec · f6 černý jezdec · g6 černý pěšec · c4 bílý pěšec · d4 bílý pěšec · e4 bílý pěšec · c3 bílý jezdec · f3 bílý jezdec · a2 bílý pěšec · b2 bílý pěšec · e2 bílý střelec · f2 bílý pěšec · g2 bílý pěšec · h2 bílý pěšec · a1 bílý věž · c1 bílý střelec · d1 bílý dáma · e1 bílý král · h1 bílý věž | 2 |
| 1 | a8 černý věž · b8 černý jezdec · c8 černý střelec · d8 černý dáma · f8 černý věž · g8 černý král · a7 černý pěšec · b7 černý pěšec · c7 černý pěšec · e7 černý pěšec · f7 černý pěšec · g7 černý střelec · h7 černý pěšec · d6 černý pěšec · f6 černý jezdec · g6 černý pěšec · c4 bílý pěšec · d4 bílý pěšec · e4 bílý pěšec · c3 bílý jezdec · f3 bílý jezdec · a2 bílý pěšec · b2 bílý pěšec · e2 bílý střelec · f2 bílý pěšec · g2 bílý pěšec · h2 bílý pěšec · a1 bílý věž · c1 bílý střelec · d1 bílý dáma · e1 bílý král · h1 bílý věž | a8 černý věž · b8 černý jezdec · c8 černý střelec · d8 černý dáma · f8 černý věž · g8 černý král · a7 černý pěšec · b7 černý pěšec · c7 černý pěšec · e7 černý pěšec · f7 černý pěšec · g7 černý střelec · h7 černý pěšec · d6 černý pěšec · f6 černý jezdec · g6 černý pěšec · c4 bílý pěšec · d4 bílý pěšec · e4 bílý pěšec · c3 bílý jezdec · f3 bílý jezdec · a2 bílý pěšec · b2 bílý pěšec · e2 bílý střelec · f2 bílý pěšec · g2 bílý pěšec · h2 bílý pěšec · a1 bílý věž · c1 bílý střelec · d1 bílý dáma · e1 bílý král · h1 bílý věž | a8 černý věž · b8 černý jezdec · c8 černý střelec · d8 černý dáma · f8 černý věž · g8 černý král · a7 černý pěšec · b7 černý pěšec · c7 černý pěšec · e7 černý pěšec · f7 černý pěšec · g7 černý střelec · h7 černý pěšec · d6 černý pěšec · f6 černý jezdec · g6 černý pěšec · c4 bílý pěšec · d4 bílý pěšec · e4 bílý pěšec · c3 bílý jezdec · f3 bílý jezdec · a2 bílý pěšec · b2 bílý pěšec · e2 bílý střelec · f2 bílý pěšec · g2 bílý pěšec · h2 bílý pěšec · a1 bílý věž · c1 bílý střelec · d1 bílý dáma · e1 bílý král · h1 bílý věž | a8 černý věž · b8 černý jezdec · c8 černý střelec · d8 černý dáma · f8 černý věž · g8 černý král · a7 černý pěšec · b7 černý pěšec · c7 černý pěšec · e7 černý pěšec · f7 černý pěšec · g7 černý střelec · h7 černý pěšec · d6 černý pěšec · f6 černý jezdec · g6 černý pěšec · c4 bílý pěšec · d4 bílý pěšec · e4 bílý pěšec · c3 bílý jezdec · f3 bílý jezdec · a2 bílý pěšec · b2 bílý pěšec · e2 bílý střelec · f2 bílý pěšec · g2 bílý pěšec · h2 bílý pěšec · a1 bílý věž · c1 bílý střelec · d1 bílý dáma · e1 bílý král · h1 bílý věž | a8 černý věž · b8 černý jezdec · c8 černý střelec · d8 černý dáma · f8 černý věž · g8 černý král · a7 černý pěšec · b7 černý pěšec · c7 černý pěšec · e7 černý pěšec · f7 černý pěšec · g7 černý střelec · h7 černý pěšec · d6 černý pěšec · f6 černý jezdec · g6 černý pěšec · c4 bílý pěšec · d4 bílý pěšec · e4 bílý pěšec · c3 bílý jezdec · f3 bílý jezdec · a2 bílý pěšec · b2 bílý pěšec · e2 bílý střelec · f2 bílý pěšec · g2 bílý pěšec · h2 bílý pěšec · a1 bílý věž · c1 bílý střelec · d1 bílý dáma · e1 bílý král · h1 bílý věž | a8 černý věž · b8 černý jezdec · c8 černý střelec · d8 černý dáma · f8 černý věž · g8 černý král · a7 černý pěšec · b7 černý pěšec · c7 černý pěšec · e7 černý pěšec · f7 černý pěšec · g7 černý střelec · h7 černý pěšec · d6 černý pěšec · f6 černý jezdec · g6 černý pěšec · c4 bílý pěšec · d4 bílý pěšec · e4 bílý pěšec · c3 bílý jezdec · f3 bílý jezdec · a2 bílý pěšec · b2 bílý pěšec · e2 bílý střelec · f2 bílý pěšec · g2 bílý pěšec · h2 bílý pěšec · a1 bílý věž · c1 bílý střelec · d1 bílý dáma · e1 bílý král · h1 bílý věž | a8 černý věž · b8 černý jezdec · c8 černý střelec · d8 černý dáma · f8 černý věž · g8 černý král · a7 černý pěšec · b7 černý pěšec · c7 černý pěšec · e7 černý pěšec · f7 černý pěšec · g7 černý střelec · h7 černý pěšec · d6 černý pěšec · f6 černý jezdec · g6 černý pěšec · c4 bílý pěšec · d4 bílý pěšec · e4 bílý pěšec · c3 bílý jezdec · f3 bílý jezdec · a2 bílý pěšec · b2 bílý pěšec · e2 bílý střelec · f2 bílý pěšec · g2 bílý pěšec · h2 bílý pěšec · a1 bílý věž · c1 bílý střelec · d1 bílý dáma · e1 bílý král · h1 bílý věž | a8 černý věž · b8 černý jezdec · c8 černý střelec · d8 černý dáma · f8 černý věž · g8 černý král · a7 černý pěšec · b7 černý pěšec · c7 černý pěšec · e7 černý pěšec · f7 černý pěšec · g7 černý střelec · h7 černý pěšec · d6 černý pěšec · f6 černý jezdec · g6 černý pěšec · c4 bílý pěšec · d4 bílý pěšec · e4 bílý pěšec · c3 bílý jezdec · f3 bílý jezdec · a2 bílý pěšec · b2 bílý pěšec · e2 bílý střelec · f2 bílý pěšec · g2 bílý pěšec · h2 bílý pěšec · a1 bílý věž · c1 bílý střelec · d1 bílý dáma · e1 bílý král · h1 bílý věž | 1 |
|   | a | b | c | d | e | f | g | h |   |

|   | a | b | c | d | e | f | g | h |   |
| 8 | a8 černý věž · b8 černý jezdec · c8 černý střelec · d8 černý dáma · f8 černý věž · g8 černý král · a7 černý pěšec · b7 černý pěšec · c7 černý pěšec · f7 černý pěšec · g7 černý střelec · h7 černý pěšec · d6 černý pěšec · f6 černý jezdec · g6 černý pěšec · e5 černý pěšec · c4 bílý pěšec · d4 bílý pěšec · e4 bílý pěšec · c3 bílý jezdec · f3 bílý jezdec · a2 bílý pěšec · b2 bílý pěšec · e2 bílý střelec · f2 bílý pěšec · g2 bílý pěšec · h2 bílý pěšec · a1 bílý věž · c1 bílý střelec · d1 bílý dáma · f1 bílý věž · g1 bílý král | a8 černý věž · b8 černý jezdec · c8 černý střelec · d8 černý dáma · f8 černý věž · g8 černý král · a7 černý pěšec · b7 černý pěšec · c7 černý pěšec · f7 černý pěšec · g7 černý střelec · h7 černý pěšec · d6 černý pěšec · f6 černý jezdec · g6 černý pěšec · e5 černý pěšec · c4 bílý pěšec · d4 bílý pěšec · e4 bílý pěšec · c3 bílý jezdec · f3 bílý jezdec · a2 bílý pěšec · b2 bílý pěšec · e2 bílý střelec · f2 bílý pěšec · g2 bílý pěšec · h2 bílý pěšec · a1 bílý věž · c1 bílý střelec · d1 bílý dáma · f1 bílý věž · g1 bílý král | a8 černý věž · b8 černý jezdec · c8 černý střelec · d8 černý dáma · f8 černý věž · g8 černý král · a7 černý pěšec · b7 černý pěšec · c7 černý pěšec · f7 černý pěšec · g7 černý střelec · h7 černý pěšec · d6 černý pěšec · f6 černý jezdec · g6 černý pěšec · e5 černý pěšec · c4 bílý pěšec · d4 bílý pěšec · e4 bílý pěšec · c3 bílý jezdec · f3 bílý jezdec · a2 bílý pěšec · b2 bílý pěšec · e2 bílý střelec · f2 bílý pěšec · g2 bílý pěšec · h2 bílý pěšec · a1 bílý věž · c1 bílý střelec · d1 bílý dáma · f1 bílý věž · g1 bílý král | a8 černý věž · b8 černý jezdec · c8 černý střelec · d8 černý dáma · f8 černý věž · g8 černý král · a7 černý pěšec · b7 černý pěšec · c7 černý pěšec · f7 černý pěšec · g7 černý střelec · h7 černý pěšec · d6 černý pěšec · f6 černý jezdec · g6 černý pěšec · e5 černý pěšec · c4 bílý pěšec · d4 bílý pěšec · e4 bílý pěšec · c3 bílý jezdec · f3 bílý jezdec · a2 bílý pěšec · b2 bílý pěšec · e2 bílý střelec · f2 bílý pěšec · g2 bílý pěšec · h2 bílý pěšec · a1 bílý věž · c1 bílý střelec · d1 bílý dáma · f1 bílý věž · g1 bílý král | a8 černý věž · b8 černý jezdec · c8 černý střelec · d8 černý dáma · f8 černý věž · g8 černý král · a7 černý pěšec · b7 černý pěšec · c7 černý pěšec · f7 černý pěšec · g7 černý střelec · h7 černý pěšec · d6 černý pěšec · f6 černý jezdec · g6 černý pěšec · e5 černý pěšec · c4 bílý pěšec · d4 bílý pěšec · e4 bílý pěšec · c3 bílý jezdec · f3 bílý jezdec · a2 bílý pěšec · b2 bílý pěšec · e2 bílý střelec · f2 bílý pěšec · g2 bílý pěšec · h2 bílý pěšec · a1 bílý věž · c1 bílý střelec · d1 bílý dáma · f1 bílý věž · g1 bílý král | a8 černý věž · b8 černý jezdec · c8 černý střelec · d8 černý dáma · f8 černý věž · g8 černý král · a7 černý pěšec · b7 černý pěšec · c7 černý pěšec · f7 černý pěšec · g7 černý střelec · h7 černý pěšec · d6 černý pěšec · f6 černý jezdec · g6 černý pěšec · e5 černý pěšec · c4 bílý pěšec · d4 bílý pěšec · e4 bílý pěšec · c3 bílý jezdec · f3 bílý jezdec · a2 bílý pěšec · b2 bílý pěšec · e2 bílý střelec · f2 bílý pěšec · g2 bílý pěšec · h2 bílý pěšec · a1 bílý věž · c1 bílý střelec · d1 bílý dáma · f1 bílý věž · g1 bílý král | a8 černý věž · b8 černý jezdec · c8 černý střelec · d8 černý dáma · f8 černý věž · g8 černý král · a7 černý pěšec · b7 černý pěšec · c7 černý pěšec · f7 černý pěšec · g7 černý střelec · h7 černý pěšec · d6 černý pěšec · f6 černý jezdec · g6 černý pěšec · e5 černý pěšec · c4 bílý pěšec · d4 bílý pěšec · e4 bílý pěšec · c3 bílý jezdec · f3 bílý jezdec · a2 bílý pěšec · b2 bílý pěšec · e2 bílý střelec · f2 bílý pěšec · g2 bílý pěšec · h2 bílý pěšec · a1 bílý věž · c1 bílý střelec · d1 bílý dáma · f1 bílý věž · g1 bílý král | a8 černý věž · b8 černý jezdec · c8 černý střelec · d8 černý dáma · f8 černý věž · g8 černý král · a7 černý pěšec · b7 černý pěšec · c7 černý pěšec · f7 černý pěšec · g7 černý střelec · h7 černý pěšec · d6 černý pěšec · f6 černý jezdec · g6 černý pěšec · e5 černý pěšec · c4 bílý pěšec · d4 bílý pěšec · e4 bílý pěšec · c3 bílý jezdec · f3 bílý jezdec · a2 bílý pěšec · b2 bílý pěšec · e2 bílý střelec · f2 bílý pěšec · g2 bílý pěšec · h2 bílý pěšec · a1 bílý věž · c1 bílý střelec · d1 bílý dáma · f1 bílý věž · g1 bílý král | 8 |
| 7 | a8 černý věž · b8 černý jezdec · c8 černý střelec · d8 černý dáma · f8 černý věž · g8 černý král · a7 černý pěšec · b7 černý pěšec · c7 černý pěšec · f7 černý pěšec · g7 černý střelec · h7 černý pěšec · d6 černý pěšec · f6 černý jezdec · g6 černý pěšec · e5 černý pěšec · c4 bílý pěšec · d4 bílý pěšec · e4 bílý pěšec · c3 bílý jezdec · f3 bílý jezdec · a2 bílý pěšec · b2 bílý pěšec · e2 bílý střelec · f2 bílý pěšec · g2 bílý pěšec · h2 bílý pěšec · a1 bílý věž · c1 bílý střelec · d1 bílý dáma · f1 bílý věž · g1 bílý král | a8 černý věž · b8 černý jezdec · c8 černý střelec · d8 černý dáma · f8 černý věž · g8 černý král · a7 černý pěšec · b7 černý pěšec · c7 černý pěšec · f7 černý pěšec · g7 černý střelec · h7 černý pěšec · d6 černý pěšec · f6 černý jezdec · g6 černý pěšec · e5 černý pěšec · c4 bílý pěšec · d4 bílý pěšec · e4 bílý pěšec · c3 bílý jezdec · f3 bílý jezdec · a2 bílý pěšec · b2 bílý pěšec · e2 bílý střelec · f2 bílý pěšec · g2 bílý pěšec · h2 bílý pěšec · a1 bílý věž · c1 bílý střelec · d1 bílý dáma · f1 bílý věž · g1 bílý král | a8 černý věž · b8 černý jezdec · c8 černý střelec · d8 černý dáma · f8 černý věž · g8 černý král · a7 černý pěšec · b7 černý pěšec · c7 černý pěšec · f7 černý pěšec · g7 černý střelec · h7 černý pěšec · d6 černý pěšec · f6 černý jezdec · g6 černý pěšec · e5 černý pěšec · c4 bílý pěšec · d4 bílý pěšec · e4 bílý pěšec · c3 bílý jezdec · f3 bílý jezdec · a2 bílý pěšec · b2 bílý pěšec · e2 bílý střelec · f2 bílý pěšec · g2 bílý pěšec · h2 bílý pěšec · a1 bílý věž · c1 bílý střelec · d1 bílý dáma · f1 bílý věž · g1 bílý král | a8 černý věž · b8 černý jezdec · c8 černý střelec · d8 černý dáma · f8 černý věž · g8 černý král · a7 černý pěšec · b7 černý pěšec · c7 černý pěšec · f7 černý pěšec · g7 černý střelec · h7 černý pěšec · d6 černý pěšec · f6 černý jezdec · g6 černý pěšec · e5 černý pěšec · c4 bílý pěšec · d4 bílý pěšec · e4 bílý pěšec · c3 bílý jezdec · f3 bílý jezdec · a2 bílý pěšec · b2 bílý pěšec · e2 bílý střelec · f2 bílý pěšec · g2 bílý pěšec · h2 bílý pěšec · a1 bílý věž · c1 bílý střelec · d1 bílý dáma · f1 bílý věž · g1 bílý král | a8 černý věž · b8 černý jezdec · c8 černý střelec · d8 černý dáma · f8 černý věž · g8 černý král · a7 černý pěšec · b7 černý pěšec · c7 černý pěšec · f7 černý pěšec · g7 černý střelec · h7 černý pěšec · d6 černý pěšec · f6 černý jezdec · g6 černý pěšec · e5 černý pěšec · c4 bílý pěšec · d4 bílý pěšec · e4 bílý pěšec · c3 bílý jezdec · f3 bílý jezdec · a2 bílý pěšec · b2 bílý pěšec · e2 bílý střelec · f2 bílý pěšec · g2 bílý pěšec · h2 bílý pěšec · a1 bílý věž · c1 bílý střelec · d1 bílý dáma · f1 bílý věž · g1 bílý král | a8 černý věž · b8 černý jezdec · c8 černý střelec · d8 černý dáma · f8 černý věž · g8 černý král · a7 černý pěšec · b7 černý pěšec · c7 černý pěšec · f7 černý pěšec · g7 černý střelec · h7 černý pěšec · d6 černý pěšec · f6 černý jezdec · g6 černý pěšec · e5 černý pěšec · c4 bílý pěšec · d4 bílý pěšec · e4 bílý pěšec · c3 bílý jezdec · f3 bílý jezdec · a2 bílý pěšec · b2 bílý pěšec · e2 bílý střelec · f2 bílý pěšec · g2 bílý pěšec · h2 bílý pěšec · a1 bílý věž · c1 bílý střelec · d1 bílý dáma · f1 bílý věž · g1 bílý král | a8 černý věž · b8 černý jezdec · c8 černý střelec · d8 černý dáma · f8 černý věž · g8 černý král · a7 černý pěšec · b7 černý pěšec · c7 černý pěšec · f7 černý pěšec · g7 černý střelec · h7 černý pěšec · d6 černý pěšec · f6 černý jezdec · g6 černý pěšec · e5 černý pěšec · c4 bílý pěšec · d4 bílý pěšec · e4 bílý pěšec · c3 bílý jezdec · f3 bílý jezdec · a2 bílý pěšec · b2 bílý pěšec · e2 bílý střelec · f2 bílý pěšec · g2 bílý pěšec · h2 bílý pěšec · a1 bílý věž · c1 bílý střelec · d1 bílý dáma · f1 bílý věž · g1 bílý král | a8 černý věž · b8 černý jezdec · c8 černý střelec · d8 černý dáma · f8 černý věž · g8 černý král · a7 černý pěšec · b7 černý pěšec · c7 černý pěšec · f7 černý pěšec · g7 černý střelec · h7 černý pěšec · d6 černý pěšec · f6 černý jezdec · g6 černý pěšec · e5 černý pěšec · c4 bílý pěšec · d4 bílý pěšec · e4 bílý pěšec · c3 bílý jezdec · f3 bílý jezdec · a2 bílý pěšec · b2 bílý pěšec · e2 bílý střelec · f2 bílý pěšec · g2 bílý pěšec · h2 bílý pěšec · a1 bílý věž · c1 bílý střelec · d1 bílý dáma · f1 bílý věž · g1 bílý král | 7 |
| 6 | a8 černý věž · b8 černý jezdec · c8 černý střelec · d8 černý dáma · f8 černý věž · g8 černý král · a7 černý pěšec · b7 černý pěšec · c7 černý pěšec · f7 černý pěšec · g7 černý střelec · h7 černý pěšec · d6 černý pěšec · f6 černý jezdec · g6 černý pěšec · e5 černý pěšec · c4 bílý pěšec · d4 bílý pěšec · e4 bílý pěšec · c3 bílý jezdec · f3 bílý jezdec · a2 bílý pěšec · b2 bílý pěšec · e2 bílý střelec · f2 bílý pěšec · g2 bílý pěšec · h2 bílý pěšec · a1 bílý věž · c1 bílý střelec · d1 bílý dáma · f1 bílý věž · g1 bílý král | a8 černý věž · b8 černý jezdec · c8 černý střelec · d8 černý dáma · f8 černý věž · g8 černý král · a7 černý pěšec · b7 černý pěšec · c7 černý pěšec · f7 černý pěšec · g7 černý střelec · h7 černý pěšec · d6 černý pěšec · f6 černý jezdec · g6 černý pěšec · e5 černý pěšec · c4 bílý pěšec · d4 bílý pěšec · e4 bílý pěšec · c3 bílý jezdec · f3 bílý jezdec · a2 bílý pěšec · b2 bílý pěšec · e2 bílý střelec · f2 bílý pěšec · g2 bílý pěšec · h2 bílý pěšec · a1 bílý věž · c1 bílý střelec · d1 bílý dáma · f1 bílý věž · g1 bílý král | a8 černý věž · b8 černý jezdec · c8 černý střelec · d8 černý dáma · f8 černý věž · g8 černý král · a7 černý pěšec · b7 černý pěšec · c7 černý pěšec · f7 černý pěšec · g7 černý střelec · h7 černý pěšec · d6 černý pěšec · f6 černý jezdec · g6 černý pěšec · e5 černý pěšec · c4 bílý pěšec · d4 bílý pěšec · e4 bílý pěšec · c3 bílý jezdec · f3 bílý jezdec · a2 bílý pěšec · b2 bílý pěšec · e2 bílý střelec · f2 bílý pěšec · g2 bílý pěšec · h2 bílý pěšec · a1 bílý věž · c1 bílý střelec · d1 bílý dáma · f1 bílý věž · g1 bílý král | a8 černý věž · b8 černý jezdec · c8 černý střelec · d8 černý dáma · f8 černý věž · g8 černý král · a7 černý pěšec · b7 černý pěšec · c7 černý pěšec · f7 černý pěšec · g7 černý střelec · h7 černý pěšec · d6 černý pěšec · f6 černý jezdec · g6 černý pěšec · e5 černý pěšec · c4 bílý pěšec · d4 bílý pěšec · e4 bílý pěšec · c3 bílý jezdec · f3 bílý jezdec · a2 bílý pěšec · b2 bílý pěšec · e2 bílý střelec · f2 bílý pěšec · g2 bílý pěšec · h2 bílý pěšec · a1 bílý věž · c1 bílý střelec · d1 bílý dáma · f1 bílý věž · g1 bílý král | a8 černý věž · b8 černý jezdec · c8 černý střelec · d8 černý dáma · f8 černý věž · g8 černý král · a7 černý pěšec · b7 černý pěšec · c7 černý pěšec · f7 černý pěšec · g7 černý střelec · h7 černý pěšec · d6 černý pěšec · f6 černý jezdec · g6 černý pěšec · e5 černý pěšec · c4 bílý pěšec · d4 bílý pěšec · e4 bílý pěšec · c3 bílý jezdec · f3 bílý jezdec · a2 bílý pěšec · b2 bílý pěšec · e2 bílý střelec · f2 bílý pěšec · g2 bílý pěšec · h2 bílý pěšec · a1 bílý věž · c1 bílý střelec · d1 bílý dáma · f1 bílý věž · g1 bílý král | a8 černý věž · b8 černý jezdec · c8 černý střelec · d8 černý dáma · f8 černý věž · g8 černý král · a7 černý pěšec · b7 černý pěšec · c7 černý pěšec · f7 černý pěšec · g7 černý střelec · h7 černý pěšec · d6 černý pěšec · f6 černý jezdec · g6 černý pěšec · e5 černý pěšec · c4 bílý pěšec · d4 bílý pěšec · e4 bílý pěšec · c3 bílý jezdec · f3 bílý jezdec · a2 bílý pěšec · b2 bílý pěšec · e2 bílý střelec · f2 bílý pěšec · g2 bílý pěšec · h2 bílý pěšec · a1 bílý věž · c1 bílý střelec · d1 bílý dáma · f1 bílý věž · g1 bílý král | a8 černý věž · b8 černý jezdec · c8 černý střelec · d8 černý dáma · f8 černý věž · g8 černý král · a7 černý pěšec · b7 černý pěšec · c7 černý pěšec · f7 černý pěšec · g7 černý střelec · h7 černý pěšec · d6 černý pěšec · f6 černý jezdec · g6 černý pěšec · e5 černý pěšec · c4 bílý pěšec · d4 bílý pěšec · e4 bílý pěšec · c3 bílý jezdec · f3 bílý jezdec · a2 bílý pěšec · b2 bílý pěšec · e2 bílý střelec · f2 bílý pěšec · g2 bílý pěšec · h2 bílý pěšec · a1 bílý věž · c1 bílý střelec · d1 bílý dáma · f1 bílý věž · g1 bílý král | a8 černý věž · b8 černý jezdec · c8 černý střelec · d8 černý dáma · f8 černý věž · g8 černý král · a7 černý pěšec · b7 černý pěšec · c7 černý pěšec · f7 černý pěšec · g7 černý střelec · h7 černý pěšec · d6 černý pěšec · f6 černý jezdec · g6 černý pěšec · e5 černý pěšec · c4 bílý pěšec · d4 bílý pěšec · e4 bílý pěšec · c3 bílý jezdec · f3 bílý jezdec · a2 bílý pěšec · b2 bílý pěšec · e2 bílý střelec · f2 bílý pěšec · g2 bílý pěšec · h2 bílý pěšec · a1 bílý věž · c1 bílý střelec · d1 bílý dáma · f1 bílý věž · g1 bílý král | 6 |
| 5 | a8 černý věž · b8 černý jezdec · c8 černý střelec · d8 černý dáma · f8 černý věž · g8 černý král · a7 černý pěšec · b7 černý pěšec · c7 černý pěšec · f7 černý pěšec · g7 černý střelec · h7 černý pěšec · d6 černý pěšec · f6 černý jezdec · g6 černý pěšec · e5 černý pěšec · c4 bílý pěšec · d4 bílý pěšec · e4 bílý pěšec · c3 bílý jezdec · f3 bílý jezdec · a2 bílý pěšec · b2 bílý pěšec · e2 bílý střelec · f2 bílý pěšec · g2 bílý pěšec · h2 bílý pěšec · a1 bílý věž · c1 bílý střelec · d1 bílý dáma · f1 bílý věž · g1 bílý král | a8 černý věž · b8 černý jezdec · c8 černý střelec · d8 černý dáma · f8 černý věž · g8 černý král · a7 černý pěšec · b7 černý pěšec · c7 černý pěšec · f7 černý pěšec · g7 černý střelec · h7 černý pěšec · d6 černý pěšec · f6 černý jezdec · g6 černý pěšec · e5 černý pěšec · c4 bílý pěšec · d4 bílý pěšec · e4 bílý pěšec · c3 bílý jezdec · f3 bílý jezdec · a2 bílý pěšec · b2 bílý pěšec · e2 bílý střelec · f2 bílý pěšec · g2 bílý pěšec · h2 bílý pěšec · a1 bílý věž · c1 bílý střelec · d1 bílý dáma · f1 bílý věž · g1 bílý král | a8 černý věž · b8 černý jezdec · c8 černý střelec · d8 černý dáma · f8 černý věž · g8 černý král · a7 černý pěšec · b7 černý pěšec · c7 černý pěšec · f7 černý pěšec · g7 černý střelec · h7 černý pěšec · d6 černý pěšec · f6 černý jezdec · g6 černý pěšec · e5 černý pěšec · c4 bílý pěšec · d4 bílý pěšec · e4 bílý pěšec · c3 bílý jezdec · f3 bílý jezdec · a2 bílý pěšec · b2 bílý pěšec · e2 bílý střelec · f2 bílý pěšec · g2 bílý pěšec · h2 bílý pěšec · a1 bílý věž · c1 bílý střelec · d1 bílý dáma · f1 bílý věž · g1 bílý král | a8 černý věž · b8 černý jezdec · c8 černý střelec · d8 černý dáma · f8 černý věž · g8 černý král · a7 černý pěšec · b7 černý pěšec · c7 černý pěšec · f7 černý pěšec · g7 černý střelec · h7 černý pěšec · d6 černý pěšec · f6 černý jezdec · g6 černý pěšec · e5 černý pěšec · c4 bílý pěšec · d4 bílý pěšec · e4 bílý pěšec · c3 bílý jezdec · f3 bílý jezdec · a2 bílý pěšec · b2 bílý pěšec · e2 bílý střelec · f2 bílý pěšec · g2 bílý pěšec · h2 bílý pěšec · a1 bílý věž · c1 bílý střelec · d1 bílý dáma · f1 bílý věž · g1 bílý král | a8 černý věž · b8 černý jezdec · c8 černý střelec · d8 černý dáma · f8 černý věž · g8 černý král · a7 černý pěšec · b7 černý pěšec · c7 černý pěšec · f7 černý pěšec · g7 černý střelec · h7 černý pěšec · d6 černý pěšec · f6 černý jezdec · g6 černý pěšec · e5 černý pěšec · c4 bílý pěšec · d4 bílý pěšec · e4 bílý pěšec · c3 bílý jezdec · f3 bílý jezdec · a2 bílý pěšec · b2 bílý pěšec · e2 bílý střelec · f2 bílý pěšec · g2 bílý pěšec · h2 bílý pěšec · a1 bílý věž · c1 bílý střelec · d1 bílý dáma · f1 bílý věž · g1 bílý král | a8 černý věž · b8 černý jezdec · c8 černý střelec · d8 černý dáma · f8 černý věž · g8 černý král · a7 černý pěšec · b7 černý pěšec · c7 černý pěšec · f7 černý pěšec · g7 černý střelec · h7 černý pěšec · d6 černý pěšec · f6 černý jezdec · g6 černý pěšec · e5 černý pěšec · c4 bílý pěšec · d4 bílý pěšec · e4 bílý pěšec · c3 bílý jezdec · f3 bílý jezdec · a2 bílý pěšec · b2 bílý pěšec · e2 bílý střelec · f2 bílý pěšec · g2 bílý pěšec · h2 bílý pěšec · a1 bílý věž · c1 bílý střelec · d1 bílý dáma · f1 bílý věž · g1 bílý král | a8 černý věž · b8 černý jezdec · c8 černý střelec · d8 černý dáma · f8 černý věž · g8 černý král · a7 černý pěšec · b7 černý pěšec · c7 černý pěšec · f7 černý pěšec · g7 černý střelec · h7 černý pěšec · d6 černý pěšec · f6 černý jezdec · g6 černý pěšec · e5 černý pěšec · c4 bílý pěšec · d4 bílý pěšec · e4 bílý pěšec · c3 bílý jezdec · f3 bílý jezdec · a2 bílý pěšec · b2 bílý pěšec · e2 bílý střelec · f2 bílý pěšec · g2 bílý pěšec · h2 bílý pěšec · a1 bílý věž · c1 bílý střelec · d1 bílý dáma · f1 bílý věž · g1 bílý král | a8 černý věž · b8 černý jezdec · c8 černý střelec · d8 černý dáma · f8 černý věž · g8 černý král · a7 černý pěšec · b7 černý pěšec · c7 černý pěšec · f7 černý pěšec · g7 černý střelec · h7 černý pěšec · d6 černý pěšec · f6 černý jezdec · g6 černý pěšec · e5 černý pěšec · c4 bílý pěšec · d4 bílý pěšec · e4 bílý pěšec · c3 bílý jezdec · f3 bílý jezdec · a2 bílý pěšec · b2 bílý pěšec · e2 bílý střelec · f2 bílý pěšec · g2 bílý pěšec · h2 bílý pěšec · a1 bílý věž · c1 bílý střelec · d1 bílý dáma · f1 bílý věž · g1 bílý král | 5 |
| 4 | a8 černý věž · b8 černý jezdec · c8 černý střelec · d8 černý dáma · f8 černý věž · g8 černý král · a7 černý pěšec · b7 černý pěšec · c7 černý pěšec · f7 černý pěšec · g7 černý střelec · h7 černý pěšec · d6 černý pěšec · f6 černý jezdec · g6 černý pěšec · e5 černý pěšec · c4 bílý pěšec · d4 bílý pěšec · e4 bílý pěšec · c3 bílý jezdec · f3 bílý jezdec · a2 bílý pěšec · b2 bílý pěšec · e2 bílý střelec · f2 bílý pěšec · g2 bílý pěšec · h2 bílý pěšec · a1 bílý věž · c1 bílý střelec · d1 bílý dáma · f1 bílý věž · g1 bílý král | a8 černý věž · b8 černý jezdec · c8 černý střelec · d8 černý dáma · f8 černý věž · g8 černý král · a7 černý pěšec · b7 černý pěšec · c7 černý pěšec · f7 černý pěšec · g7 černý střelec · h7 černý pěšec · d6 černý pěšec · f6 černý jezdec · g6 černý pěšec · e5 černý pěšec · c4 bílý pěšec · d4 bílý pěšec · e4 bílý pěšec · c3 bílý jezdec · f3 bílý jezdec · a2 bílý pěšec · b2 bílý pěšec · e2 bílý střelec · f2 bílý pěšec · g2 bílý pěšec · h2 bílý pěšec · a1 bílý věž · c1 bílý střelec · d1 bílý dáma · f1 bílý věž · g1 bílý král | a8 černý věž · b8 černý jezdec · c8 černý střelec · d8 černý dáma · f8 černý věž · g8 černý král · a7 černý pěšec · b7 černý pěšec · c7 černý pěšec · f7 černý pěšec · g7 černý střelec · h7 černý pěšec · d6 černý pěšec · f6 černý jezdec · g6 černý pěšec · e5 černý pěšec · c4 bílý pěšec · d4 bílý pěšec · e4 bílý pěšec · c3 bílý jezdec · f3 bílý jezdec · a2 bílý pěšec · b2 bílý pěšec · e2 bílý střelec · f2 bílý pěšec · g2 bílý pěšec · h2 bílý pěšec · a1 bílý věž · c1 bílý střelec · d1 bílý dáma · f1 bílý věž · g1 bílý král | a8 černý věž · b8 černý jezdec · c8 černý střelec · d8 černý dáma · f8 černý věž · g8 černý král · a7 černý pěšec · b7 černý pěšec · c7 černý pěšec · f7 černý pěšec · g7 černý střelec · h7 černý pěšec · d6 černý pěšec · f6 černý jezdec · g6 černý pěšec · e5 černý pěšec · c4 bílý pěšec · d4 bílý pěšec · e4 bílý pěšec · c3 bílý jezdec · f3 bílý jezdec · a2 bílý pěšec · b2 bílý pěšec · e2 bílý střelec · f2 bílý pěšec · g2 bílý pěšec · h2 bílý pěšec · a1 bílý věž · c1 bílý střelec · d1 bílý dáma · f1 bílý věž · g1 bílý král | a8 černý věž · b8 černý jezdec · c8 černý střelec · d8 černý dáma · f8 černý věž · g8 černý král · a7 černý pěšec · b7 černý pěšec · c7 černý pěšec · f7 černý pěšec · g7 černý střelec · h7 černý pěšec · d6 černý pěšec · f6 černý jezdec · g6 černý pěšec · e5 černý pěšec · c4 bílý pěšec · d4 bílý pěšec · e4 bílý pěšec · c3 bílý jezdec · f3 bílý jezdec · a2 bílý pěšec · b2 bílý pěšec · e2 bílý střelec · f2 bílý pěšec · g2 bílý pěšec · h2 bílý pěšec · a1 bílý věž · c1 bílý střelec · d1 bílý dáma · f1 bílý věž · g1 bílý král | a8 černý věž · b8 černý jezdec · c8 černý střelec · d8 černý dáma · f8 černý věž · g8 černý král · a7 černý pěšec · b7 černý pěšec · c7 černý pěšec · f7 černý pěšec · g7 černý střelec · h7 černý pěšec · d6 černý pěšec · f6 černý jezdec · g6 černý pěšec · e5 černý pěšec · c4 bílý pěšec · d4 bílý pěšec · e4 bílý pěšec · c3 bílý jezdec · f3 bílý jezdec · a2 bílý pěšec · b2 bílý pěšec · e2 bílý střelec · f2 bílý pěšec · g2 bílý pěšec · h2 bílý pěšec · a1 bílý věž · c1 bílý střelec · d1 bílý dáma · f1 bílý věž · g1 bílý král | a8 černý věž · b8 černý jezdec · c8 černý střelec · d8 černý dáma · f8 černý věž · g8 černý král · a7 černý pěšec · b7 černý pěšec · c7 černý pěšec · f7 černý pěšec · g7 černý střelec · h7 černý pěšec · d6 černý pěšec · f6 černý jezdec · g6 černý pěšec · e5 černý pěšec · c4 bílý pěšec · d4 bílý pěšec · e4 bílý pěšec · c3 bílý jezdec · f3 bílý jezdec · a2 bílý pěšec · b2 bílý pěšec · e2 bílý střelec · f2 bílý pěšec · g2 bílý pěšec · h2 bílý pěšec · a1 bílý věž · c1 bílý střelec · d1 bílý dáma · f1 bílý věž · g1 bílý král | a8 černý věž · b8 černý jezdec · c8 černý střelec · d8 černý dáma · f8 černý věž · g8 černý král · a7 černý pěšec · b7 černý pěšec · c7 černý pěšec · f7 černý pěšec · g7 černý střelec · h7 černý pěšec · d6 černý pěšec · f6 černý jezdec · g6 černý pěšec · e5 černý pěšec · c4 bílý pěšec · d4 bílý pěšec · e4 bílý pěšec · c3 bílý jezdec · f3 bílý jezdec · a2 bílý pěšec · b2 bílý pěšec · e2 bílý střelec · f2 bílý pěšec · g2 bílý pěšec · h2 bílý pěšec · a1 bílý věž · c1 bílý střelec · d1 bílý dáma · f1 bílý věž · g1 bílý král | 4 |
| 3 | a8 černý věž · b8 černý jezdec · c8 černý střelec · d8 černý dáma · f8 černý věž · g8 černý král · a7 černý pěšec · b7 černý pěšec · c7 černý pěšec · f7 černý pěšec · g7 černý střelec · h7 černý pěšec · d6 černý pěšec · f6 černý jezdec · g6 černý pěšec · e5 černý pěšec · c4 bílý pěšec · d4 bílý pěšec · e4 bílý pěšec · c3 bílý jezdec · f3 bílý jezdec · a2 bílý pěšec · b2 bílý pěšec · e2 bílý střelec · f2 bílý pěšec · g2 bílý pěšec · h2 bílý pěšec · a1 bílý věž · c1 bílý střelec · d1 bílý dáma · f1 bílý věž · g1 bílý král | a8 černý věž · b8 černý jezdec · c8 černý střelec · d8 černý dáma · f8 černý věž · g8 černý král · a7 černý pěšec · b7 černý pěšec · c7 černý pěšec · f7 černý pěšec · g7 černý střelec · h7 černý pěšec · d6 černý pěšec · f6 černý jezdec · g6 černý pěšec · e5 černý pěšec · c4 bílý pěšec · d4 bílý pěšec · e4 bílý pěšec · c3 bílý jezdec · f3 bílý jezdec · a2 bílý pěšec · b2 bílý pěšec · e2 bílý střelec · f2 bílý pěšec · g2 bílý pěšec · h2 bílý pěšec · a1 bílý věž · c1 bílý střelec · d1 bílý dáma · f1 bílý věž · g1 bílý král | a8 černý věž · b8 černý jezdec · c8 černý střelec · d8 černý dáma · f8 černý věž · g8 černý král · a7 černý pěšec · b7 černý pěšec · c7 černý pěšec · f7 černý pěšec · g7 černý střelec · h7 černý pěšec · d6 černý pěšec · f6 černý jezdec · g6 černý pěšec · e5 černý pěšec · c4 bílý pěšec · d4 bílý pěšec · e4 bílý pěšec · c3 bílý jezdec · f3 bílý jezdec · a2 bílý pěšec · b2 bílý pěšec · e2 bílý střelec · f2 bílý pěšec · g2 bílý pěšec · h2 bílý pěšec · a1 bílý věž · c1 bílý střelec · d1 bílý dáma · f1 bílý věž · g1 bílý král | a8 černý věž · b8 černý jezdec · c8 černý střelec · d8 černý dáma · f8 černý věž · g8 černý král · a7 černý pěšec · b7 černý pěšec · c7 černý pěšec · f7 černý pěšec · g7 černý střelec · h7 černý pěšec · d6 černý pěšec · f6 černý jezdec · g6 černý pěšec · e5 černý pěšec · c4 bílý pěšec · d4 bílý pěšec · e4 bílý pěšec · c3 bílý jezdec · f3 bílý jezdec · a2 bílý pěšec · b2 bílý pěšec · e2 bílý střelec · f2 bílý pěšec · g2 bílý pěšec · h2 bílý pěšec · a1 bílý věž · c1 bílý střelec · d1 bílý dáma · f1 bílý věž · g1 bílý král | a8 černý věž · b8 černý jezdec · c8 černý střelec · d8 černý dáma · f8 černý věž · g8 černý král · a7 černý pěšec · b7 černý pěšec · c7 černý pěšec · f7 černý pěšec · g7 černý střelec · h7 černý pěšec · d6 černý pěšec · f6 černý jezdec · g6 černý pěšec · e5 černý pěšec · c4 bílý pěšec · d4 bílý pěšec · e4 bílý pěšec · c3 bílý jezdec · f3 bílý jezdec · a2 bílý pěšec · b2 bílý pěšec · e2 bílý střelec · f2 bílý pěšec · g2 bílý pěšec · h2 bílý pěšec · a1 bílý věž · c1 bílý střelec · d1 bílý dáma · f1 bílý věž · g1 bílý král | a8 černý věž · b8 černý jezdec · c8 černý střelec · d8 černý dáma · f8 černý věž · g8 černý král · a7 černý pěšec · b7 černý pěšec · c7 černý pěšec · f7 černý pěšec · g7 černý střelec · h7 černý pěšec · d6 černý pěšec · f6 černý jezdec · g6 černý pěšec · e5 černý pěšec · c4 bílý pěšec · d4 bílý pěšec · e4 bílý pěšec · c3 bílý jezdec · f3 bílý jezdec · a2 bílý pěšec · b2 bílý pěšec · e2 bílý střelec · f2 bílý pěšec · g2 bílý pěšec · h2 bílý pěšec · a1 bílý věž · c1 bílý střelec · d1 bílý dáma · f1 bílý věž · g1 bílý král | a8 černý věž · b8 černý jezdec · c8 černý střelec · d8 černý dáma · f8 černý věž · g8 černý král · a7 černý pěšec · b7 černý pěšec · c7 černý pěšec · f7 černý pěšec · g7 černý střelec · h7 černý pěšec · d6 černý pěšec · f6 černý jezdec · g6 černý pěšec · e5 černý pěšec · c4 bílý pěšec · d4 bílý pěšec · e4 bílý pěšec · c3 bílý jezdec · f3 bílý jezdec · a2 bílý pěšec · b2 bílý pěšec · e2 bílý střelec · f2 bílý pěšec · g2 bílý pěšec · h2 bílý pěšec · a1 bílý věž · c1 bílý střelec · d1 bílý dáma · f1 bílý věž · g1 bílý král | a8 černý věž · b8 černý jezdec · c8 černý střelec · d8 černý dáma · f8 černý věž · g8 černý král · a7 černý pěšec · b7 černý pěšec · c7 černý pěšec · f7 černý pěšec · g7 černý střelec · h7 černý pěšec · d6 černý pěšec · f6 černý jezdec · g6 černý pěšec · e5 černý pěšec · c4 bílý pěšec · d4 bílý pěšec · e4 bílý pěšec · c3 bílý jezdec · f3 bílý jezdec · a2 bílý pěšec · b2 bílý pěšec · e2 bílý střelec · f2 bílý pěšec · g2 bílý pěšec · h2 bílý pěšec · a1 bílý věž · c1 bílý střelec · d1 bílý dáma · f1 bílý věž · g1 bílý král | 3 |
| 2 | a8 černý věž · b8 černý jezdec · c8 černý střelec · d8 černý dáma · f8 černý věž · g8 černý král · a7 černý pěšec · b7 černý pěšec · c7 černý pěšec · f7 černý pěšec · g7 černý střelec · h7 černý pěšec · d6 černý pěšec · f6 černý jezdec · g6 černý pěšec · e5 černý pěšec · c4 bílý pěšec · d4 bílý pěšec · e4 bílý pěšec · c3 bílý jezdec · f3 bílý jezdec · a2 bílý pěšec · b2 bílý pěšec · e2 bílý střelec · f2 bílý pěšec · g2 bílý pěšec · h2 bílý pěšec · a1 bílý věž · c1 bílý střelec · d1 bílý dáma · f1 bílý věž · g1 bílý král | a8 černý věž · b8 černý jezdec · c8 černý střelec · d8 černý dáma · f8 černý věž · g8 černý král · a7 černý pěšec · b7 černý pěšec · c7 černý pěšec · f7 černý pěšec · g7 černý střelec · h7 černý pěšec · d6 černý pěšec · f6 černý jezdec · g6 černý pěšec · e5 černý pěšec · c4 bílý pěšec · d4 bílý pěšec · e4 bílý pěšec · c3 bílý jezdec · f3 bílý jezdec · a2 bílý pěšec · b2 bílý pěšec · e2 bílý střelec · f2 bílý pěšec · g2 bílý pěšec · h2 bílý pěšec · a1 bílý věž · c1 bílý střelec · d1 bílý dáma · f1 bílý věž · g1 bílý král | a8 černý věž · b8 černý jezdec · c8 černý střelec · d8 černý dáma · f8 černý věž · g8 černý král · a7 černý pěšec · b7 černý pěšec · c7 černý pěšec · f7 černý pěšec · g7 černý střelec · h7 černý pěšec · d6 černý pěšec · f6 černý jezdec · g6 černý pěšec · e5 černý pěšec · c4 bílý pěšec · d4 bílý pěšec · e4 bílý pěšec · c3 bílý jezdec · f3 bílý jezdec · a2 bílý pěšec · b2 bílý pěšec · e2 bílý střelec · f2 bílý pěšec · g2 bílý pěšec · h2 bílý pěšec · a1 bílý věž · c1 bílý střelec · d1 bílý dáma · f1 bílý věž · g1 bílý král | a8 černý věž · b8 černý jezdec · c8 černý střelec · d8 černý dáma · f8 černý věž · g8 černý král · a7 černý pěšec · b7 černý pěšec · c7 černý pěšec · f7 černý pěšec · g7 černý střelec · h7 černý pěšec · d6 černý pěšec · f6 černý jezdec · g6 černý pěšec · e5 černý pěšec · c4 bílý pěšec · d4 bílý pěšec · e4 bílý pěšec · c3 bílý jezdec · f3 bílý jezdec · a2 bílý pěšec · b2 bílý pěšec · e2 bílý střelec · f2 bílý pěšec · g2 bílý pěšec · h2 bílý pěšec · a1 bílý věž · c1 bílý střelec · d1 bílý dáma · f1 bílý věž · g1 bílý král | a8 černý věž · b8 černý jezdec · c8 černý střelec · d8 černý dáma · f8 černý věž · g8 černý král · a7 černý pěšec · b7 černý pěšec · c7 černý pěšec · f7 černý pěšec · g7 černý střelec · h7 černý pěšec · d6 černý pěšec · f6 černý jezdec · g6 černý pěšec · e5 černý pěšec · c4 bílý pěšec · d4 bílý pěšec · e4 bílý pěšec · c3 bílý jezdec · f3 bílý jezdec · a2 bílý pěšec · b2 bílý pěšec · e2 bílý střelec · f2 bílý pěšec · g2 bílý pěšec · h2 bílý pěšec · a1 bílý věž · c1 bílý střelec · d1 bílý dáma · f1 bílý věž · g1 bílý král | a8 černý věž · b8 černý jezdec · c8 černý střelec · d8 černý dáma · f8 černý věž · g8 černý král · a7 černý pěšec · b7 černý pěšec · c7 černý pěšec · f7 černý pěšec · g7 černý střelec · h7 černý pěšec · d6 černý pěšec · f6 černý jezdec · g6 černý pěšec · e5 černý pěšec · c4 bílý pěšec · d4 bílý pěšec · e4 bílý pěšec · c3 bílý jezdec · f3 bílý jezdec · a2 bílý pěšec · b2 bílý pěšec · e2 bílý střelec · f2 bílý pěšec · g2 bílý pěšec · h2 bílý pěšec · a1 bílý věž · c1 bílý střelec · d1 bílý dáma · f1 bílý věž · g1 bílý král | a8 černý věž · b8 černý jezdec · c8 černý střelec · d8 černý dáma · f8 černý věž · g8 černý král · a7 černý pěšec · b7 černý pěšec · c7 černý pěšec · f7 černý pěšec · g7 černý střelec · h7 černý pěšec · d6 černý pěšec · f6 černý jezdec · g6 černý pěšec · e5 černý pěšec · c4 bílý pěšec · d4 bílý pěšec · e4 bílý pěšec · c3 bílý jezdec · f3 bílý jezdec · a2 bílý pěšec · b2 bílý pěšec · e2 bílý střelec · f2 bílý pěšec · g2 bílý pěšec · h2 bílý pěšec · a1 bílý věž · c1 bílý střelec · d1 bílý dáma · f1 bílý věž · g1 bílý král | a8 černý věž · b8 černý jezdec · c8 černý střelec · d8 černý dáma · f8 černý věž · g8 černý král · a7 černý pěšec · b7 černý pěšec · c7 černý pěšec · f7 černý pěšec · g7 černý střelec · h7 černý pěšec · d6 černý pěšec · f6 černý jezdec · g6 černý pěšec · e5 černý pěšec · c4 bílý pěšec · d4 bílý pěšec · e4 bílý pěšec · c3 bílý jezdec · f3 bílý jezdec · a2 bílý pěšec · b2 bílý pěšec · e2 bílý střelec · f2 bílý pěšec · g2 bílý pěšec · h2 bílý pěšec · a1 bílý věž · c1 bílý střelec · d1 bílý dáma · f1 bílý věž · g1 bílý král | 2 |
| 1 | a8 černý věž · b8 černý jezdec · c8 černý střelec · d8 černý dáma · f8 černý věž · g8 černý král · a7 černý pěšec · b7 černý pěšec · c7 černý pěšec · f7 černý pěšec · g7 černý střelec · h7 černý pěšec · d6 černý pěšec · f6 černý jezdec · g6 černý pěšec · e5 černý pěšec · c4 bílý pěšec · d4 bílý pěšec · e4 bílý pěšec · c3 bílý jezdec · f3 bílý jezdec · a2 bílý pěšec · b2 bílý pěšec · e2 bílý střelec · f2 bílý pěšec · g2 bílý pěšec · h2 bílý pěšec · a1 bílý věž · c1 bílý střelec · d1 bílý dáma · f1 bílý věž · g1 bílý král | a8 černý věž · b8 černý jezdec · c8 černý střelec · d8 černý dáma · f8 černý věž · g8 černý král · a7 černý pěšec · b7 černý pěšec · c7 černý pěšec · f7 černý pěšec · g7 černý střelec · h7 černý pěšec · d6 černý pěšec · f6 černý jezdec · g6 černý pěšec · e5 černý pěšec · c4 bílý pěšec · d4 bílý pěšec · e4 bílý pěšec · c3 bílý jezdec · f3 bílý jezdec · a2 bílý pěšec · b2 bílý pěšec · e2 bílý střelec · f2 bílý pěšec · g2 bílý pěšec · h2 bílý pěšec · a1 bílý věž · c1 bílý střelec · d1 bílý dáma · f1 bílý věž · g1 bílý král | a8 černý věž · b8 černý jezdec · c8 černý střelec · d8 černý dáma · f8 černý věž · g8 černý král · a7 černý pěšec · b7 černý pěšec · c7 černý pěšec · f7 černý pěšec · g7 černý střelec · h7 černý pěšec · d6 černý pěšec · f6 černý jezdec · g6 černý pěšec · e5 černý pěšec · c4 bílý pěšec · d4 bílý pěšec · e4 bílý pěšec · c3 bílý jezdec · f3 bílý jezdec · a2 bílý pěšec · b2 bílý pěšec · e2 bílý střelec · f2 bílý pěšec · g2 bílý pěšec · h2 bílý pěšec · a1 bílý věž · c1 bílý střelec · d1 bílý dáma · f1 bílý věž · g1 bílý král | a8 černý věž · b8 černý jezdec · c8 černý střelec · d8 černý dáma · f8 černý věž · g8 černý král · a7 černý pěšec · b7 černý pěšec · c7 černý pěšec · f7 černý pěšec · g7 černý střelec · h7 černý pěšec · d6 černý pěšec · f6 černý jezdec · g6 černý pěšec · e5 černý pěšec · c4 bílý pěšec · d4 bílý pěšec · e4 bílý pěšec · c3 bílý jezdec · f3 bílý jezdec · a2 bílý pěšec · b2 bílý pěšec · e2 bílý střelec · f2 bílý pěšec · g2 bílý pěšec · h2 bílý pěšec · a1 bílý věž · c1 bílý střelec · d1 bílý dáma · f1 bílý věž · g1 bílý král | a8 černý věž · b8 černý jezdec · c8 černý střelec · d8 černý dáma · f8 černý věž · g8 černý král · a7 černý pěšec · b7 černý pěšec · c7 černý pěšec · f7 černý pěšec · g7 černý střelec · h7 černý pěšec · d6 černý pěšec · f6 černý jezdec · g6 černý pěšec · e5 černý pěšec · c4 bílý pěšec · d4 bílý pěšec · e4 bílý pěšec · c3 bílý jezdec · f3 bílý jezdec · a2 bílý pěšec · b2 bílý pěšec · e2 bílý střelec · f2 bílý pěšec · g2 bílý pěšec · h2 bílý pěšec · a1 bílý věž · c1 bílý střelec · d1 bílý dáma · f1 bílý věž · g1 bílý král | a8 černý věž · b8 černý jezdec · c8 černý střelec · d8 černý dáma · f8 černý věž · g8 černý král · a7 černý pěšec · b7 černý pěšec · c7 černý pěšec · f7 černý pěšec · g7 černý střelec · h7 černý pěšec · d6 černý pěšec · f6 černý jezdec · g6 černý pěšec · e5 černý pěšec · c4 bílý pěšec · d4 bílý pěšec · e4 bílý pěšec · c3 bílý jezdec · f3 bílý jezdec · a2 bílý pěšec · b2 bílý pěšec · e2 bílý střelec · f2 bílý pěšec · g2 bílý pěšec · h2 bílý pěšec · a1 bílý věž · c1 bílý střelec · d1 bílý dáma · f1 bílý věž · g1 bílý král | a8 černý věž · b8 černý jezdec · c8 černý střelec · d8 černý dáma · f8 černý věž · g8 černý král · a7 černý pěšec · b7 černý pěšec · c7 černý pěšec · f7 černý pěšec · g7 černý střelec · h7 černý pěšec · d6 černý pěšec · f6 černý jezdec · g6 černý pěšec · e5 černý pěšec · c4 bílý pěšec · d4 bílý pěšec · e4 bílý pěšec · c3 bílý jezdec · f3 bílý jezdec · a2 bílý pěšec · b2 bílý pěšec · e2 bílý střelec · f2 bílý pěšec · g2 bílý pěšec · h2 bílý pěšec · a1 bílý věž · c1 bílý střelec · d1 bílý dáma · f1 bílý věž · g1 bílý král | a8 černý věž · b8 černý jezdec · c8 černý střelec · d8 černý dáma · f8 černý věž · g8 černý král · a7 černý pěšec · b7 černý pěšec · c7 černý pěšec · f7 černý pěšec · g7 černý střelec · h7 černý pěšec · d6 černý pěšec · f6 černý jezdec · g6 černý pěšec · e5 černý pěšec · c4 bílý pěšec · d4 bílý pěšec · e4 bílý pěšec · c3 bílý jezdec · f3 bílý jezdec · a2 bílý pěšec · b2 bílý pěšec · e2 bílý střelec · f2 bílý pěšec · g2 bílý pěšec · h2 bílý pěšec · a1 bílý věž · c1 bílý střelec · d1 bílý dáma · f1 bílý věž · g1 bílý král | 1 |
|   | a | b | c | d | e | f | g | h |   |

|   | a | b | c | d | e | f | g | h |   |
| 8 | a8 černý věž · c8 černý střelec · d8 černý dáma · f8 černý věž · g8 černý král · a7 černý pěšec · b7 černý pěšec · c7 černý pěšec · e7 černý jezdec · f7 černý pěšec · g7 černý střelec · h7 černý pěšec · d6 černý pěšec · f6 černý jezdec · g6 černý pěšec · d5 bílý pěšec · e5 černý pěšec · c4 bílý pěšec · e4 bílý pěšec · c3 bílý jezdec · f3 bílý jezdec · a2 bílý pěšec · b2 bílý pěšec · e2 bílý střelec · f2 bílý pěšec · g2 bílý pěšec · h2 bílý pěšec · a1 bílý věž · c1 bílý střelec · d1 bílý dáma · f1 bílý věž · g1 bílý král | a8 černý věž · c8 černý střelec · d8 černý dáma · f8 černý věž · g8 černý král · a7 černý pěšec · b7 černý pěšec · c7 černý pěšec · e7 černý jezdec · f7 černý pěšec · g7 černý střelec · h7 černý pěšec · d6 černý pěšec · f6 černý jezdec · g6 černý pěšec · d5 bílý pěšec · e5 černý pěšec · c4 bílý pěšec · e4 bílý pěšec · c3 bílý jezdec · f3 bílý jezdec · a2 bílý pěšec · b2 bílý pěšec · e2 bílý střelec · f2 bílý pěšec · g2 bílý pěšec · h2 bílý pěšec · a1 bílý věž · c1 bílý střelec · d1 bílý dáma · f1 bílý věž · g1 bílý král | a8 černý věž · c8 černý střelec · d8 černý dáma · f8 černý věž · g8 černý král · a7 černý pěšec · b7 černý pěšec · c7 černý pěšec · e7 černý jezdec · f7 černý pěšec · g7 černý střelec · h7 černý pěšec · d6 černý pěšec · f6 černý jezdec · g6 černý pěšec · d5 bílý pěšec · e5 černý pěšec · c4 bílý pěšec · e4 bílý pěšec · c3 bílý jezdec · f3 bílý jezdec · a2 bílý pěšec · b2 bílý pěšec · e2 bílý střelec · f2 bílý pěšec · g2 bílý pěšec · h2 bílý pěšec · a1 bílý věž · c1 bílý střelec · d1 bílý dáma · f1 bílý věž · g1 bílý král | a8 černý věž · c8 černý střelec · d8 černý dáma · f8 černý věž · g8 černý král · a7 černý pěšec · b7 černý pěšec · c7 černý pěšec · e7 černý jezdec · f7 černý pěšec · g7 černý střelec · h7 černý pěšec · d6 černý pěšec · f6 černý jezdec · g6 černý pěšec · d5 bílý pěšec · e5 černý pěšec · c4 bílý pěšec · e4 bílý pěšec · c3 bílý jezdec · f3 bílý jezdec · a2 bílý pěšec · b2 bílý pěšec · e2 bílý střelec · f2 bílý pěšec · g2 bílý pěšec · h2 bílý pěšec · a1 bílý věž · c1 bílý střelec · d1 bílý dáma · f1 bílý věž · g1 bílý král | a8 černý věž · c8 černý střelec · d8 černý dáma · f8 černý věž · g8 černý král · a7 černý pěšec · b7 černý pěšec · c7 černý pěšec · e7 černý jezdec · f7 černý pěšec · g7 černý střelec · h7 černý pěšec · d6 černý pěšec · f6 černý jezdec · g6 černý pěšec · d5 bílý pěšec · e5 černý pěšec · c4 bílý pěšec · e4 bílý pěšec · c3 bílý jezdec · f3 bílý jezdec · a2 bílý pěšec · b2 bílý pěšec · e2 bílý střelec · f2 bílý pěšec · g2 bílý pěšec · h2 bílý pěšec · a1 bílý věž · c1 bílý střelec · d1 bílý dáma · f1 bílý věž · g1 bílý král | a8 černý věž · c8 černý střelec · d8 černý dáma · f8 černý věž · g8 černý král · a7 černý pěšec · b7 černý pěšec · c7 černý pěšec · e7 černý jezdec · f7 černý pěšec · g7 černý střelec · h7 černý pěšec · d6 černý pěšec · f6 černý jezdec · g6 černý pěšec · d5 bílý pěšec · e5 černý pěšec · c4 bílý pěšec · e4 bílý pěšec · c3 bílý jezdec · f3 bílý jezdec · a2 bílý pěšec · b2 bílý pěšec · e2 bílý střelec · f2 bílý pěšec · g2 bílý pěšec · h2 bílý pěšec · a1 bílý věž · c1 bílý střelec · d1 bílý dáma · f1 bílý věž · g1 bílý král | a8 černý věž · c8 černý střelec · d8 černý dáma · f8 černý věž · g8 černý král · a7 černý pěšec · b7 černý pěšec · c7 černý pěšec · e7 černý jezdec · f7 černý pěšec · g7 černý střelec · h7 černý pěšec · d6 černý pěšec · f6 černý jezdec · g6 černý pěšec · d5 bílý pěšec · e5 černý pěšec · c4 bílý pěšec · e4 bílý pěšec · c3 bílý jezdec · f3 bílý jezdec · a2 bílý pěšec · b2 bílý pěšec · e2 bílý střelec · f2 bílý pěšec · g2 bílý pěšec · h2 bílý pěšec · a1 bílý věž · c1 bílý střelec · d1 bílý dáma · f1 bílý věž · g1 bílý král | a8 černý věž · c8 černý střelec · d8 černý dáma · f8 černý věž · g8 černý král · a7 černý pěšec · b7 černý pěšec · c7 černý pěšec · e7 černý jezdec · f7 černý pěšec · g7 černý střelec · h7 černý pěšec · d6 černý pěšec · f6 černý jezdec · g6 černý pěšec · d5 bílý pěšec · e5 černý pěšec · c4 bílý pěšec · e4 bílý pěšec · c3 bílý jezdec · f3 bílý jezdec · a2 bílý pěšec · b2 bílý pěšec · e2 bílý střelec · f2 bílý pěšec · g2 bílý pěšec · h2 bílý pěšec · a1 bílý věž · c1 bílý střelec · d1 bílý dáma · f1 bílý věž · g1 bílý král | 8 |
| 7 | a8 černý věž · c8 černý střelec · d8 černý dáma · f8 černý věž · g8 černý král · a7 černý pěšec · b7 černý pěšec · c7 černý pěšec · e7 černý jezdec · f7 černý pěšec · g7 černý střelec · h7 černý pěšec · d6 černý pěšec · f6 černý jezdec · g6 černý pěšec · d5 bílý pěšec · e5 černý pěšec · c4 bílý pěšec · e4 bílý pěšec · c3 bílý jezdec · f3 bílý jezdec · a2 bílý pěšec · b2 bílý pěšec · e2 bílý střelec · f2 bílý pěšec · g2 bílý pěšec · h2 bílý pěšec · a1 bílý věž · c1 bílý střelec · d1 bílý dáma · f1 bílý věž · g1 bílý král | a8 černý věž · c8 černý střelec · d8 černý dáma · f8 černý věž · g8 černý král · a7 černý pěšec · b7 černý pěšec · c7 černý pěšec · e7 černý jezdec · f7 černý pěšec · g7 černý střelec · h7 černý pěšec · d6 černý pěšec · f6 černý jezdec · g6 černý pěšec · d5 bílý pěšec · e5 černý pěšec · c4 bílý pěšec · e4 bílý pěšec · c3 bílý jezdec · f3 bílý jezdec · a2 bílý pěšec · b2 bílý pěšec · e2 bílý střelec · f2 bílý pěšec · g2 bílý pěšec · h2 bílý pěšec · a1 bílý věž · c1 bílý střelec · d1 bílý dáma · f1 bílý věž · g1 bílý král | a8 černý věž · c8 černý střelec · d8 černý dáma · f8 černý věž · g8 černý král · a7 černý pěšec · b7 černý pěšec · c7 černý pěšec · e7 černý jezdec · f7 černý pěšec · g7 černý střelec · h7 černý pěšec · d6 černý pěšec · f6 černý jezdec · g6 černý pěšec · d5 bílý pěšec · e5 černý pěšec · c4 bílý pěšec · e4 bílý pěšec · c3 bílý jezdec · f3 bílý jezdec · a2 bílý pěšec · b2 bílý pěšec · e2 bílý střelec · f2 bílý pěšec · g2 bílý pěšec · h2 bílý pěšec · a1 bílý věž · c1 bílý střelec · d1 bílý dáma · f1 bílý věž · g1 bílý král | a8 černý věž · c8 černý střelec · d8 černý dáma · f8 černý věž · g8 černý král · a7 černý pěšec · b7 černý pěšec · c7 černý pěšec · e7 černý jezdec · f7 černý pěšec · g7 černý střelec · h7 černý pěšec · d6 černý pěšec · f6 černý jezdec · g6 černý pěšec · d5 bílý pěšec · e5 černý pěšec · c4 bílý pěšec · e4 bílý pěšec · c3 bílý jezdec · f3 bílý jezdec · a2 bílý pěšec · b2 bílý pěšec · e2 bílý střelec · f2 bílý pěšec · g2 bílý pěšec · h2 bílý pěšec · a1 bílý věž · c1 bílý střelec · d1 bílý dáma · f1 bílý věž · g1 bílý král | a8 černý věž · c8 černý střelec · d8 černý dáma · f8 černý věž · g8 černý král · a7 černý pěšec · b7 černý pěšec · c7 černý pěšec · e7 černý jezdec · f7 černý pěšec · g7 černý střelec · h7 černý pěšec · d6 černý pěšec · f6 černý jezdec · g6 černý pěšec · d5 bílý pěšec · e5 černý pěšec · c4 bílý pěšec · e4 bílý pěšec · c3 bílý jezdec · f3 bílý jezdec · a2 bílý pěšec · b2 bílý pěšec · e2 bílý střelec · f2 bílý pěšec · g2 bílý pěšec · h2 bílý pěšec · a1 bílý věž · c1 bílý střelec · d1 bílý dáma · f1 bílý věž · g1 bílý král | a8 černý věž · c8 černý střelec · d8 černý dáma · f8 černý věž · g8 černý král · a7 černý pěšec · b7 černý pěšec · c7 černý pěšec · e7 černý jezdec · f7 černý pěšec · g7 černý střelec · h7 černý pěšec · d6 černý pěšec · f6 černý jezdec · g6 černý pěšec · d5 bílý pěšec · e5 černý pěšec · c4 bílý pěšec · e4 bílý pěšec · c3 bílý jezdec · f3 bílý jezdec · a2 bílý pěšec · b2 bílý pěšec · e2 bílý střelec · f2 bílý pěšec · g2 bílý pěšec · h2 bílý pěšec · a1 bílý věž · c1 bílý střelec · d1 bílý dáma · f1 bílý věž · g1 bílý král | a8 černý věž · c8 černý střelec · d8 černý dáma · f8 černý věž · g8 černý král · a7 černý pěšec · b7 černý pěšec · c7 černý pěšec · e7 černý jezdec · f7 černý pěšec · g7 černý střelec · h7 černý pěšec · d6 černý pěšec · f6 černý jezdec · g6 černý pěšec · d5 bílý pěšec · e5 černý pěšec · c4 bílý pěšec · e4 bílý pěšec · c3 bílý jezdec · f3 bílý jezdec · a2 bílý pěšec · b2 bílý pěšec · e2 bílý střelec · f2 bílý pěšec · g2 bílý pěšec · h2 bílý pěšec · a1 bílý věž · c1 bílý střelec · d1 bílý dáma · f1 bílý věž · g1 bílý král | a8 černý věž · c8 černý střelec · d8 černý dáma · f8 černý věž · g8 černý král · a7 černý pěšec · b7 černý pěšec · c7 černý pěšec · e7 černý jezdec · f7 černý pěšec · g7 černý střelec · h7 černý pěšec · d6 černý pěšec · f6 černý jezdec · g6 černý pěšec · d5 bílý pěšec · e5 černý pěšec · c4 bílý pěšec · e4 bílý pěšec · c3 bílý jezdec · f3 bílý jezdec · a2 bílý pěšec · b2 bílý pěšec · e2 bílý střelec · f2 bílý pěšec · g2 bílý pěšec · h2 bílý pěšec · a1 bílý věž · c1 bílý střelec · d1 bílý dáma · f1 bílý věž · g1 bílý král | 7 |
| 6 | a8 černý věž · c8 černý střelec · d8 černý dáma · f8 černý věž · g8 černý král · a7 černý pěšec · b7 černý pěšec · c7 černý pěšec · e7 černý jezdec · f7 černý pěšec · g7 černý střelec · h7 černý pěšec · d6 černý pěšec · f6 černý jezdec · g6 černý pěšec · d5 bílý pěšec · e5 černý pěšec · c4 bílý pěšec · e4 bílý pěšec · c3 bílý jezdec · f3 bílý jezdec · a2 bílý pěšec · b2 bílý pěšec · e2 bílý střelec · f2 bílý pěšec · g2 bílý pěšec · h2 bílý pěšec · a1 bílý věž · c1 bílý střelec · d1 bílý dáma · f1 bílý věž · g1 bílý král | a8 černý věž · c8 černý střelec · d8 černý dáma · f8 černý věž · g8 černý král · a7 černý pěšec · b7 černý pěšec · c7 černý pěšec · e7 černý jezdec · f7 černý pěšec · g7 černý střelec · h7 černý pěšec · d6 černý pěšec · f6 černý jezdec · g6 černý pěšec · d5 bílý pěšec · e5 černý pěšec · c4 bílý pěšec · e4 bílý pěšec · c3 bílý jezdec · f3 bílý jezdec · a2 bílý pěšec · b2 bílý pěšec · e2 bílý střelec · f2 bílý pěšec · g2 bílý pěšec · h2 bílý pěšec · a1 bílý věž · c1 bílý střelec · d1 bílý dáma · f1 bílý věž · g1 bílý král | a8 černý věž · c8 černý střelec · d8 černý dáma · f8 černý věž · g8 černý král · a7 černý pěšec · b7 černý pěšec · c7 černý pěšec · e7 černý jezdec · f7 černý pěšec · g7 černý střelec · h7 černý pěšec · d6 černý pěšec · f6 černý jezdec · g6 černý pěšec · d5 bílý pěšec · e5 černý pěšec · c4 bílý pěšec · e4 bílý pěšec · c3 bílý jezdec · f3 bílý jezdec · a2 bílý pěšec · b2 bílý pěšec · e2 bílý střelec · f2 bílý pěšec · g2 bílý pěšec · h2 bílý pěšec · a1 bílý věž · c1 bílý střelec · d1 bílý dáma · f1 bílý věž · g1 bílý král | a8 černý věž · c8 černý střelec · d8 černý dáma · f8 černý věž · g8 černý král · a7 černý pěšec · b7 černý pěšec · c7 černý pěšec · e7 černý jezdec · f7 černý pěšec · g7 černý střelec · h7 černý pěšec · d6 černý pěšec · f6 černý jezdec · g6 černý pěšec · d5 bílý pěšec · e5 černý pěšec · c4 bílý pěšec · e4 bílý pěšec · c3 bílý jezdec · f3 bílý jezdec · a2 bílý pěšec · b2 bílý pěšec · e2 bílý střelec · f2 bílý pěšec · g2 bílý pěšec · h2 bílý pěšec · a1 bílý věž · c1 bílý střelec · d1 bílý dáma · f1 bílý věž · g1 bílý král | a8 černý věž · c8 černý střelec · d8 černý dáma · f8 černý věž · g8 černý král · a7 černý pěšec · b7 černý pěšec · c7 černý pěšec · e7 černý jezdec · f7 černý pěšec · g7 černý střelec · h7 černý pěšec · d6 černý pěšec · f6 černý jezdec · g6 černý pěšec · d5 bílý pěšec · e5 černý pěšec · c4 bílý pěšec · e4 bílý pěšec · c3 bílý jezdec · f3 bílý jezdec · a2 bílý pěšec · b2 bílý pěšec · e2 bílý střelec · f2 bílý pěšec · g2 bílý pěšec · h2 bílý pěšec · a1 bílý věž · c1 bílý střelec · d1 bílý dáma · f1 bílý věž · g1 bílý král | a8 černý věž · c8 černý střelec · d8 černý dáma · f8 černý věž · g8 černý král · a7 černý pěšec · b7 černý pěšec · c7 černý pěšec · e7 černý jezdec · f7 černý pěšec · g7 černý střelec · h7 černý pěšec · d6 černý pěšec · f6 černý jezdec · g6 černý pěšec · d5 bílý pěšec · e5 černý pěšec · c4 bílý pěšec · e4 bílý pěšec · c3 bílý jezdec · f3 bílý jezdec · a2 bílý pěšec · b2 bílý pěšec · e2 bílý střelec · f2 bílý pěšec · g2 bílý pěšec · h2 bílý pěšec · a1 bílý věž · c1 bílý střelec · d1 bílý dáma · f1 bílý věž · g1 bílý král | a8 černý věž · c8 černý střelec · d8 černý dáma · f8 černý věž · g8 černý král · a7 černý pěšec · b7 černý pěšec · c7 černý pěšec · e7 černý jezdec · f7 černý pěšec · g7 černý střelec · h7 černý pěšec · d6 černý pěšec · f6 černý jezdec · g6 černý pěšec · d5 bílý pěšec · e5 černý pěšec · c4 bílý pěšec · e4 bílý pěšec · c3 bílý jezdec · f3 bílý jezdec · a2 bílý pěšec · b2 bílý pěšec · e2 bílý střelec · f2 bílý pěšec · g2 bílý pěšec · h2 bílý pěšec · a1 bílý věž · c1 bílý střelec · d1 bílý dáma · f1 bílý věž · g1 bílý král | a8 černý věž · c8 černý střelec · d8 černý dáma · f8 černý věž · g8 černý král · a7 černý pěšec · b7 černý pěšec · c7 černý pěšec · e7 černý jezdec · f7 černý pěšec · g7 černý střelec · h7 černý pěšec · d6 černý pěšec · f6 černý jezdec · g6 černý pěšec · d5 bílý pěšec · e5 černý pěšec · c4 bílý pěšec · e4 bílý pěšec · c3 bílý jezdec · f3 bílý jezdec · a2 bílý pěšec · b2 bílý pěšec · e2 bílý střelec · f2 bílý pěšec · g2 bílý pěšec · h2 bílý pěšec · a1 bílý věž · c1 bílý střelec · d1 bílý dáma · f1 bílý věž · g1 bílý král | 6 |
| 5 | a8 černý věž · c8 černý střelec · d8 černý dáma · f8 černý věž · g8 černý král · a7 černý pěšec · b7 černý pěšec · c7 černý pěšec · e7 černý jezdec · f7 černý pěšec · g7 černý střelec · h7 černý pěšec · d6 černý pěšec · f6 černý jezdec · g6 černý pěšec · d5 bílý pěšec · e5 černý pěšec · c4 bílý pěšec · e4 bílý pěšec · c3 bílý jezdec · f3 bílý jezdec · a2 bílý pěšec · b2 bílý pěšec · e2 bílý střelec · f2 bílý pěšec · g2 bílý pěšec · h2 bílý pěšec · a1 bílý věž · c1 bílý střelec · d1 bílý dáma · f1 bílý věž · g1 bílý král | a8 černý věž · c8 černý střelec · d8 černý dáma · f8 černý věž · g8 černý král · a7 černý pěšec · b7 černý pěšec · c7 černý pěšec · e7 černý jezdec · f7 černý pěšec · g7 černý střelec · h7 černý pěšec · d6 černý pěšec · f6 černý jezdec · g6 černý pěšec · d5 bílý pěšec · e5 černý pěšec · c4 bílý pěšec · e4 bílý pěšec · c3 bílý jezdec · f3 bílý jezdec · a2 bílý pěšec · b2 bílý pěšec · e2 bílý střelec · f2 bílý pěšec · g2 bílý pěšec · h2 bílý pěšec · a1 bílý věž · c1 bílý střelec · d1 bílý dáma · f1 bílý věž · g1 bílý král | a8 černý věž · c8 černý střelec · d8 černý dáma · f8 černý věž · g8 černý král · a7 černý pěšec · b7 černý pěšec · c7 černý pěšec · e7 černý jezdec · f7 černý pěšec · g7 černý střelec · h7 černý pěšec · d6 černý pěšec · f6 černý jezdec · g6 černý pěšec · d5 bílý pěšec · e5 černý pěšec · c4 bílý pěšec · e4 bílý pěšec · c3 bílý jezdec · f3 bílý jezdec · a2 bílý pěšec · b2 bílý pěšec · e2 bílý střelec · f2 bílý pěšec · g2 bílý pěšec · h2 bílý pěšec · a1 bílý věž · c1 bílý střelec · d1 bílý dáma · f1 bílý věž · g1 bílý král | a8 černý věž · c8 černý střelec · d8 černý dáma · f8 černý věž · g8 černý král · a7 černý pěšec · b7 černý pěšec · c7 černý pěšec · e7 černý jezdec · f7 černý pěšec · g7 černý střelec · h7 černý pěšec · d6 černý pěšec · f6 černý jezdec · g6 černý pěšec · d5 bílý pěšec · e5 černý pěšec · c4 bílý pěšec · e4 bílý pěšec · c3 bílý jezdec · f3 bílý jezdec · a2 bílý pěšec · b2 bílý pěšec · e2 bílý střelec · f2 bílý pěšec · g2 bílý pěšec · h2 bílý pěšec · a1 bílý věž · c1 bílý střelec · d1 bílý dáma · f1 bílý věž · g1 bílý král | a8 černý věž · c8 černý střelec · d8 černý dáma · f8 černý věž · g8 černý král · a7 černý pěšec · b7 černý pěšec · c7 černý pěšec · e7 černý jezdec · f7 černý pěšec · g7 černý střelec · h7 černý pěšec · d6 černý pěšec · f6 černý jezdec · g6 černý pěšec · d5 bílý pěšec · e5 černý pěšec · c4 bílý pěšec · e4 bílý pěšec · c3 bílý jezdec · f3 bílý jezdec · a2 bílý pěšec · b2 bílý pěšec · e2 bílý střelec · f2 bílý pěšec · g2 bílý pěšec · h2 bílý pěšec · a1 bílý věž · c1 bílý střelec · d1 bílý dáma · f1 bílý věž · g1 bílý král | a8 černý věž · c8 černý střelec · d8 černý dáma · f8 černý věž · g8 černý král · a7 černý pěšec · b7 černý pěšec · c7 černý pěšec · e7 černý jezdec · f7 černý pěšec · g7 černý střelec · h7 černý pěšec · d6 černý pěšec · f6 černý jezdec · g6 černý pěšec · d5 bílý pěšec · e5 černý pěšec · c4 bílý pěšec · e4 bílý pěšec · c3 bílý jezdec · f3 bílý jezdec · a2 bílý pěšec · b2 bílý pěšec · e2 bílý střelec · f2 bílý pěšec · g2 bílý pěšec · h2 bílý pěšec · a1 bílý věž · c1 bílý střelec · d1 bílý dáma · f1 bílý věž · g1 bílý král | a8 černý věž · c8 černý střelec · d8 černý dáma · f8 černý věž · g8 černý král · a7 černý pěšec · b7 černý pěšec · c7 černý pěšec · e7 černý jezdec · f7 černý pěšec · g7 černý střelec · h7 černý pěšec · d6 černý pěšec · f6 černý jezdec · g6 černý pěšec · d5 bílý pěšec · e5 černý pěšec · c4 bílý pěšec · e4 bílý pěšec · c3 bílý jezdec · f3 bílý jezdec · a2 bílý pěšec · b2 bílý pěšec · e2 bílý střelec · f2 bílý pěšec · g2 bílý pěšec · h2 bílý pěšec · a1 bílý věž · c1 bílý střelec · d1 bílý dáma · f1 bílý věž · g1 bílý král | a8 černý věž · c8 černý střelec · d8 černý dáma · f8 černý věž · g8 černý král · a7 černý pěšec · b7 černý pěšec · c7 černý pěšec · e7 černý jezdec · f7 černý pěšec · g7 černý střelec · h7 černý pěšec · d6 černý pěšec · f6 černý jezdec · g6 černý pěšec · d5 bílý pěšec · e5 černý pěšec · c4 bílý pěšec · e4 bílý pěšec · c3 bílý jezdec · f3 bílý jezdec · a2 bílý pěšec · b2 bílý pěšec · e2 bílý střelec · f2 bílý pěšec · g2 bílý pěšec · h2 bílý pěšec · a1 bílý věž · c1 bílý střelec · d1 bílý dáma · f1 bílý věž · g1 bílý král | 5 |
| 4 | a8 černý věž · c8 černý střelec · d8 černý dáma · f8 černý věž · g8 černý král · a7 černý pěšec · b7 černý pěšec · c7 černý pěšec · e7 černý jezdec · f7 černý pěšec · g7 černý střelec · h7 černý pěšec · d6 černý pěšec · f6 černý jezdec · g6 černý pěšec · d5 bílý pěšec · e5 černý pěšec · c4 bílý pěšec · e4 bílý pěšec · c3 bílý jezdec · f3 bílý jezdec · a2 bílý pěšec · b2 bílý pěšec · e2 bílý střelec · f2 bílý pěšec · g2 bílý pěšec · h2 bílý pěšec · a1 bílý věž · c1 bílý střelec · d1 bílý dáma · f1 bílý věž · g1 bílý král | a8 černý věž · c8 černý střelec · d8 černý dáma · f8 černý věž · g8 černý král · a7 černý pěšec · b7 černý pěšec · c7 černý pěšec · e7 černý jezdec · f7 černý pěšec · g7 černý střelec · h7 černý pěšec · d6 černý pěšec · f6 černý jezdec · g6 černý pěšec · d5 bílý pěšec · e5 černý pěšec · c4 bílý pěšec · e4 bílý pěšec · c3 bílý jezdec · f3 bílý jezdec · a2 bílý pěšec · b2 bílý pěšec · e2 bílý střelec · f2 bílý pěšec · g2 bílý pěšec · h2 bílý pěšec · a1 bílý věž · c1 bílý střelec · d1 bílý dáma · f1 bílý věž · g1 bílý král | a8 černý věž · c8 černý střelec · d8 černý dáma · f8 černý věž · g8 černý král · a7 černý pěšec · b7 černý pěšec · c7 černý pěšec · e7 černý jezdec · f7 černý pěšec · g7 černý střelec · h7 černý pěšec · d6 černý pěšec · f6 černý jezdec · g6 černý pěšec · d5 bílý pěšec · e5 černý pěšec · c4 bílý pěšec · e4 bílý pěšec · c3 bílý jezdec · f3 bílý jezdec · a2 bílý pěšec · b2 bílý pěšec · e2 bílý střelec · f2 bílý pěšec · g2 bílý pěšec · h2 bílý pěšec · a1 bílý věž · c1 bílý střelec · d1 bílý dáma · f1 bílý věž · g1 bílý král | a8 černý věž · c8 černý střelec · d8 černý dáma · f8 černý věž · g8 černý král · a7 černý pěšec · b7 černý pěšec · c7 černý pěšec · e7 černý jezdec · f7 černý pěšec · g7 černý střelec · h7 černý pěšec · d6 černý pěšec · f6 černý jezdec · g6 černý pěšec · d5 bílý pěšec · e5 černý pěšec · c4 bílý pěšec · e4 bílý pěšec · c3 bílý jezdec · f3 bílý jezdec · a2 bílý pěšec · b2 bílý pěšec · e2 bílý střelec · f2 bílý pěšec · g2 bílý pěšec · h2 bílý pěšec · a1 bílý věž · c1 bílý střelec · d1 bílý dáma · f1 bílý věž · g1 bílý král | a8 černý věž · c8 černý střelec · d8 černý dáma · f8 černý věž · g8 černý král · a7 černý pěšec · b7 černý pěšec · c7 černý pěšec · e7 černý jezdec · f7 černý pěšec · g7 černý střelec · h7 černý pěšec · d6 černý pěšec · f6 černý jezdec · g6 černý pěšec · d5 bílý pěšec · e5 černý pěšec · c4 bílý pěšec · e4 bílý pěšec · c3 bílý jezdec · f3 bílý jezdec · a2 bílý pěšec · b2 bílý pěšec · e2 bílý střelec · f2 bílý pěšec · g2 bílý pěšec · h2 bílý pěšec · a1 bílý věž · c1 bílý střelec · d1 bílý dáma · f1 bílý věž · g1 bílý král | a8 černý věž · c8 černý střelec · d8 černý dáma · f8 černý věž · g8 černý král · a7 černý pěšec · b7 černý pěšec · c7 černý pěšec · e7 černý jezdec · f7 černý pěšec · g7 černý střelec · h7 černý pěšec · d6 černý pěšec · f6 černý jezdec · g6 černý pěšec · d5 bílý pěšec · e5 černý pěšec · c4 bílý pěšec · e4 bílý pěšec · c3 bílý jezdec · f3 bílý jezdec · a2 bílý pěšec · b2 bílý pěšec · e2 bílý střelec · f2 bílý pěšec · g2 bílý pěšec · h2 bílý pěšec · a1 bílý věž · c1 bílý střelec · d1 bílý dáma · f1 bílý věž · g1 bílý král | a8 černý věž · c8 černý střelec · d8 černý dáma · f8 černý věž · g8 černý král · a7 černý pěšec · b7 černý pěšec · c7 černý pěšec · e7 černý jezdec · f7 černý pěšec · g7 černý střelec · h7 černý pěšec · d6 černý pěšec · f6 černý jezdec · g6 černý pěšec · d5 bílý pěšec · e5 černý pěšec · c4 bílý pěšec · e4 bílý pěšec · c3 bílý jezdec · f3 bílý jezdec · a2 bílý pěšec · b2 bílý pěšec · e2 bílý střelec · f2 bílý pěšec · g2 bílý pěšec · h2 bílý pěšec · a1 bílý věž · c1 bílý střelec · d1 bílý dáma · f1 bílý věž · g1 bílý král | a8 černý věž · c8 černý střelec · d8 černý dáma · f8 černý věž · g8 černý král · a7 černý pěšec · b7 černý pěšec · c7 černý pěšec · e7 černý jezdec · f7 černý pěšec · g7 černý střelec · h7 černý pěšec · d6 černý pěšec · f6 černý jezdec · g6 černý pěšec · d5 bílý pěšec · e5 černý pěšec · c4 bílý pěšec · e4 bílý pěšec · c3 bílý jezdec · f3 bílý jezdec · a2 bílý pěšec · b2 bílý pěšec · e2 bílý střelec · f2 bílý pěšec · g2 bílý pěšec · h2 bílý pěšec · a1 bílý věž · c1 bílý střelec · d1 bílý dáma · f1 bílý věž · g1 bílý král | 4 |
| 3 | a8 černý věž · c8 černý střelec · d8 černý dáma · f8 černý věž · g8 černý král · a7 černý pěšec · b7 černý pěšec · c7 černý pěšec · e7 černý jezdec · f7 černý pěšec · g7 černý střelec · h7 černý pěšec · d6 černý pěšec · f6 černý jezdec · g6 černý pěšec · d5 bílý pěšec · e5 černý pěšec · c4 bílý pěšec · e4 bílý pěšec · c3 bílý jezdec · f3 bílý jezdec · a2 bílý pěšec · b2 bílý pěšec · e2 bílý střelec · f2 bílý pěšec · g2 bílý pěšec · h2 bílý pěšec · a1 bílý věž · c1 bílý střelec · d1 bílý dáma · f1 bílý věž · g1 bílý král | a8 černý věž · c8 černý střelec · d8 černý dáma · f8 černý věž · g8 černý král · a7 černý pěšec · b7 černý pěšec · c7 černý pěšec · e7 černý jezdec · f7 černý pěšec · g7 černý střelec · h7 černý pěšec · d6 černý pěšec · f6 černý jezdec · g6 černý pěšec · d5 bílý pěšec · e5 černý pěšec · c4 bílý pěšec · e4 bílý pěšec · c3 bílý jezdec · f3 bílý jezdec · a2 bílý pěšec · b2 bílý pěšec · e2 bílý střelec · f2 bílý pěšec · g2 bílý pěšec · h2 bílý pěšec · a1 bílý věž · c1 bílý střelec · d1 bílý dáma · f1 bílý věž · g1 bílý král | a8 černý věž · c8 černý střelec · d8 černý dáma · f8 černý věž · g8 černý král · a7 černý pěšec · b7 černý pěšec · c7 černý pěšec · e7 černý jezdec · f7 černý pěšec · g7 černý střelec · h7 černý pěšec · d6 černý pěšec · f6 černý jezdec · g6 černý pěšec · d5 bílý pěšec · e5 černý pěšec · c4 bílý pěšec · e4 bílý pěšec · c3 bílý jezdec · f3 bílý jezdec · a2 bílý pěšec · b2 bílý pěšec · e2 bílý střelec · f2 bílý pěšec · g2 bílý pěšec · h2 bílý pěšec · a1 bílý věž · c1 bílý střelec · d1 bílý dáma · f1 bílý věž · g1 bílý král | a8 černý věž · c8 černý střelec · d8 černý dáma · f8 černý věž · g8 černý král · a7 černý pěšec · b7 černý pěšec · c7 černý pěšec · e7 černý jezdec · f7 černý pěšec · g7 černý střelec · h7 černý pěšec · d6 černý pěšec · f6 černý jezdec · g6 černý pěšec · d5 bílý pěšec · e5 černý pěšec · c4 bílý pěšec · e4 bílý pěšec · c3 bílý jezdec · f3 bílý jezdec · a2 bílý pěšec · b2 bílý pěšec · e2 bílý střelec · f2 bílý pěšec · g2 bílý pěšec · h2 bílý pěšec · a1 bílý věž · c1 bílý střelec · d1 bílý dáma · f1 bílý věž · g1 bílý král | a8 černý věž · c8 černý střelec · d8 černý dáma · f8 černý věž · g8 černý král · a7 černý pěšec · b7 černý pěšec · c7 černý pěšec · e7 černý jezdec · f7 černý pěšec · g7 černý střelec · h7 černý pěšec · d6 černý pěšec · f6 černý jezdec · g6 černý pěšec · d5 bílý pěšec · e5 černý pěšec · c4 bílý pěšec · e4 bílý pěšec · c3 bílý jezdec · f3 bílý jezdec · a2 bílý pěšec · b2 bílý pěšec · e2 bílý střelec · f2 bílý pěšec · g2 bílý pěšec · h2 bílý pěšec · a1 bílý věž · c1 bílý střelec · d1 bílý dáma · f1 bílý věž · g1 bílý král | a8 černý věž · c8 černý střelec · d8 černý dáma · f8 černý věž · g8 černý král · a7 černý pěšec · b7 černý pěšec · c7 černý pěšec · e7 černý jezdec · f7 černý pěšec · g7 černý střelec · h7 černý pěšec · d6 černý pěšec · f6 černý jezdec · g6 černý pěšec · d5 bílý pěšec · e5 černý pěšec · c4 bílý pěšec · e4 bílý pěšec · c3 bílý jezdec · f3 bílý jezdec · a2 bílý pěšec · b2 bílý pěšec · e2 bílý střelec · f2 bílý pěšec · g2 bílý pěšec · h2 bílý pěšec · a1 bílý věž · c1 bílý střelec · d1 bílý dáma · f1 bílý věž · g1 bílý král | a8 černý věž · c8 černý střelec · d8 černý dáma · f8 černý věž · g8 černý král · a7 černý pěšec · b7 černý pěšec · c7 černý pěšec · e7 černý jezdec · f7 černý pěšec · g7 černý střelec · h7 černý pěšec · d6 černý pěšec · f6 černý jezdec · g6 černý pěšec · d5 bílý pěšec · e5 černý pěšec · c4 bílý pěšec · e4 bílý pěšec · c3 bílý jezdec · f3 bílý jezdec · a2 bílý pěšec · b2 bílý pěšec · e2 bílý střelec · f2 bílý pěšec · g2 bílý pěšec · h2 bílý pěšec · a1 bílý věž · c1 bílý střelec · d1 bílý dáma · f1 bílý věž · g1 bílý král | a8 černý věž · c8 černý střelec · d8 černý dáma · f8 černý věž · g8 černý král · a7 černý pěšec · b7 černý pěšec · c7 černý pěšec · e7 černý jezdec · f7 černý pěšec · g7 černý střelec · h7 černý pěšec · d6 černý pěšec · f6 černý jezdec · g6 černý pěšec · d5 bílý pěšec · e5 černý pěšec · c4 bílý pěšec · e4 bílý pěšec · c3 bílý jezdec · f3 bílý jezdec · a2 bílý pěšec · b2 bílý pěšec · e2 bílý střelec · f2 bílý pěšec · g2 bílý pěšec · h2 bílý pěšec · a1 bílý věž · c1 bílý střelec · d1 bílý dáma · f1 bílý věž · g1 bílý král | 3 |
| 2 | a8 černý věž · c8 černý střelec · d8 černý dáma · f8 černý věž · g8 černý král · a7 černý pěšec · b7 černý pěšec · c7 černý pěšec · e7 černý jezdec · f7 černý pěšec · g7 černý střelec · h7 černý pěšec · d6 černý pěšec · f6 černý jezdec · g6 černý pěšec · d5 bílý pěšec · e5 černý pěšec · c4 bílý pěšec · e4 bílý pěšec · c3 bílý jezdec · f3 bílý jezdec · a2 bílý pěšec · b2 bílý pěšec · e2 bílý střelec · f2 bílý pěšec · g2 bílý pěšec · h2 bílý pěšec · a1 bílý věž · c1 bílý střelec · d1 bílý dáma · f1 bílý věž · g1 bílý král | a8 černý věž · c8 černý střelec · d8 černý dáma · f8 černý věž · g8 černý král · a7 černý pěšec · b7 černý pěšec · c7 černý pěšec · e7 černý jezdec · f7 černý pěšec · g7 černý střelec · h7 černý pěšec · d6 černý pěšec · f6 černý jezdec · g6 černý pěšec · d5 bílý pěšec · e5 černý pěšec · c4 bílý pěšec · e4 bílý pěšec · c3 bílý jezdec · f3 bílý jezdec · a2 bílý pěšec · b2 bílý pěšec · e2 bílý střelec · f2 bílý pěšec · g2 bílý pěšec · h2 bílý pěšec · a1 bílý věž · c1 bílý střelec · d1 bílý dáma · f1 bílý věž · g1 bílý král | a8 černý věž · c8 černý střelec · d8 černý dáma · f8 černý věž · g8 černý král · a7 černý pěšec · b7 černý pěšec · c7 černý pěšec · e7 černý jezdec · f7 černý pěšec · g7 černý střelec · h7 černý pěšec · d6 černý pěšec · f6 černý jezdec · g6 černý pěšec · d5 bílý pěšec · e5 černý pěšec · c4 bílý pěšec · e4 bílý pěšec · c3 bílý jezdec · f3 bílý jezdec · a2 bílý pěšec · b2 bílý pěšec · e2 bílý střelec · f2 bílý pěšec · g2 bílý pěšec · h2 bílý pěšec · a1 bílý věž · c1 bílý střelec · d1 bílý dáma · f1 bílý věž · g1 bílý král | a8 černý věž · c8 černý střelec · d8 černý dáma · f8 černý věž · g8 černý král · a7 černý pěšec · b7 černý pěšec · c7 černý pěšec · e7 černý jezdec · f7 černý pěšec · g7 černý střelec · h7 černý pěšec · d6 černý pěšec · f6 černý jezdec · g6 černý pěšec · d5 bílý pěšec · e5 černý pěšec · c4 bílý pěšec · e4 bílý pěšec · c3 bílý jezdec · f3 bílý jezdec · a2 bílý pěšec · b2 bílý pěšec · e2 bílý střelec · f2 bílý pěšec · g2 bílý pěšec · h2 bílý pěšec · a1 bílý věž · c1 bílý střelec · d1 bílý dáma · f1 bílý věž · g1 bílý král | a8 černý věž · c8 černý střelec · d8 černý dáma · f8 černý věž · g8 černý král · a7 černý pěšec · b7 černý pěšec · c7 černý pěšec · e7 černý jezdec · f7 černý pěšec · g7 černý střelec · h7 černý pěšec · d6 černý pěšec · f6 černý jezdec · g6 černý pěšec · d5 bílý pěšec · e5 černý pěšec · c4 bílý pěšec · e4 bílý pěšec · c3 bílý jezdec · f3 bílý jezdec · a2 bílý pěšec · b2 bílý pěšec · e2 bílý střelec · f2 bílý pěšec · g2 bílý pěšec · h2 bílý pěšec · a1 bílý věž · c1 bílý střelec · d1 bílý dáma · f1 bílý věž · g1 bílý král | a8 černý věž · c8 černý střelec · d8 černý dáma · f8 černý věž · g8 černý král · a7 černý pěšec · b7 černý pěšec · c7 černý pěšec · e7 černý jezdec · f7 černý pěšec · g7 černý střelec · h7 černý pěšec · d6 černý pěšec · f6 černý jezdec · g6 černý pěšec · d5 bílý pěšec · e5 černý pěšec · c4 bílý pěšec · e4 bílý pěšec · c3 bílý jezdec · f3 bílý jezdec · a2 bílý pěšec · b2 bílý pěšec · e2 bílý střelec · f2 bílý pěšec · g2 bílý pěšec · h2 bílý pěšec · a1 bílý věž · c1 bílý střelec · d1 bílý dáma · f1 bílý věž · g1 bílý král | a8 černý věž · c8 černý střelec · d8 černý dáma · f8 černý věž · g8 černý král · a7 černý pěšec · b7 černý pěšec · c7 černý pěšec · e7 černý jezdec · f7 černý pěšec · g7 černý střelec · h7 černý pěšec · d6 černý pěšec · f6 černý jezdec · g6 černý pěšec · d5 bílý pěšec · e5 černý pěšec · c4 bílý pěšec · e4 bílý pěšec · c3 bílý jezdec · f3 bílý jezdec · a2 bílý pěšec · b2 bílý pěšec · e2 bílý střelec · f2 bílý pěšec · g2 bílý pěšec · h2 bílý pěšec · a1 bílý věž · c1 bílý střelec · d1 bílý dáma · f1 bílý věž · g1 bílý král | a8 černý věž · c8 černý střelec · d8 černý dáma · f8 černý věž · g8 černý král · a7 černý pěšec · b7 černý pěšec · c7 černý pěšec · e7 černý jezdec · f7 černý pěšec · g7 černý střelec · h7 černý pěšec · d6 černý pěšec · f6 černý jezdec · g6 černý pěšec · d5 bílý pěšec · e5 černý pěšec · c4 bílý pěšec · e4 bílý pěšec · c3 bílý jezdec · f3 bílý jezdec · a2 bílý pěšec · b2 bílý pěšec · e2 bílý střelec · f2 bílý pěšec · g2 bílý pěšec · h2 bílý pěšec · a1 bílý věž · c1 bílý střelec · d1 bílý dáma · f1 bílý věž · g1 bílý král | 2 |
| 1 | a8 černý věž · c8 černý střelec · d8 černý dáma · f8 černý věž · g8 černý král · a7 černý pěšec · b7 černý pěšec · c7 černý pěšec · e7 černý jezdec · f7 černý pěšec · g7 černý střelec · h7 černý pěšec · d6 černý pěšec · f6 černý jezdec · g6 černý pěšec · d5 bílý pěšec · e5 černý pěšec · c4 bílý pěšec · e4 bílý pěšec · c3 bílý jezdec · f3 bílý jezdec · a2 bílý pěšec · b2 bílý pěšec · e2 bílý střelec · f2 bílý pěšec · g2 bílý pěšec · h2 bílý pěšec · a1 bílý věž · c1 bílý střelec · d1 bílý dáma · f1 bílý věž · g1 bílý král | a8 černý věž · c8 černý střelec · d8 černý dáma · f8 černý věž · g8 černý král · a7 černý pěšec · b7 černý pěšec · c7 černý pěšec · e7 černý jezdec · f7 černý pěšec · g7 černý střelec · h7 černý pěšec · d6 černý pěšec · f6 černý jezdec · g6 černý pěšec · d5 bílý pěšec · e5 černý pěšec · c4 bílý pěšec · e4 bílý pěšec · c3 bílý jezdec · f3 bílý jezdec · a2 bílý pěšec · b2 bílý pěšec · e2 bílý střelec · f2 bílý pěšec · g2 bílý pěšec · h2 bílý pěšec · a1 bílý věž · c1 bílý střelec · d1 bílý dáma · f1 bílý věž · g1 bílý král | a8 černý věž · c8 černý střelec · d8 černý dáma · f8 černý věž · g8 černý král · a7 černý pěšec · b7 černý pěšec · c7 černý pěšec · e7 černý jezdec · f7 černý pěšec · g7 černý střelec · h7 černý pěšec · d6 černý pěšec · f6 černý jezdec · g6 černý pěšec · d5 bílý pěšec · e5 černý pěšec · c4 bílý pěšec · e4 bílý pěšec · c3 bílý jezdec · f3 bílý jezdec · a2 bílý pěšec · b2 bílý pěšec · e2 bílý střelec · f2 bílý pěšec · g2 bílý pěšec · h2 bílý pěšec · a1 bílý věž · c1 bílý střelec · d1 bílý dáma · f1 bílý věž · g1 bílý král | a8 černý věž · c8 černý střelec · d8 černý dáma · f8 černý věž · g8 černý král · a7 černý pěšec · b7 černý pěšec · c7 černý pěšec · e7 černý jezdec · f7 černý pěšec · g7 černý střelec · h7 černý pěšec · d6 černý pěšec · f6 černý jezdec · g6 černý pěšec · d5 bílý pěšec · e5 černý pěšec · c4 bílý pěšec · e4 bílý pěšec · c3 bílý jezdec · f3 bílý jezdec · a2 bílý pěšec · b2 bílý pěšec · e2 bílý střelec · f2 bílý pěšec · g2 bílý pěšec · h2 bílý pěšec · a1 bílý věž · c1 bílý střelec · d1 bílý dáma · f1 bílý věž · g1 bílý král | a8 černý věž · c8 černý střelec · d8 černý dáma · f8 černý věž · g8 černý král · a7 černý pěšec · b7 černý pěšec · c7 černý pěšec · e7 černý jezdec · f7 černý pěšec · g7 černý střelec · h7 černý pěšec · d6 černý pěšec · f6 černý jezdec · g6 černý pěšec · d5 bílý pěšec · e5 černý pěšec · c4 bílý pěšec · e4 bílý pěšec · c3 bílý jezdec · f3 bílý jezdec · a2 bílý pěšec · b2 bílý pěšec · e2 bílý střelec · f2 bílý pěšec · g2 bílý pěšec · h2 bílý pěšec · a1 bílý věž · c1 bílý střelec · d1 bílý dáma · f1 bílý věž · g1 bílý král | a8 černý věž · c8 černý střelec · d8 černý dáma · f8 černý věž · g8 černý král · a7 černý pěšec · b7 černý pěšec · c7 černý pěšec · e7 černý jezdec · f7 černý pěšec · g7 černý střelec · h7 černý pěšec · d6 černý pěšec · f6 černý jezdec · g6 černý pěšec · d5 bílý pěšec · e5 černý pěšec · c4 bílý pěšec · e4 bílý pěšec · c3 bílý jezdec · f3 bílý jezdec · a2 bílý pěšec · b2 bílý pěšec · e2 bílý střelec · f2 bílý pěšec · g2 bílý pěšec · h2 bílý pěšec · a1 bílý věž · c1 bílý střelec · d1 bílý dáma · f1 bílý věž · g1 bílý král | a8 černý věž · c8 černý střelec · d8 černý dáma · f8 černý věž · g8 černý král · a7 černý pěšec · b7 černý pěšec · c7 černý pěšec · e7 černý jezdec · f7 černý pěšec · g7 černý střelec · h7 černý pěšec · d6 černý pěšec · f6 černý jezdec · g6 černý pěšec · d5 bílý pěšec · e5 černý pěšec · c4 bílý pěšec · e4 bílý pěšec · c3 bílý jezdec · f3 bílý jezdec · a2 bílý pěšec · b2 bílý pěšec · e2 bílý střelec · f2 bílý pěšec · g2 bílý pěšec · h2 bílý pěšec · a1 bílý věž · c1 bílý střelec · d1 bílý dáma · f1 bílý věž · g1 bílý král | a8 černý věž · c8 černý střelec · d8 černý dáma · f8 černý věž · g8 černý král · a7 černý pěšec · b7 černý pěšec · c7 černý pěšec · e7 černý jezdec · f7 černý pěšec · g7 černý střelec · h7 černý pěšec · d6 černý pěšec · f6 černý jezdec · g6 černý pěšec · d5 bílý pěšec · e5 černý pěšec · c4 bílý pěšec · e4 bílý pěšec · c3 bílý jezdec · f3 bílý jezdec · a2 bílý pěšec · b2 bílý pěšec · e2 bílý střelec · f2 bílý pěšec · g2 bílý pěšec · h2 bílý pěšec · a1 bílý věž · c1 bílý střelec · d1 bílý dáma · f1 bílý věž · g1 bílý král | 1 |
|   | a | b | c | d | e | f | g | h |   |

### Varianta s rychlým fianchettem
1. d4 Jf6 2. c4 g6 3. Jf3 Sg7 4. g3 0-0 5. Sg2 d6 6. 0-0 (ECO E60)
Bílý zde odkládá vývin jezdce Jc3, hraje-li ho, varianta přechází do následující varianty.

### Varianta s fianchettem
1. d4 Jf6 2. c4 g6 3. Jc3 Sg7 4. Jf3 d6 5. g3 0-0 6. Sg2 (ECO E62-E69)
černý tu má na výběr několik možností:
- 6... c6 7. 0-0 Da5 do boje se zapojuje aktivněji černá dáma (nebo i 7... Sf5)

- 6... Jc6 7. 0-0 a6 (méně často se vyskytuje 7... Sg4 , 7... e5 nebo 7... Sf5) po 7...a6 je cílem černého získat protihru na dámském křídle b5, který ještě černý připravuje tahem Vb8

- 6... c5 7. 0-0 (možné je i 7.d5 kdy hra může přejít i do Ben-Oni) 7... Jc6 8. dxc5 dxc5 se symetrickou pozicí nebo 8. d5 Ja5 s protihrou

- 6... Jbd7 7.0-0 e5 se snahou o protihru středem

### Varianta Sd3
1. d4 Jf6 2. c4 g6 3. Jc3 Sg7 4. e4 d6 5. Sd3 (E70)
5... 0-0 (možné je i 5... Jc6) 6. Jge2 hra je podobná Sämischově variantě, černý má protihru

### Varianta 5. h3
1. d4 Jf6 2. c4 g6 3. Jc3 Sg7 4. e4 d6 5. h3 0-0 (E71)
6. Sg5 (po 6. Se3 e5 7. d5 c6 má černý dobrou protihru; 6. Jf3 je přechod do klasické varianty), a nyní si může černý vybrat mezi
- 6... c5 7. d5 e6 8. Sd3 exd5 9. exd5 Jbd7 s dobrou protihrou černého (9. cxd5 přechází do Ben-Oni (ECO A65)
- 6... Ja6 7. Jf3 De8 s plánem e5 s nejasnou hrou (7. Sd3 e5 8. d5 c6 s protihrou)

### Averbachova varianta
1. d4 Jf6 2.c4 g6 3. Jc3 Sg7 4. e4 d6 5. Se2 0-0 6.Sg5
vede ke hře s oboustrannými šancemi, černý má řadu odpovědí 6... Jc6 ; 6... Jbd7 ; 6...h6 ; časté je 6... Ja6 a vůbec nejčastější odpovědí je 6... c5 7.d5 ve všech těchto variantách má černý protihru

### Útok čtyř pěšců
1. d4 Jf6 2.c4 g6 3. Jc3 Sg7 4. e4 d6 5. f4 0-0
Bílý bojuje o střed i pěšcem f. V době kolem poloviny 20. století často hraný postup, dnes se považuje za riskantní, protože bílý si oslabuje královské křídlo.
- 6. Jf3 c5 (možné je i 6... Ja6) 7. d5 e6 nebo 7... b5 s protihrou

- 6. Se2 c5 (i zde se hrává 6... Ja6) 7. d5 (7. Jf3 vede po 7... cxd4 8. Jxd4 k vyrovnané hře) 7... e6 8. Jf3 exd5 9. exd5 s dobrou hrou černého nebo 9. cxd5 s přechodem do pro černého dobré varianty v Obraně Benoni

### Sämischova varianta
1. d4 Jf6 2.c4 g6 3. Jc3 Sg7 4. e4 d6 5. f3
Bílý chce budovat pěšcový řetěz a uchovává si možnost rochovat na obě strany podle situace, může tedy vzniknout i pozice s opačnými rošádami.
Po nejčastějším
5... 0-0 6. Se3 má černý na výběr řadu možností, šance jsou na obou stranách.

### Klasická varianta
1. d4 Jf6 2.c4 g6 3. Jc3 Sg7 4. e4 d6 5. Jf3 0-0 6. Se2
Je nejhranější variantou zahájení.

#### Varianty bez e5
1. d4 Jf6 2.c4 g6 3. Jc3 Sg7 4. e4 d6 5. Jf3 0-0 6. Se2
- 6... c5 7. 0-0 ( alternativou je 7. d5, kdy hra může po 7... e6 8. 0-0 exd5 9. cxd5 přejít do Ben-Oni)
  - 7... cxd4 s přechodem do Marozcyho varianty Sicilské obrany
  - 7... Jc6 8. d5 s prostorovou převahou bílého

- 6... Sg4 7. Se3 (možné je i 7. 0-0 Jfd7) 7... Jfd7 pozice je mírně lepší pro bílého

- 6... Ja6 nebo 6... Jbd7 vede po 7. 0-0 e5 do varianty 6...e5

#### Varianty bez 7. 0-0
1. d4 Jf6 2.c4 g6 3. Jc3 Sg7 4. e4 d6 5. Jf3 0-0 6. Se2 e5
- 7. dxe5 dxe5 8. Dxd8 Vxd8 je hra vyrovnaná

- 7. d5 a5 8. Sg5 h6 9. Sh4 Ja6 má černý dobrou protihru

- 7. Se3 má černý řadu možností
  - 7...exd4 8. Jxd4 Ve8 9. f3 c6 s protihrou
  - 7... c6 8. d5 Ja6
  - 7... h6 (znemožní bílému Sg5) s dalším Jg4
  - 7... Jg4 8. Sg5 f6 s nejasnou hrou

#### Varianty bez Jc6
1. d4 Jf6 2.c4 g6 3. Jc3 Sg7 4. e4 d6 5. Jf3 0-0 6. Se2 e5 7. 0-0
- 7... exd4 8. Jxd4 Ve8 9. f3 a černý nyní pokračuje
  - 9... c6 10. Kh1
  - 9... Jc6 bílý tu má prostorovou převahu

- 7... Ja6 nyní má bílý na výběr mezi
  - 8. Ve1 c6 9. Sf1
  - 8. Se3 Jg4 9. Sg5 De8 10. dxe5 dxe5 11. h3 h6 12. Sd2 Jf6 13. Se3

- 7... Jbd7 a nyní si může bílý vybrat mezi
  - 8. Dc2 c6 9. Vd1 De7 (9. Se3 přejde do 8. Se3) 9. Se3 c6 10. d5 c5 se složitou pozicí (jiná možnost 10. Dc2 Jg4 11. Sg5 f6)
  - 8. Ve1 c6 9. Sf1 a5 (9... exd4 10. Jxd4) 10.Vb1

#### Hlavní varianta s Jc6
1. d4 Jf6 2.c4 g6 3. Jc3 Sg7 4. e4 d6 5. Jf3 0-0 6. Se2 e5 7. 0-0 Jc6 8. d5 (8. Se3 Jg4 s protihrou) 8...Je7
je výchozí pozice hlavní varianty a bílý tu má řadu možností, nejčastější jsou:
- 9. Je1 Jd7 (možné je i 9... Je8)
  - 10. f3 f5 11. Jd3 (nebo 11. Se3) 11...Jf6 12. Sd2 přechází do následujících variant
  - 10. Se3 f5 11. f3 f4 12. Sf2 g5
  - 10. Jd3 f5 11. Sd2 Jf6 12. f3 f4 s nejasnou hrou

- 9. Jd2 a5 (možné jsou i jiné odpovědi) 10.a3 a nyní
  - 10... Sd7 11. b3 c6
  - 10... Jd7 11. Vb1 f5 12. b4 Kh8 13. f3 Jg8 14. Dc2 Jgf6 a nyní jsou možnosti
    - 15. Jb5 axb4 16. axb4 Jh5
    - 15. Sd3 f4 s nejasnou hrou

- 9. b4 je v poslední době ve špičce nejoblíbenější pokračování, s oblibou tak hrává Kramnik 9... Jh5 (hraje se i 9...a5) 10. Ve1! (10. g3 f5 nebo 10. c5 Jf4 dávají černému dobrou protihru) 10... f5 (10... Jf4 11. Sf1 a5 se hraje méně) 11. Jg5 Jf6 a nyní bílý hraje 11. Sf3 (hraje se i 11.f3) a posléze čelí černému protihrou v centru

## Přechod z jiného pořadí tahů
Královská indická občas vzniká i z jiných počátečních tahů
- 1. d4 Jf6 2. Jf3 g6 3.c4
- 1. c4 Jf6 2. Jc3 g6 3. e4 d6 4.d4
- 1. Jf3 Jf6 2. c4 g6 3. Jc3 Sg7 4. d4
- 1. Jf3 Jf6 2. c4 g6 3. Jc3 Sg7 4. e4 d6 5. d4 přechod do klasické varianty
- 1. Jf3 Jf6 2. g3 g6 3. Sg2 Sg7 4. 0-0 0-0 5. c4 d6 6. d4 přechod do varianty s fianchettem
- 1. d4 Jf6 2. c4 d6 s dalším Jbd7, e5 a teprve pak g6 přechod ze Staroindické obrany
- 1. e4 d6 2. d4 Jf6 3. f3 g6 4.c4 Sg7 5. Jc3 přechod do Sämischovy varianty z Pircovy obrany
- 1. e4 g6 2. d4 Sg7 3. c4 d6 4. Jc3 Jf6 přechod ze systému g6

## Přehled dleECO
- E60 1.d4 Jf6 2.c4 g6
- E61 1.d4 Jf6 2.c4 g6 3.Jc3
- E62 1.d4 Jf6 2.c4 g6 3.Jc3 Sg7 4.Jf3 d6 5.g3
- E63 1.d4 Jf6 2.c4 g6 3.Jc3 Sg7 4.Jf3 d6 5.g3 O-O 6.Sg2 Jc6 7.O-O a6
- E64 1.d4 Jf6 2.c4 g6 3.Jc3 Sg7 4.Jf3 d6 5.g3 O-O 6.Sg2 c5
- E65 1.d4 Jf6 2.c4 g6 3.Jc3 Sg7 4.Jf3 d6 5.g3 O-O 6.Sg2 c5 7.O-O
- E66 1.d4 Jf6 2.c4 g6 3.Jc3 Sg7 4.Jf3 d6 5.g3 O-O 6.Sg2 c5 7.O-O Jc6 8.d5
- E67 1.d4 Jf6 2.c4 g6 3.Jc3 Sg7 4.Jf3 d6 5.g3 O-O 6.Sg2 Jbd7
- E68 1.d4 Jf6 2.c4 g6 3.Jc3 Sg7 4.Jf3 d6 5.g3 O-O 6.Sg2 Jbd7 7.O-O e5
- E69 1.d4 Jf6 2.c4 g6 3.Jc3 Sg7 4.Jf3 d6 5.g3 O-O 6.Sg2 Jbd7 7.O-O e5 8.e4 c6

- E70 1.d4 Jf6 2.c4 g6 3.Jc3 Sg7 4.e4
- E71 1.d4 Jf6 2.c4 g6 3.Jc3 Sg7 4.e4 d6 5.h3
- E72 1.d4 Jf6 2.c4 g6 3.Jc3 Sg7 4.e4 d6 5.g3
- E73 1.d4 Jf6 2.c4 g6 3.Jc3 Sg7 4.e4 d6 5.Se2
- E74 1.d4 Jf6 2.c4 g6 3.Jc3 Sg7 4.e4 d6 5.Se2 O-O 6.Sg5 c5
- E75 1.d4 Jf6 2.c4 g6 3.Jc3 Sg7 4.e4 d6 5.Se2 O-O 6.Sg5 c5 7.d5 e6
- E76 1.d4 Jf6 2.c4 g6 3.Jc3 Sg7 4.e4 d6 5.f4
- E77 1.d4 Jf6 2.c4 g6 3.Jc3 Sg7 4.e4 d6 5.f4 O-O 6.Se2
- E78 1.d4 Jf6 2.c4 g6 3.Jc3 Sg7 4.e4 d6 5.f4 O-O 6.Se2 c5 7.Jf3
- E79 1.d4 Jf6 2.c4 g6 3.Jc3 Sg7 4.e4 d6 5.f4 O-O 6.Se2 c5 7.Jf3 cxd4 8.Jxd4 Jc6 9.Se3

- E80-E89 1.d4 Jf6 2.c4 g6 3.Jc3 Sg7 4.e4 d6 5.f3 Sämischova varianta

- E90 1.d4 Jf6 2.c4 g6 3.Jc3 Sg7 4.e4 d6 5.Jf3
- E91 1.d4 Jf6 2.c4 g6 3.Jc3 Sg7 4.e4 d6 5.Jf3 O-O 6.Se2
- E92 1.d4 Jf6 2.c4 g6 3.Jc3 Sg7 4.e4 d6 5.Jf3 O-O 6.Se2 e5
- E93 1.d4 Jf6 2.c4 g6 3.Jc3 Sg7 4.e4 d6 5.Jf3 O-O 6.Se2 e5 7.d5 Jbd7
- E94 1.d4 Jf6 2.c4 g6 3.Jc3 Sg7 4.e4 d6 5.Jf3 O-O 6.Se2 e5 7.O-O
- E95 1.d4 Jf6 2.c4 g6 3.Jc3 Sg7 4.e4 d6 5.Jf3 O-O 6.Se2 e5 7.O-O Jbd7 8.Ve1
- E96 1.d4 Jf6 2.c4 g6 3.Jc3 Sg7 4.e4 d6 5.Jf3 O-O 6.Se2 e5 7.O-O Jbd7 8.Ve1 c6 9.Sf1 a5
- E97 1.d4 Jf6 2.c4 g6 3.Jc3 Sg7 4.e4 d6 5.Jf3 O-O 6.Se2 e5 7.O-O Jc6
- E98 1.d4 Jf6 2.c4 g6 3.Jc3 Sg7 4.e4 d6 5.Jf3 O-O 6.Se2 e5 7.O-O Jc6 8.d5 Je7 9.Je1
- E99 1.d4 Jf6 2.c4 g6 3.Jc3 Sg7 4.e4 d6 5.Jf3 O-O 6.Se2 e5 7.O-O Jc6 8.d5 Je7 9.Je1 Jd7 10.f3